# Prehistoria

Mapamundi de las migraciones de Homo sapiens, con el polo norte como centro. Los patrones de migración están basados en estudios del ADN mitocondrial (matrilinear). Los números representan miles de años. África es el punto de partida, leyéndose desde la parte superior izquierda hasta América del Sur en el extremo derecho.

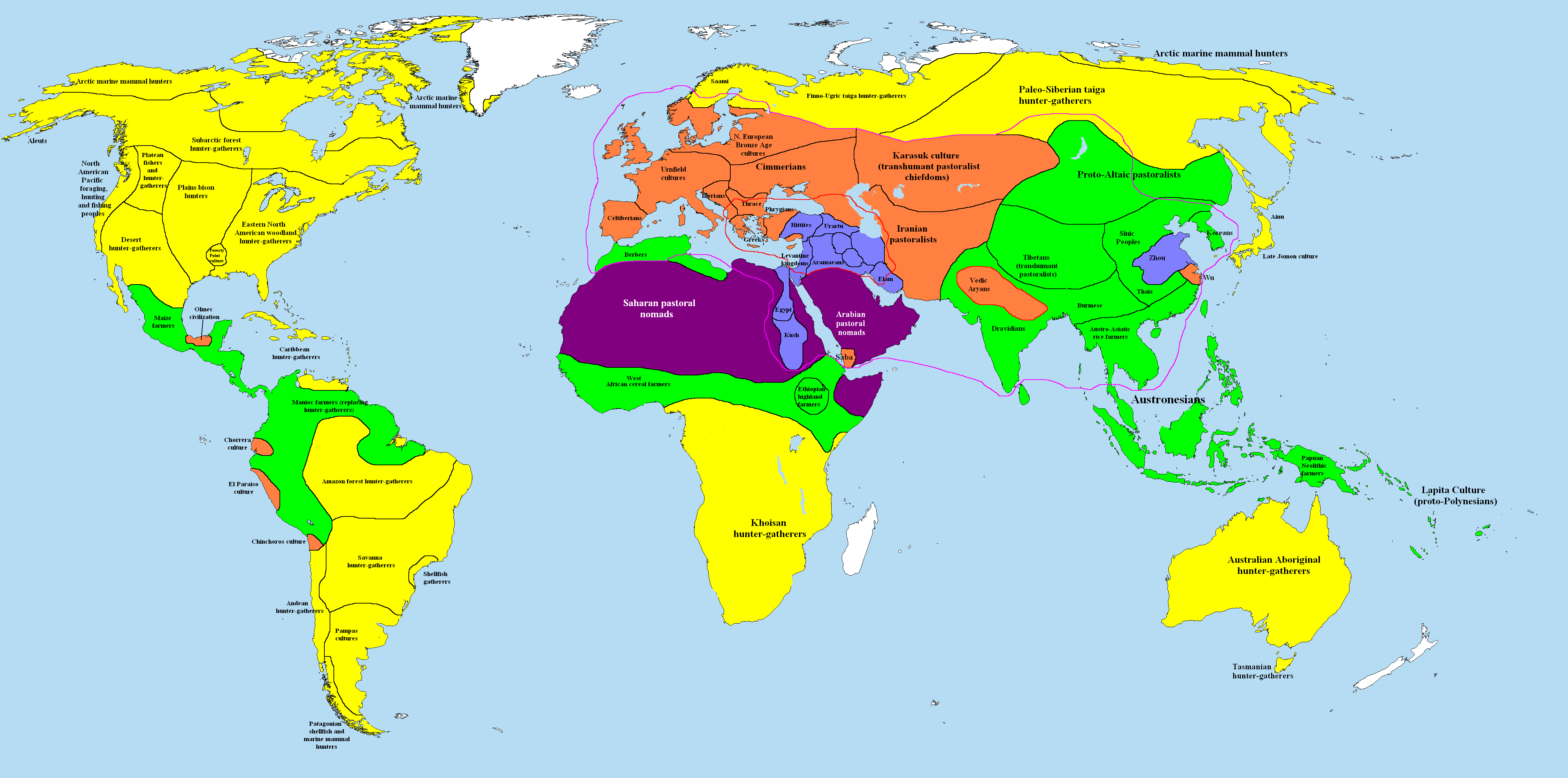
Estado social y tecnológico del mundo, hacia 1000 a. C.
Cazadores-recolectores
Pastores nómadas
Sociedades agrícolas simples
Sociedades agrícolas complejas/jefaturas
Estados
Deshabitado

La prehistoria (del latín præ- 'antes de' y de historia 'historia, investigación, noticia'; este último un préstamo del griego ιστορία) es, según la definición tradicional, el período de tiempo transcurrido desde la aparición de los primeros homininos, antecesores del Homo sapiens, hasta que tenemos constancia de la existencia de documentos escritos. Algo que ocurrió en primer lugar en el Oriente Próximo hacia el 3300 a. C., y posteriormente en el resto del planeta. No obstante, en su acepción clásica, se vincula con una prehistoria ligada a la historia natural. Según otros autores, la prehistoria terminaría en algunas regiones del mundo antes, con la aparición de las sociedades complejas que dieron lugar a los primeros estados y civilizaciones.
Según las nuevas interpretaciones de la ciencia histórica, la prehistoria es un término carente de significado real en el sentido que fue entendido durante generaciones. Si se considera a la Historia, tomando la definición de Marc Bloch, como el «acontecer humano en el tiempo», todo es Historia existiendo el ser humano, y la prehistoria podría, forzadamente, solo entenderse como el estudio de la vida antes de la aparición del primer homínido en la tierra. Desde el punto de vista cronológico, sus límites están lejos de ser claros, pues ni la llegada del ser humano ni la invención de la escritura, tienen lugar al mismo tiempo en todas las zonas del planeta.
Por otra parte, hay quienes defienden una definición de esta fase o, al menos, su separación de la Historia Antigua, en virtud de criterios económicos y sociales en lugar de cronológicos, pues estos son más particularizadores (es decir, más ideográficos) y aquellos, más generalizadores y por tanto, más susceptibles de proporcionar una visión científica.
En ese sentido, el fin de la prehistoria y el inicio de la historia lo marcaría una estructuración creciente de la sociedad que provocaría una modificación sustancial del hábitat, su aglomeración en ciudades, una socialización avanzada, su jerarquización, la aparición de estructuras administrativas, de la moneda y el incremento de los intercambios comerciales de larga distancia. Así, no sería muy correcto estudiar dentro del ámbito de la prehistoria sociedades de carácter totalmente urbano como los incas y mexicas en América, el Imperio de Ghana y el Gran Zimbabue en África o los jeméres en el sudeste asiático, que solamente son identificados con este período por la ausencia de textos escritos que de ellos tenemos. Los mayas han entrado hace muy poco plenamente en la Historia al haberse descifrado sus glifos, que tienen valor fonético, por lo que forman un sistema completo de escritura.
Es considerado un campo académico o especialidad muy ligada a la Arqueología, la Paleontología y la geología histórica.

## Periodización
La prehistoria se divide en múltiples épocas, que según qué sistemas pueden verse agrupadas en distintas etapas principales. Tradicionalmente en los países de habla hispana (aunque también aplicado por algunos otros expertos), ha sido dividida a grandes rasgos en dos etapas aplicables para la mayoría de regiones del mundo: la Edad de Piedra y la Edad de los Metales (que abarca las edades de Cobre, de Bronce y de Hierro); en cambio, la prehistoria de América, de manera excepcional, se clasifica en los periodos Paleoindio, Arcaico y Formativo.
El concepto Edad de los Metales, sin embargo, no es de uso académico común en muchos otros países e idiomas. En artículos publicados en inglés se suele referir al conjunto de las tres edades sencillamente como the metal ages (‘las edades de los metales’, sin un nombre que emplee este término). La división en dos grupos del período prehistórico se centra, según el caso (por división geológica, evolución humana, etc.) en los límites entre el Pleistoceno y el Holoceno (donde el Neolítico comparte grupo con las edades de los metales), el Pleistoceno y el Plioceno (sobre todo en el contexto geológico) y entre prehistoria y la protohistoria (en muchos aspectos similar a la división en Edad de Piedra y la Edad de los Metales). Otros historiadores no consideran la división en dos grupos principales aplicable para los períodos prehistóricos (alegando demasiada complejidad). Una división en tres grupos es más común en estos casos, con diferencias entre lo geológico y lo cultural. Algunos de los sistemas que aplican el término de Edad de los Metales consideran una división de la prehistoria en tres etapas principales, normalmente siendo las otras dos el Paleolítico y el Neolítico. Otras periodizaciones dividen la prehistoria en 4-5 etapas principales.
Uno de los sistemas de periodización más usados desde el siglo XIX, actualmente menos empleado en la academia salvo ciertas disciplinas como la etnología, además de persistir en la conciencia pública en países como Alemania y parte del mundo anglosajón, es el de las Tres edades, que divide la prehistoria en tres grupos: Edad de Piedra, Edad del Bronce y Edad del Hierro. Sin embargo, este sistema ha sido criticado por su enfoque en la historia europea, norteafricana y del Oriente Medio y Próximo, ignorando estudios realizados en otras partes del mundo y en otras disciplinas, y por tanto calificado por muchos expertos como simplista. Por otra parte, se sigue usando en publicaciones para referirse a las tres edades que se consideran paradigmáticas de la prehistoria.

## Prehistoria, Historia y Arqueología
Desde el punto de vista más tradicional, se considera que la arqueología prehistórica es una especialidad científica que estudia, por medio de la excavación, los datos de este periodo de la Historia que ha precedido a la invención de la escritura. Los restos arqueológicos son la principal fuente de información y para estudiarlos se utilizan numerosas disciplinas auxiliares, como la física nuclear (para efectuar dataciones absolutas), el análisis por espectrómetro de masas (de componentes líticos, cerámicos o metálicos), la geomorfología, la edafología, la tafonomía, la trazalogía (para las huellas de uso), la paleontología, la paleobotánica, la estadística no paramétrica, la etnografía, la paleoantropología, la topografía y el dibujo técnico, entre otras muchas ciencias y técnicas. De manera que hay un gran número de personas que consideran a la prehistoria como una especialidad dentro de la Historia, pero mucho más tecnificada y pluridisciplinaria. 
La metodología de base para la obtención de datos en la prehistoria es la Arqueología, por lo que hasta hace muy poco Prehistoria y Arqueología eran confundidas constantemente. En los ámbitos académicos de la Europa continental, la prehistoria es una especialidad de la Historia, siendo habitual que haya departamentos de Prehistoria dentro de las facultades de Historia y también es normal que la financiación de las investigaciones corra a cargo de instituciones de orientación humanística o la propia administración estatal. En cambio, en América y las islas británicas, la Prehistoria está siendo supeditada a la Arqueología (Arqueología procesual), la cual, a su vez, suele verse como una especialidad de la Antropología, cuyo alcance, en cualquier caso, no se limita a las fases preliterarias de la Historia, sino a cualquier periodo pretérito, aunque sea muy reciente. Además, la organización de los departamentos de Arqueología anglosajones suele ser diferente al asociarse a menudo a las Ciencias Naturales, incluyendo laboratorios propios y sistemas de financiación ligados a organismos enfocados a tales ciencias (en Estados Unidos, por ejemplo, la National Science Foundation y en Gran Bretaña el Natural Environment Research Council) o fundaciones más relacionadas con el sector privado.
Los últimos estadios de la prehistoria, la protohistoria, englobarían, según algunas interpretaciones, los periodos sin escritura de ciertas culturas contemporáneas de los pueblos históricos, cuyos textos nos dan una información adicional sobre estos grupos ágrafos, y según otras, aquellas sociedades en proceso de formación de un estado, pero que no tienen escritura. Estas definiciones son bastante limitadas, siendo la primera escasamente útil fuera del ámbito europeo. Así, debido a la complejidad del concepto, este es poco usado y las culturas protohistóricas suelen incluirse tanto en el estudio de la prehistoria como en los primeros momentos de la Historia antigua.

## Prehistoria de África
África es la cuna de la humanidad y es en la actualidad el continente en el que más poblaciones siguen utilizando tecnologías prehistóricas. Resulta fácil concluir que la prehistoria de África es la más larga y compleja de todo el globo. Pero esto no siempre fue visto así, ya que durante el siglo XIX y hasta mediados del XX se adjudicaba a Asia nuestro origen. Esta teoría era la consecuencia de que los fósiles de homininos más antiguos con los que se contaba entonces procedían de allí: el Hombre de Java y el de Pekín. Tal visión cambió radicalmente con los trabajos realizados en el África austral y oriental, y publicados a partir de los años cincuenta del siglo XX, que remontaron la antigüedad de los fósiles africanos (de Australopithecus y Homo) a cuatro millones de años atrás.

### África subsahariana
En el África subsahariana nacieron y evolucionaron buena parte de las especies de homininos antepasados nuestros. De allí salió Homo ergaster para colonizar Asia y Europa, Homo antecessor hacia la península ibérica y, finalmente, Homo sapiens para dominar todo el mundo. Posteriormente, el corazón del continente vio como florecieron importantes culturas que fueron decayendo, unas por su propia dinámica interna y, otras por la continua sangría provocada por la explotación colonial y/o esclavista iniciada en tiempos de los cartagineses, y perpetuada por los romanos, los árabes y los europeos (estos últimos a partir de la Edad Moderna).

#### Paleolítico del África subsahariana
En África subsahariana para el Paleolítico suele utilizarse la periodización anglosajona, aunque ésta obvia toda la fase de desarrollo correspondiente al género Australopithecus:
- ESA (Early Stone Age o Edad de Piedra temprana) se refiere al periodo comprendido desde la aparición del primer miembro del género Homo, hace más de dos millones y medio de años, hasta hace unos 200 000. Se divide en dos etapas tecnológicas: olduvayense o modo técnico 1 y achelense o modo técnico 2.

La garganta de Olduvai 2011.

La industria olduvayense es la más antigua del mundo. Aunque recibe su nombre del yacimiento epónimo de Olduvai, en Tanzania, los hallazgos más antiguos aparecen más al norte, en Etiopía, concretamente en la cuenca del río Omo, donde la investigadora francesa Hélène Roche ha datado herramientas talladas en el arroyo de Kada Gona (Afar), por medio del potasio-argón, en 2,6 millones de años de antigüedad. La olduvayense es una industria compuesta, fundamentalmente, por cantos tallados y lascas. Se atribuye normalmente al Homo habilis o al Homo rudolfensis, aunque según ciertos investigadores las especies más inteligentes de Australopithecus (por ejemplo el Australopithecus garhi) también pudieron elaborar herramientas, lo cual plantea numerosas controversias.
La industria achelense apareció hace 1,5 millones de años, al parecer ligada a una nueva especie humana, probablemente Homo ergaster, aunque existe un cierto hiato evolutivo en cuanto a los fósiles de este periodo. El Achelense africano, sin duda el originario, se caracteriza por el empleo del bifaz, el hendidor, el canto tallado, la raedera, los denticulados y una serie de técnicas y métodos de talla relativamente avanzados (método Levallois y sus variantes africanas, que son muchas más que las europeas).
- MSA (Middle Stone Age o Edad de la Piedra intermedia), es el periodo que va desde hace 200 000 años hasta hace 30 000. Se desarrollaron industrias muy parecidas entre ellas, para las que se han establecido numerosas variantes regionales basadas, sobre todo, en la influencia de la materia prima local, que parece condicionar la tecnología y la tipología lítica.

En el África oriental y austral (Pietersburg y Bambata) destaca el Stillbayense, que se extiende por el sur de África hasta Rodesia y la zona oriental. Se caracteriza por las raederas, las puntas triangulares, las puntas foliáceas bifaciales y las lascas laminares. Otra industria propia de las llanuras de Sudáfrica es el Fauresmithiense, que tiene un fuerte componente Levallois y piezas de tradición achelense (bifaces, hendidores...), pero de pequeño tamaño. Las industrias de África central son más arcaicas, como el Sangoense, que parece un Achelense tardío. Es difícil atribuir grupos humanos a cada una de esas industrias; quizás las más arcaicas correspondan a Homo rhodesiensis y las más evolucionadas a los primeros Homo sapiens (tal vez a Homo sapiens idaltu u otra subespecie, cuyos restos se documentan en los yacimientos de Border Cave y Klaisies River Mouth, Sudáfrica, y en Herto, Etiopía).
- LSA (Late Stone Age o Edad de Piedra tardía) es el último periodo del Paleolítico del África subsahariana. Las industrias típicas del África oriental son núcleos discoides, piezas foliáceas bifaciales y microlitos geométricos. En África central tenemos el Lupembiense, cuyos artefactos más característicos son unos espesos picos foliáceos finamente retocados. En el sur de África encontramos la cultura aparentemente más sofisticada, el Wiltoniense, de características microlíticas y laminares que fue extendiéndose hacia el norte y perduró hasta épocas históricas, incorporando numerosas innovaciones (llegando incluso, a neolitizarse parcialmente). Por último, en el Sahel hay industrias emparentadas con el periodo anterior y con rasgos protoneolíticos, como ocurre con el Gumbiense de Etiopía (un pueblo de pastores nómadas que conocían la cerámica). En muchos de estos lugares tales tecnologías se mantuvieron sin apenas evolución hasta la expansión bantú o hasta la colonización europea (por ejemplo, la cultura Gwisho).

#### Edad de los Metales en el África subsahariana

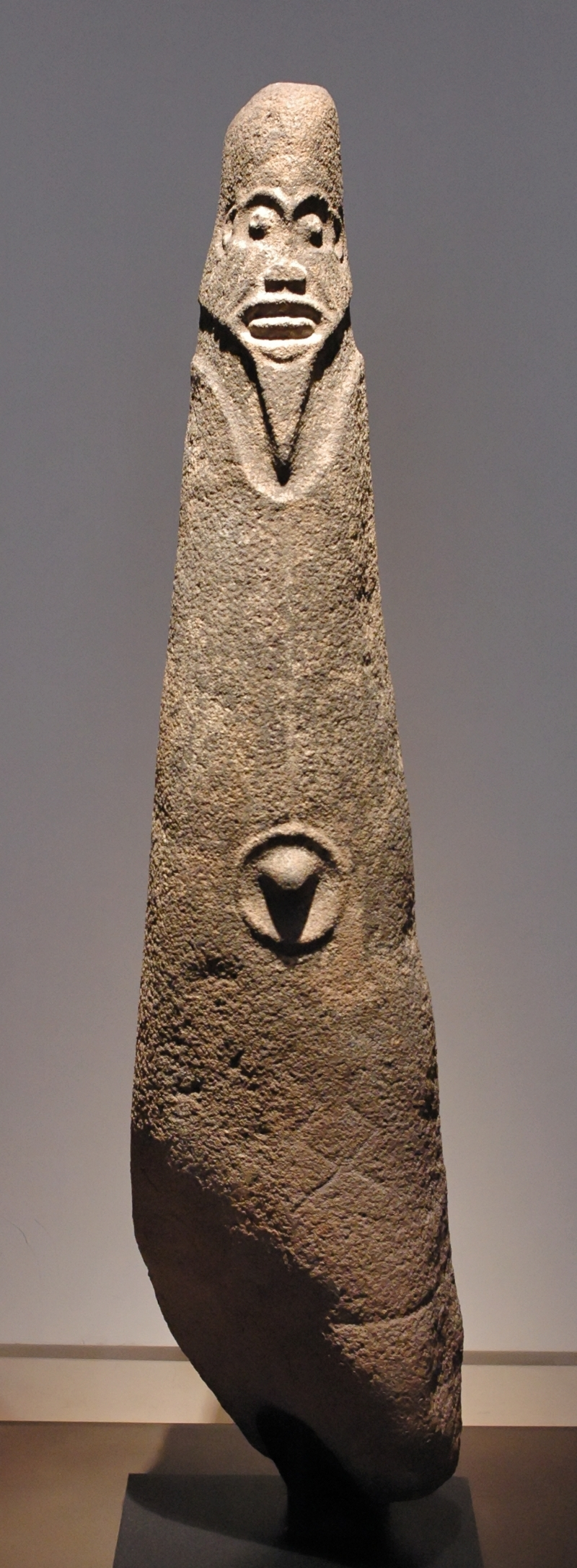
Escultura nigeriana del.

La metalurgia en la región subsahariana no pasó por las clásicas fases del Viejo Mundo (cobre, bronce y hierro), apareciendo solo evidencias de fundición del hierro y en unas fechas muy tempranas respecto a Europa. Hasta mediados de los años setenta del siglo XX se relacionaba la expansión lingüística del grupo bantú por África central y austral (a partir del siglo V a. C. y a costa de, sobre todo, las lenguas joisanas) con la del metal. Pero los datos arqueológicos posteriores han desmentido este modelo de tradición colonialista. Así, las dataciones más antiguas relacionadas con artefactos férreos se sitúan hacia el 1800 a. C. en lo que actualmente es el desierto de Níger. Sobre el 1300 a. C. para algunos puntos de África oriental, el 900 a. C. en el área del Congo y el 500 a. C. en Zambia y Zimbabue.
El proceso lingüístico bantú está todavía lejos de ser bien comprendido y los estudiosos sostienen diversas teorías acerca de su génesis y desarrollo. Puede que los Nok de Nigeria, que vivían en los valles de los ríos Níger y Benué, y eran capaces de fundir y forjar el hierro hace 2500 años estén relacionados con el origen de los bantúes, aunque no hay pruebas.
Aunque la mayoría de los grandes reinos de África centro-occidental mantuvieron fuertes lazos de dependencia comercial con las áreas islámicas, ya históricas, del norte, sus fuentes narrativas siguieron estando basadas en las tradiciones orales. Tenemos noticias de ellos gracias a los viajeros y misioneros musulmanes que alcanzaron el centro del continente y dejaron constancia en sus escritos. Ese fue el caso de un geógrafo que describió en el siglo VIII el Imperio de Ghana. Los registros orales fueron puestos por escrito en árabe gracias a historiadores de Tombuctú, que durante el siglo XVII recogieron tradiciones que se remontaban a los siglos XIII-XIV, relacionadas con el Imperio de Malí. En cambio, del Imperio Monomotapa, que floreció entre los siglos XI y XV gracias a los contactos comerciales con los musulmanes asentados en la costa del Índico, no hay documentos escritos hasta la llegada de los portugueses.

### Noroeste de África
El África mediterránea tuvo, durante la Edad de Piedra, una periodización equivalente a la europea, Paleolítico y Neolítico. Después, la influencia de la civilización egipcia y la llegada de colonizadores fenicios aceleraron el ritmo evolutivo respecto a Europa.

#### Edad de Piedra en el norte de África
- El Paleolítico inferior y medio están bien representados desde fechas muy remotas.[26] Así, hay numerosas evidencias del olduvayense y del achelense (más en el Magreb que en la zona del Nilo), pudiéndose añadir a las industrias líticas diversos tipos de restos humanos (la mandíbula de Ternifine, en Argelia, que podría ser atribuida a Homo heidelbergensis o el cráneo de Jebel Irhoud, en Marruecos, de aspecto neandertaloide). Durante este periodo existe similitud entre los grupos norteafricanos y los de Europa occidental.

- La cultura ateriense parece romper esa tendencia y separa la evolución técnico-cultural (especialmente en la zona del Sáhara) de la de sus vecinos. Aunque es similar al musteriense (modo técnico 3) en algunas de sus técnicas líticas, tiene sus propias particularidades que lo diferencian de aquel, como serían la costumbre de elaborar utensilios pedunculados o una cronología que no podría ubicarse en las fases de la prehistoria europea (48 000 a. C.-30 000 a. C., aunque haya constancia de su pervivencia durante al menos diez mil años más).

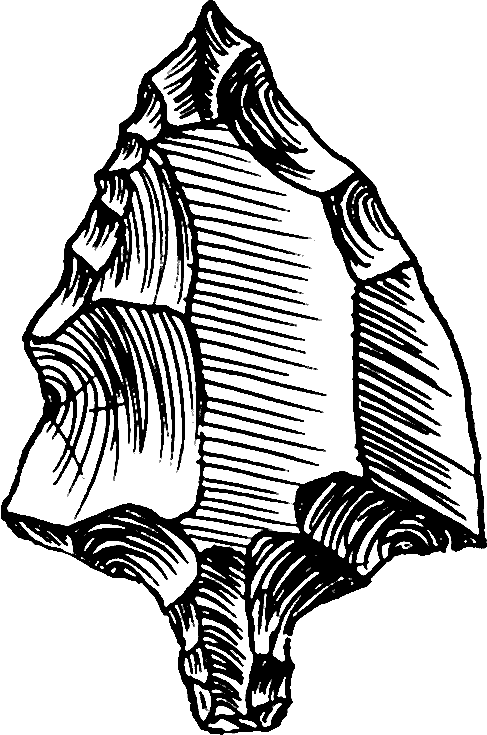
Punta pedunculada típica del Ateriense
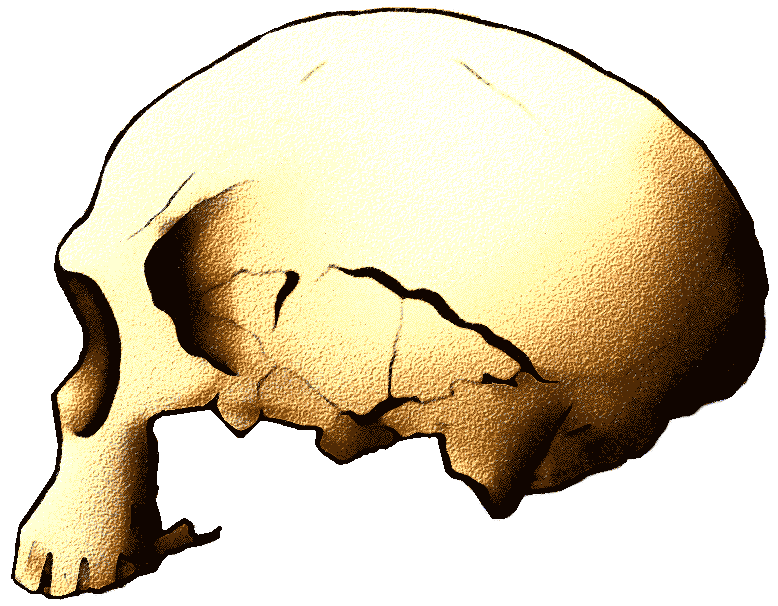
Cráneo neandertaloide de Jebel Irhoud (Marruecos)

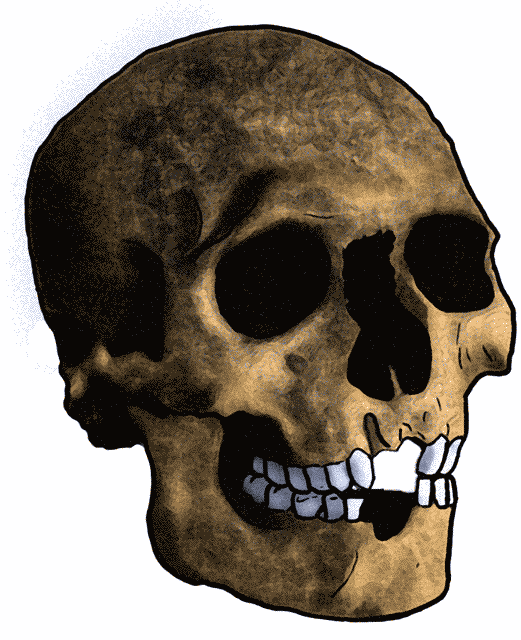
Cráneo tipo Mechta el-Arbi, con avulsión de incisivos.

- La cultura iberomaurisiense es también exclusiva del norte de África, especialmente de las costas magrebíes. Su prolongada cronología se solapa con el Ateriense y parece abarcar el equivalente a todo el Paleolítico superior europeo, apreciándose en él una clara evolución. Se trata de un complejo cultural con industria ósea bien desarrollada y una industria lítica a base de hojas. Con el tiempo tendió a la microlitización, primero laminar y luego geométrica, atestiguándose un temprano empleo de la técnica del golpe de microburil. En cuanto a los restos humanos, destacan los de Mechta el-Arbi (Argelia), de tipo cromañoide.

- La cultura capsiense es otro grupo cultural de origen claramente magrebí.[27] Sus comienzos se sitúan hacia el 8000 a. C., dentro del Epipaleolítico local. Destaca por la abundancia de materiales, entre los cuales se encuentran útiles laminares y microlíticos (los hay foliáceos de bella factura), junto a las características botellas fabricadas en huevos de avestruz y los abundantes concheros. La caza, la recolección y el marisqueo debieron ser las fuentes principales de sustento. Hacia el quinto milenio se convirtieron en semisedentarios, adoptando la ganadería (complementada con una agricultura muy rudimentaria) y utilizando la cerámica. Por todo ello, en esta fase final se habla de un Neolítico de tradición capsiense.

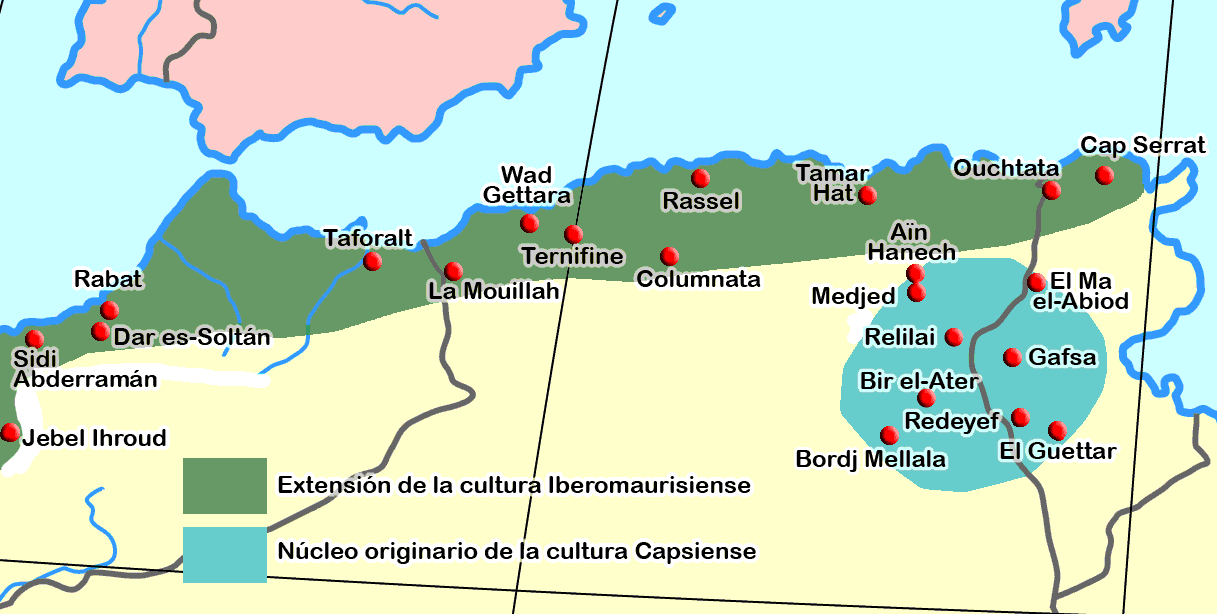
Principales yacimientos del Iberomaurisiense y del Capsiense en el Magreb.

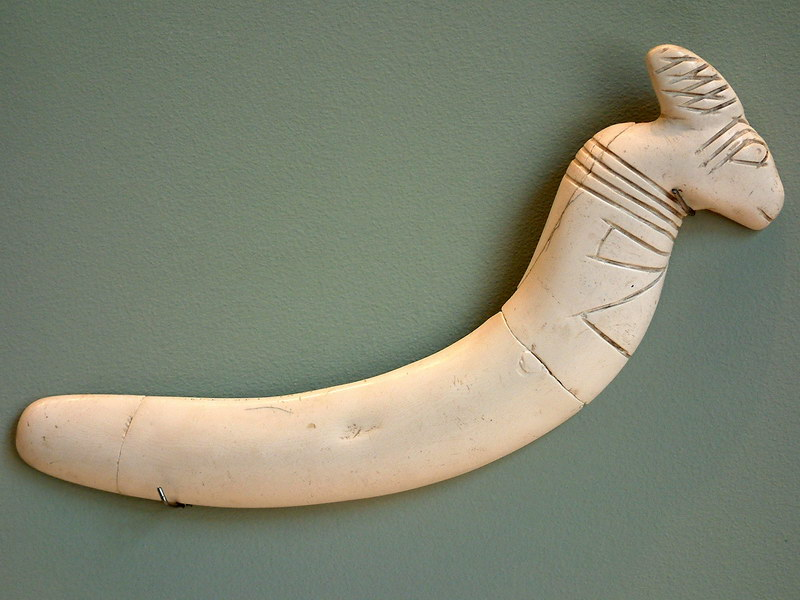
Figurilla protodinástica de Maadi.

- El Neolítico de la zona del Nilo es particularmente avanzado, con dos focos principales situados respectivamente en el Delta (Merimdé), y en el alto Egipto (el Badariense).[28] Aunque ambas tienen sus propias particularidades y diferencias, comparten ciertos rasgos que permiten sostener que existían relaciones entre ellas. Tenían grandes asentamientos completamente sedentarios, cuya economía se basaba en la agricultura y la ganadería. Sus cabañas, hechas con barro, ramas y cañas, contienen hogares, silos para el grano e incluso inhumaciones en fosa con ajuar. La cerámica es variada, mostrando modelos monocromos y otros pintados, y el resto de la cultura material es muy rica: hay cuchillos de sílex con una talla primorosa (tal vez ceremoniales), paletas de esquisto para la mezcla de pigmentos, productos para la confección de tejidos, puntas de flecha, ornamentos en piedras semipreciosas (a menudo importadas), estatuillas de animales y de personas, y (en la etapa final) piezas de cobre. Estos grupos culturales se inscriben en el llamado periodo predinástico de Egipto y son considerados como la etapa previa a la entrada de Egipto en la Historia.

#### El metal y la entrada en la Historia del norte de África

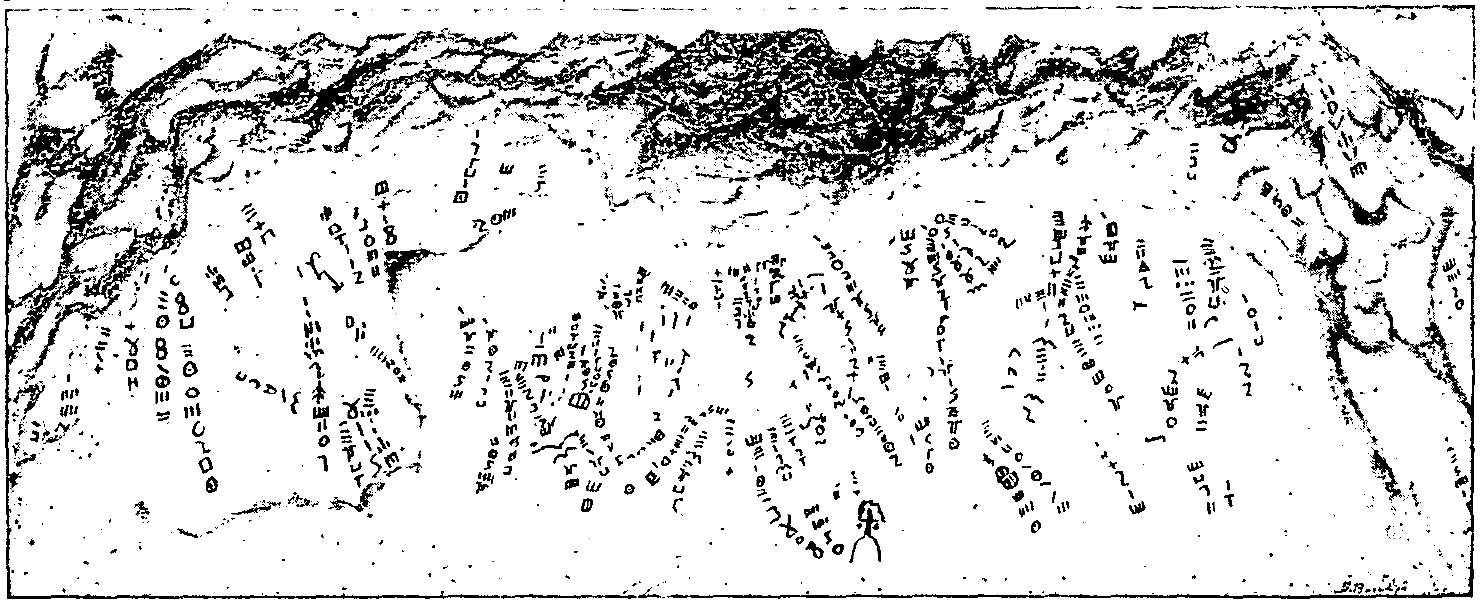
Inscripciones en alfabeto líbico de la cueva de Tafira (Argelia).

- El Nilo: La eclosión de la civilización egipcia se inició ya en el IV milenio a. C. con el surgimiento de numerosas ciudades, los primeros jeroglíficos y la aparición de dos grandes estados (el Alto y el Bajo Egipto) en el periodo llamado Protodinástico. Estos estados acabaron siendo unificados por el primer faraón, el rey Narmer, aproximadamente en el 3150 a. C. De este modo, la zona oriental de África entró muy tempranamente en la Historia y, además, se convirtió en un foco de irradiación cultural que no solo afectó al Mediterráneo, sino también a gran parte del continente africano.

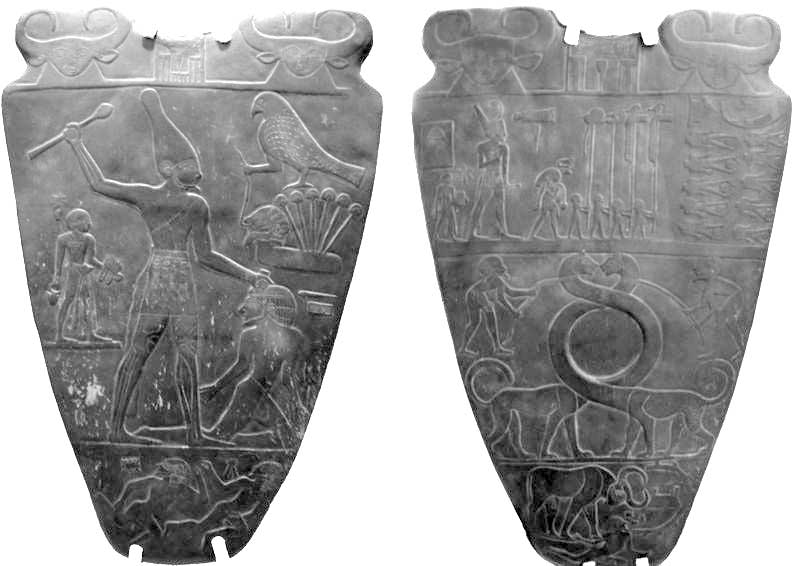
Paleta conmemorativa del primer faraón, Narmer
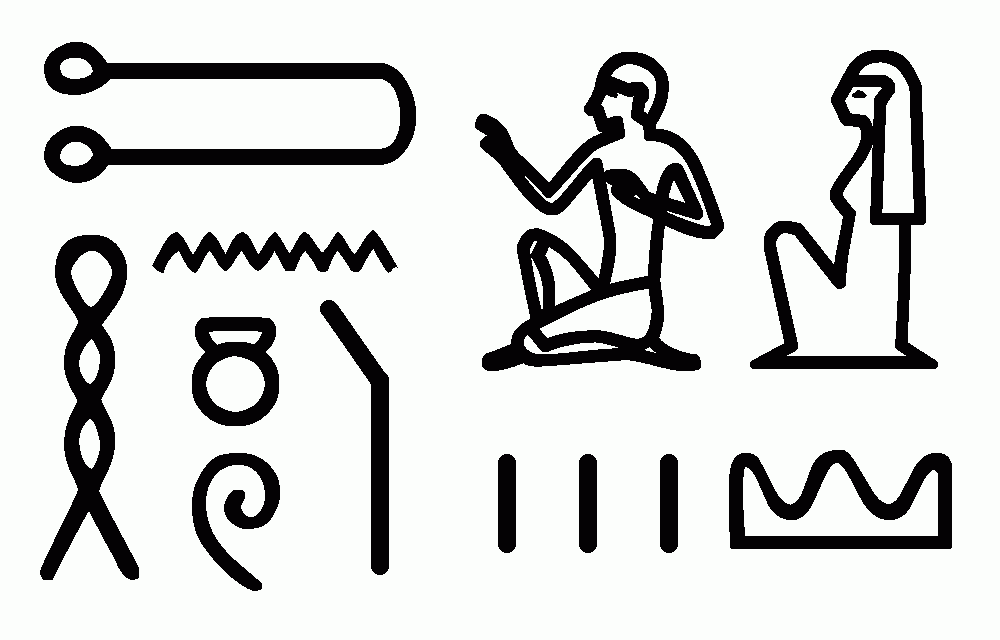
Cita sobre pueblos líbicos en la estela de Merenptah
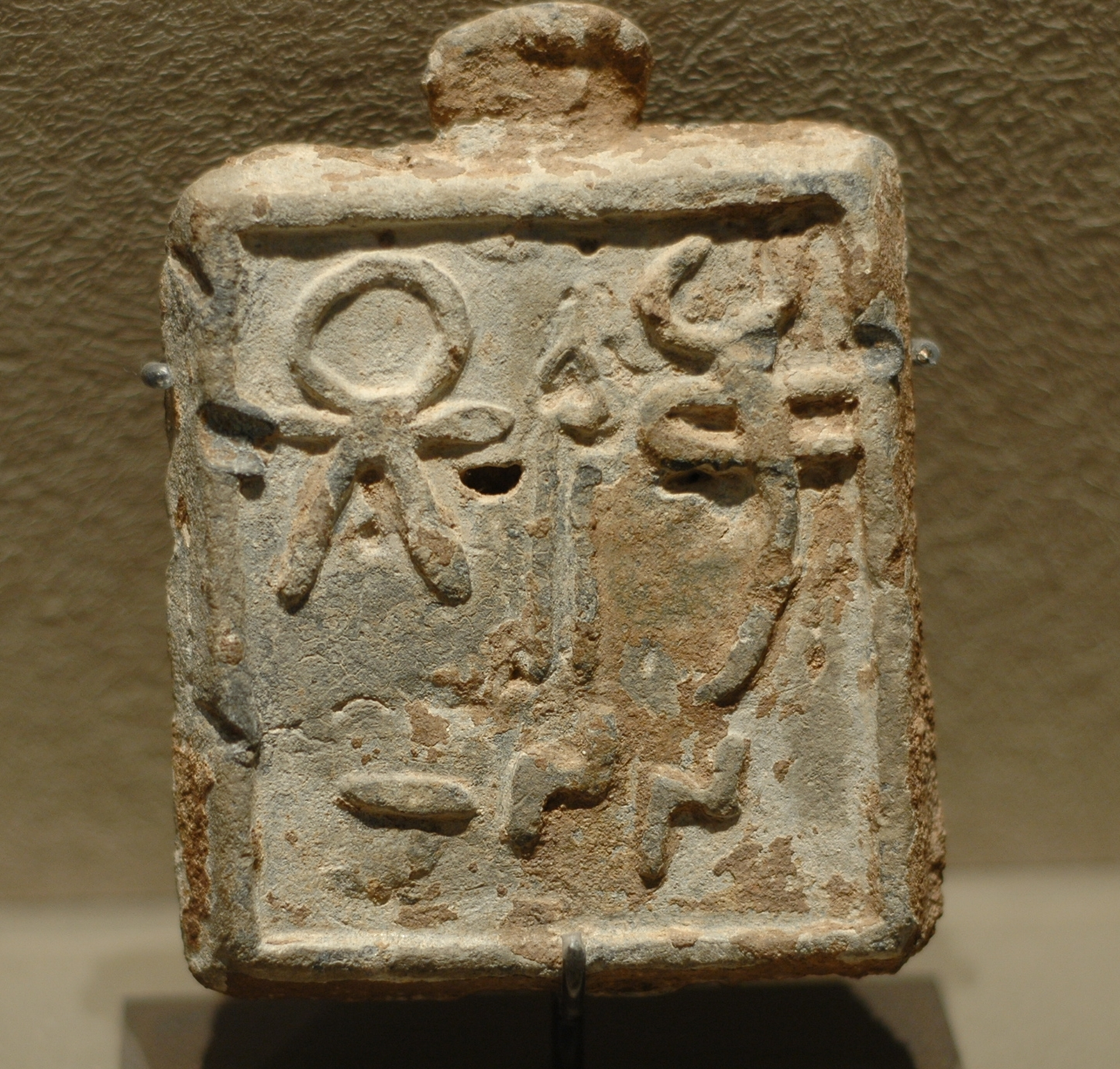
Estela púnica de la diosa Tanit
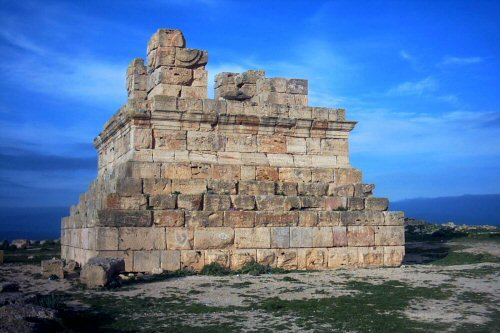
Tumba del rey númida Masinisa

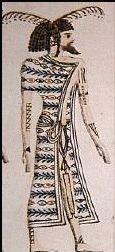
Líbico representado en una tumba egipcia.

- El Magreb, en cambio es un caso muy diferente.[29] Mientras que durante el segundo milenio antes de nuestra era buena parte del Mediterráneo comenzaba a ser recorrido por navegantes a la búsqueda de materias primas como el cobre y el oro, el Magreb quedaba al margen de este flujo de contactos e intercambios económico-culturales. La etnia bereber, de la que se desconoce su procedencia (aunque los estudiosos creen que su lengua es de orígenes afroasiáticos), era predominante en la región. La primera noticia de este grupo humano procede de textos egipcios datados en el 2300 a. C., donde se les denomina «téhménow»; posteriormente los citaron en el año 1227 a. C. cuando parece que atacaron el Delta, pero esta vez ya se les denominó libou, es decir, libios. Desde entonces los textos clásicos se refirieron a los indígenas del Magreb como pueblos líbicos. Sus restos funerarios se componen de cistas bajo túmulo, dólmenes (mucho más tardíos que los del occidente europeo) y, en los momentos finales, unos pequeños hipogeos llamados haouanets (por ejemplo, los de Debbabsa, en Túnez).

Desde finales del segundo milenio a. C. se cree que los fenicios frecuentaban las costas del Magreb, fundando las primeras factorías en torno al 1100 a. C. Éstas fueron Útica (cerca de Bizerta) y Oea (en los alrededores de Trípoli), aunque la más importante fue, sin duda, Cartago, en el 814 a. C. La influencia ejercida por los cartagineses se plasmó en la aparición, a partir del siglo V a. C., de las primeras monarquías indígenas en la propia Cirenaica (los colonos griegos hablan del rey Battus, fundador de la dinastía de los Batíadas), en Ghana y en Numidia (donde uno de sus reyes, Masinisa, se hizo legendario por sus cambios de bando en la Tercera Guerra Púnica). Asimismo, los púnicos introdujeron también mejoras agropecuarias, el hierro, el torno de alfarero, la acuñación de moneda y, finalmente, propiciaron la invención de un tipo propio de escritura: el «alfabeto líbico» o tifinagh, que, ha sobrevivido hasta la actualidad entre ciertas tribus de tuaregs.

## Prehistoria de Oriente Próximo
En nuestro ámbito se suelen usar indistintamente las expresiones "Oriente Medio" y "Oriente Próximo" para designar a la región del Oriente más próxima a Europa, que es sinónimo de Asia sudoccidental. En cualquier caso, desde el punto de vista histórico, el Oriente Próximo es lo que se denomina una zona nuclear, la cual irradió continuas innovaciones y cambios que influyeron decisivamente en el desarrollo tecnológico y social de toda Eurasia.

### Paleolítico en Oriente Próximo
El yacimiento de Mugharet et-Tabun (Israel), ofrece una secuencia casi completa de este periodo: las industrias más antiguas son del achelense final (pertenecientes al modo técnico 2), seguidas de niveles con típicas industrias musterienses (modo 3) y, ya en los superiores, piezas laminares auriñacienses (modo 4).
- Paleolítico inferior: la presencia del ser humano en la zona está documentada en Dmanisi (Georgia), con la aparición de unos restos denominados Homo georgicus, relacionados con Homo erectus y Homo ergaster. Datados en 1,85-1,6 millones de años de antigüedad, aparecieron acompañados de una cultura material muy tosca, de tradición olduvayense (modo 1).

Los primeros bifaces se encontraron en Ubeidiya (Israel), junto a restos humanos muy antiguos. El achelense típico de la zona comprendería desde hace algo más de 800 000 años hasta unos 150 000 años antes del presente (AP).

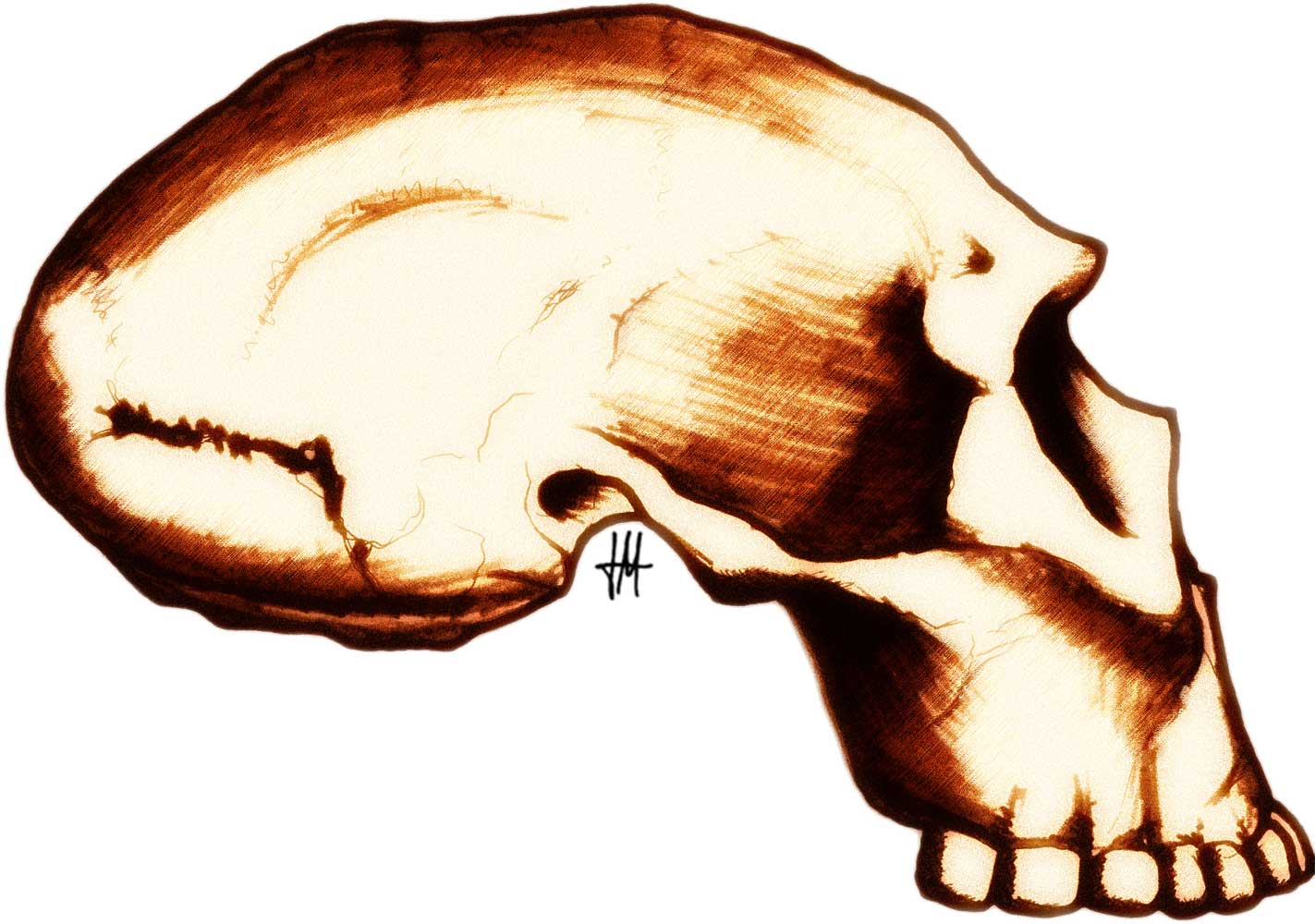
Cráneo de Dmanisi
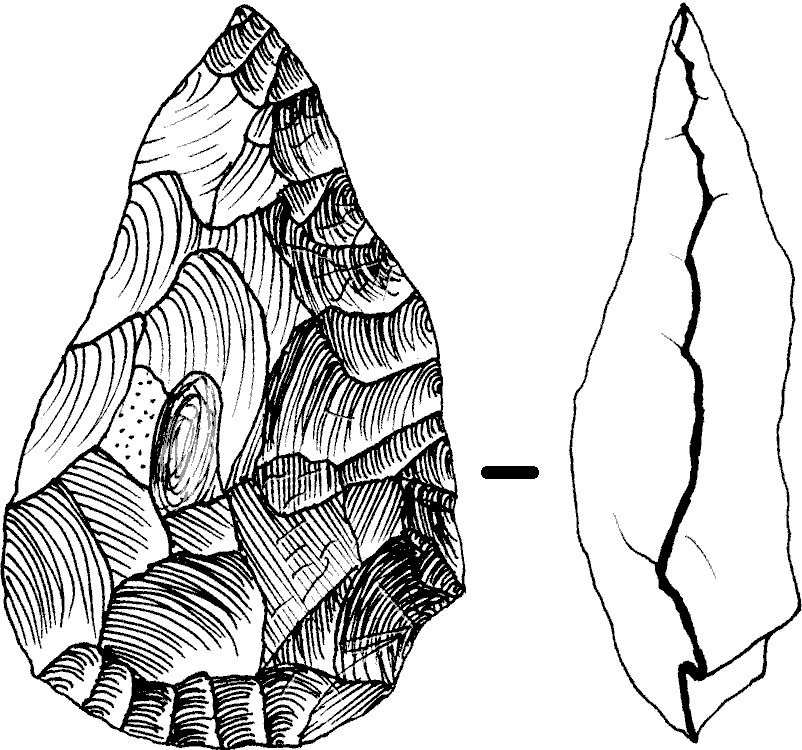
Bifaz de Um Qatafa
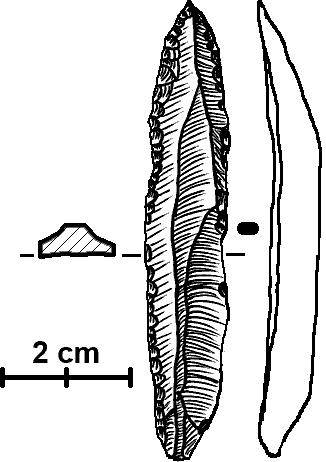
Punta de El-Wad
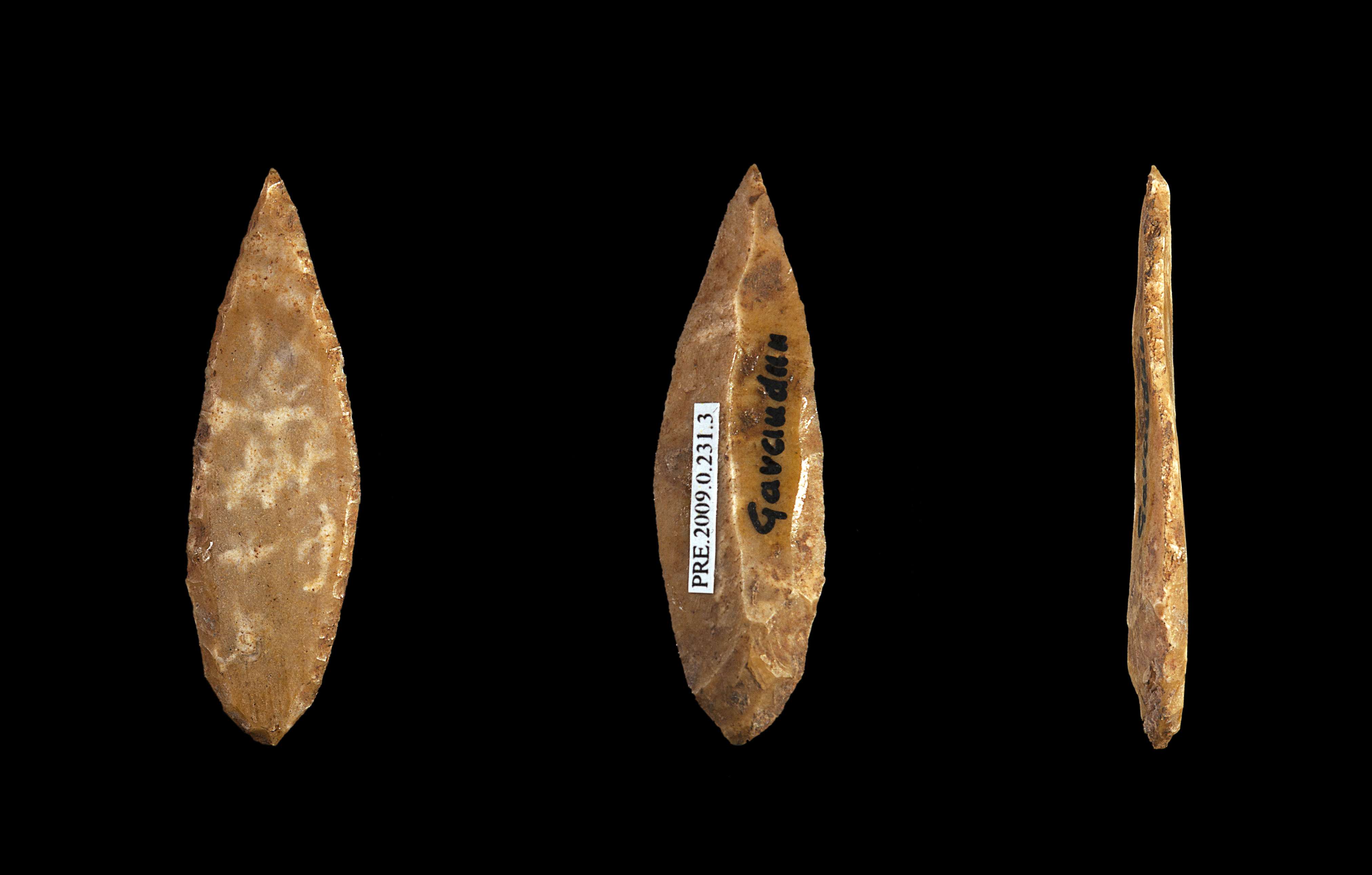
Hojita Dufour

- Paleolítico medio: es muy similar al de toda la cuenca mediterránea, ocupada en aquella época por el Homo neanderthalensis, aunque los fósiles humanos conocidos en la base de la secuencia temporal poseen rasgos casi idénticos a los primeros Homo sapiens que aparecen en la MSA africana, con una antigüedad probada de unos 100 000 años. Han sido hallados en los yacimientos de Skhul y Qafzeh. En cambio, los neandertales son, cronológicamente posteriores, datados alrededor de 60 000 años AP en las cuevas de Amud y Kebara. Todo parece indicar que los humanos modernos llegaron a Oriente Medio desde África antes de que los neandertales llegasen desde Europa. Quizás se encontraron allí o puede que los primeros ya se hubieran ido. El caso es que ambas especies de homininos compartían algunos rasgos culturales: utilizaban la misma tecnología lítica, la musteriense, controlaban el fuego y enterraban a sus muertos.[30]

- Paleolítico superior: parecen diferenciarse dos complejos tecnológico/estilísticos paralelos, ambos con microlitos. Por un lado, estaría el Ahmariense, que se caracteriza por una tecnología laminar formada por piezas de dorso y cuchillos, aunque el fósil director es la punta de base retocada o punta de El-Wad. Por otro, distinguiríamos el Auriñaciense levantino, procedente de Europa oriental y que se caracteriza por grandes lascas y gruesas hojas que servirían de soporte para raspadores, buriles y hojas con retoque escamoso; destacarían además las hojitas de Dufour y la industria ósea.

### Mesolítico en Oriente Próximo
Comenzó al finalizar la última glaciación. La caza y la recolección siguieron siendo básicas para la supervivencia humana (se inventaron el arco y las flechas), pero, en algunas regiones, los nómadas se fueron transformando en semisedentarios, la caza se especializó en unas pocas especies, intensificándose, y la recolección se convirtió en forrajeo organizado. Así surgieron los grupos mesolíticos más significativos de la región: los natufienses, que vivían en pequeños poblados, asociados a silos, y poseían diversas herramientas para cosechar y elaborar cereales panificables.

### Neolítico en Oriente Próximo

El Creciente Fértil.

Datado hacia el 8000 a. C. en la región denominada Creciente Fértil, es decir, Mesopotamia (hoy en día Irak), regiones adyacentes de Turquía e Irán, así como Canaán (actualmente Siria, Jordania, Israel y Palestina). Es una de las áreas nucleares de la neolitización, considerada la más antigua. Allí se domesticaron algunas de las especies de animales básicas para dar lugar a los inicios de la ganadería y se comenzaron a cultivar ciertas plantas sin las cuales no entenderíamos la agricultura. Además:
- Se modificaron algunas herramientas, como las hachas pulimentadas.
- Se recombinaron elementos conocidos para crear otros nuevos: la cerámica y los tejidos.
- Se fundaron los primeros poblados estables (sedentarización).
- Por primera vez se produjeron alimentos y otros productos en mayor cantidad de la necesaria, creando excedentes.
- Se produjo un fuerte aumento demográfico que hizo que alguna aldea se convirtiera en proto-ciudad: Jericó (Cisjordania).

### Edad de los Metales en Oriente Próximo
Aunque en el Próximo Oriente el desarrollo de la metalurgia del bronce coincidió con la aparición de documentos escritos y el nacimiento de las primeras civilizaciones (dejando sin sentido que tratemos la Edad de los Metales como una etapa prehistórica global), la fase calcolítica sigue siendo todavía prehistórica.

#### Edad del Cobre en Oriente Próximo

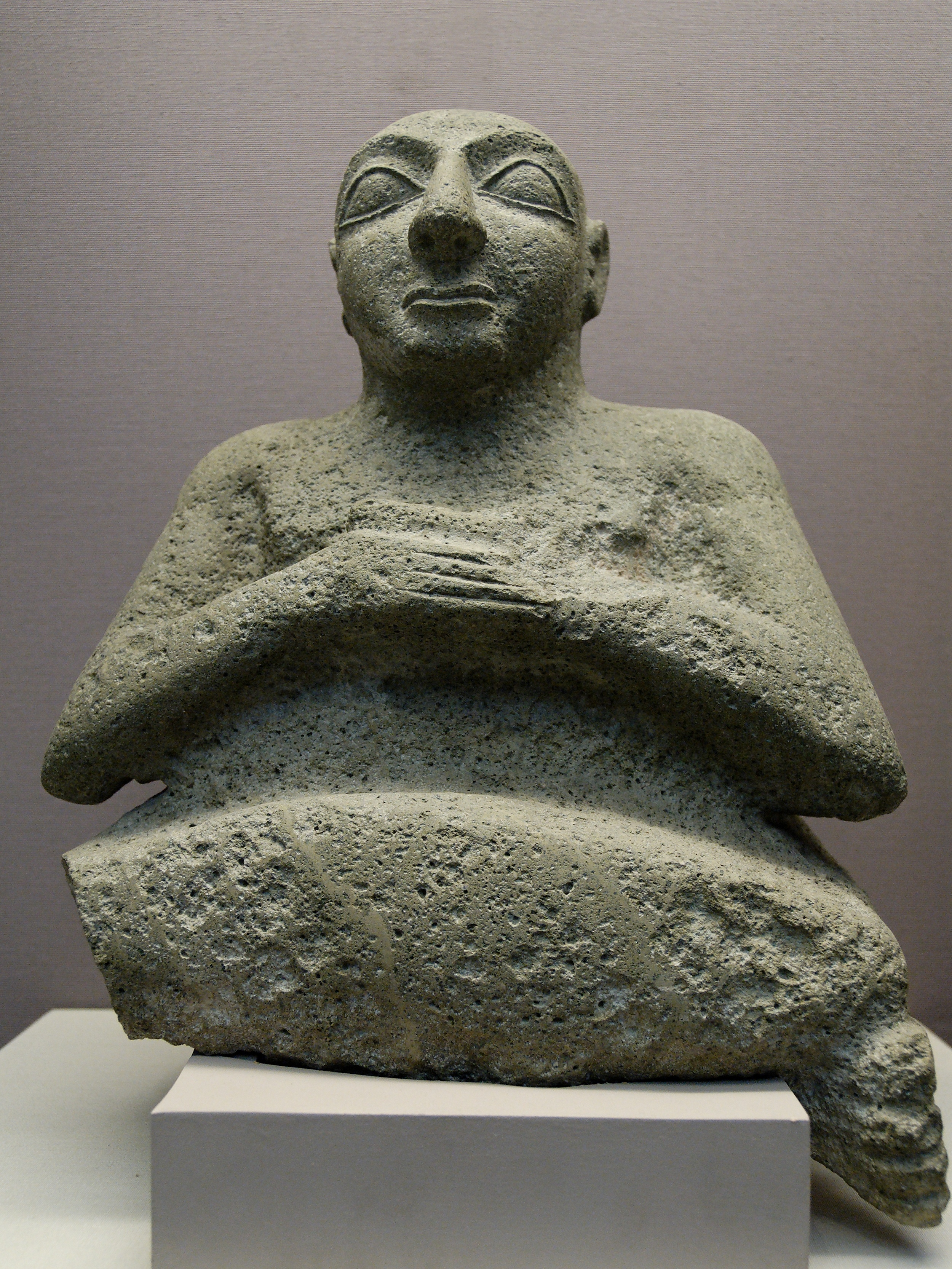
Estatua de Kurlil, procedente de las inmediaciones del templo de Ninhursag en El Obeid (dinastías arcaicas).

El Calcolítico o Eneolítico es la Edad del Cobre (en griego cobre se dice Χαλκός = khalkós). El cobre comenzó a ser utilizado durante el Neolítico en forma de objetos martillados a partir de pepitas de metal nativo. Las primeras evidencias corresponden a la cueva de Shanidar (montes Zagros, Irak), donde se hallaron colgantes hechos con cuentas de cobre en niveles correspondientes al 9500 a. C., o sea, del Neolítico inicial. Empezó a ser fundido en el sur de Anatolia y el Kurdistán durante el VI milenio a. C. para realizar punzones, agujas y adornos, mientras se seguían utilizando las mismas herramientas líticas (o de otros materiales) del Neolítico, ya que los artefactos metálicos eran menos eficaces que los de sílex u obsidiana.
En Mesopotamia la metalurgia del cobre (y del plomo) aparece en los complejos culturales de Samarra (Irak) y Tell-Halaf (Siria), hacia mediados del VI milenio a. C. En ambos se había empezado a practicar la agricultura de regadío y se elaboraron cerámicas hechas a mano de alta calidad. Los grupos halafienses construyeron santuarios, realizaron pequeñas esculturas y utilizaban sellos. En el sur mesopotámico destacan el yacimiento de Eridu, donde se construyó un templo de pequeño tamaño, y El Obeid, que nos ha legado cerámica hecha a torno, armas y adornos de metal, así como templos monumentales que anticipaban los posteriores zigurat.
Desde el 5000 a. C. en Ugarit (Siria) y desde el 4500 a. C. en Palestina y Biblos (Líbano) comenzaron a manufacturarse pequeñas cantidades de objetos metálicos que en el caso de Biblos no solo fueron de cobre sino también de oro y plata.
A pesar de que los fósiles directores de esta fase son los objetos de cobre fundido, la metalurgia no es la principal innovación asociada con este período. Complejos procesos como la intensificación de la producción, la especialización artesanal o la estratificación social provocaron una serie de fenómenos que desembocaron en la aparición de las primeras sociedades complejas o preestatales, que se transformaron durante el Bronce antiguo en estados.

## Prehistoria de Asia

### Paleolítico asiático

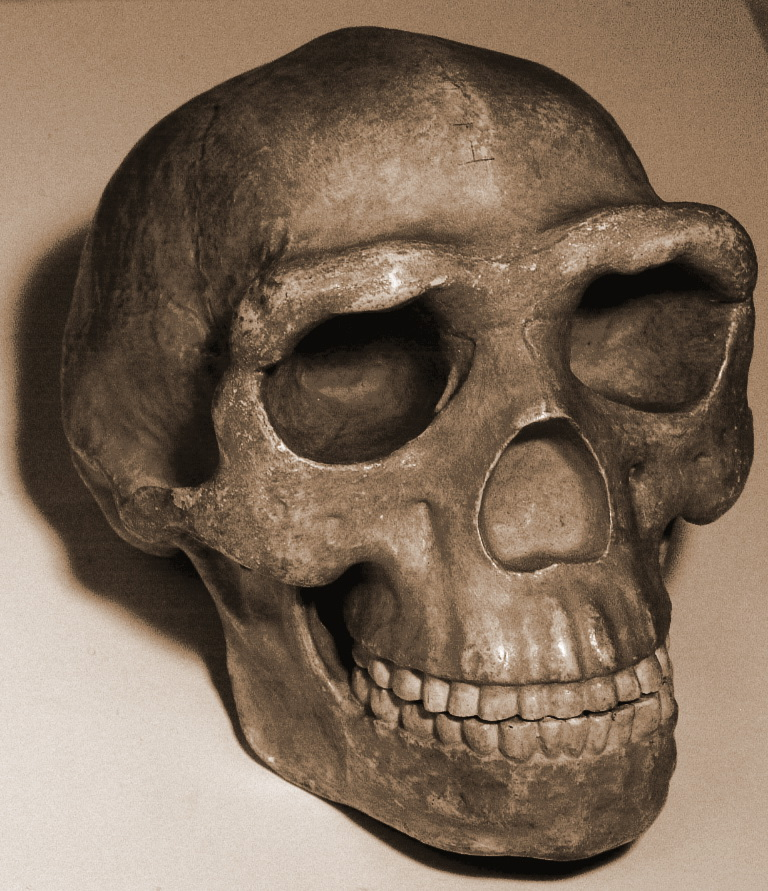
Cráneo del denominado "Hombre de Pekín", un Homo erectus.

- Paleolítico inferior: el primer humano documentado en Asia (exceptuando Oriente Próximo, visto más arriba) es el Homo erectus, hallado en China occidental y Java (Indonesia), con unas antigüedades respectivas de 1,7 y 1,3 millones de años AP. Tradicionalmente se ha creído que más allá de la actual India solo había artefactos líticos pertenecientes al modo técnico 1, pero recientemente se han descubierto bifaces (modo técnico 2) en Mongolia, Vietnam y una región china limítrofe con este último país. Zhoukoudian, cerca de Pekín, es uno de los yacimientos clásicos, donde se han encontrado abundantes restos de homininos, fauna, flora, industria lítica y de uso del fuego.[32]
- Paleolítico medio: en India, China y el Sudeste asiático se desarrollaron también tecnologías líticas de lascas obtenidas mediante el método Levallois (modo técnico 3), aunque no serían propiamente musterienses y siguieron siendo utilizados abundantemente los cantos tallados.[33]
- Paleolítico superior: Homo sapiens desplazó al H. erectus en todo el continente. Hay industrias líticas laminares, lascas y raspadores en el macizo de Altái (a partir del 43 000 AP), China, India, Pakistán, Sri Lanka (desde el 33 000 AP), Tailandia, Borneo (con pinturas rupestres), Corea y Japón (poblado a partir del 25 000-20 000 AP).[34]

### Mesolítico asiático
Al este del Oriente Próximo los grupos epipaleolíticos/mesolíticos son poco conocidos, aunque se han encontrado industrias microlíticas en India (Madrás y Guyarat), en Tailandia, Indonesia, China, Manchuria, Mongolia, Corea y Japón. Corresponden a grupos que practicaban la recolección, la caza, la pesca y el marisqueo.

### Neolítico asiático

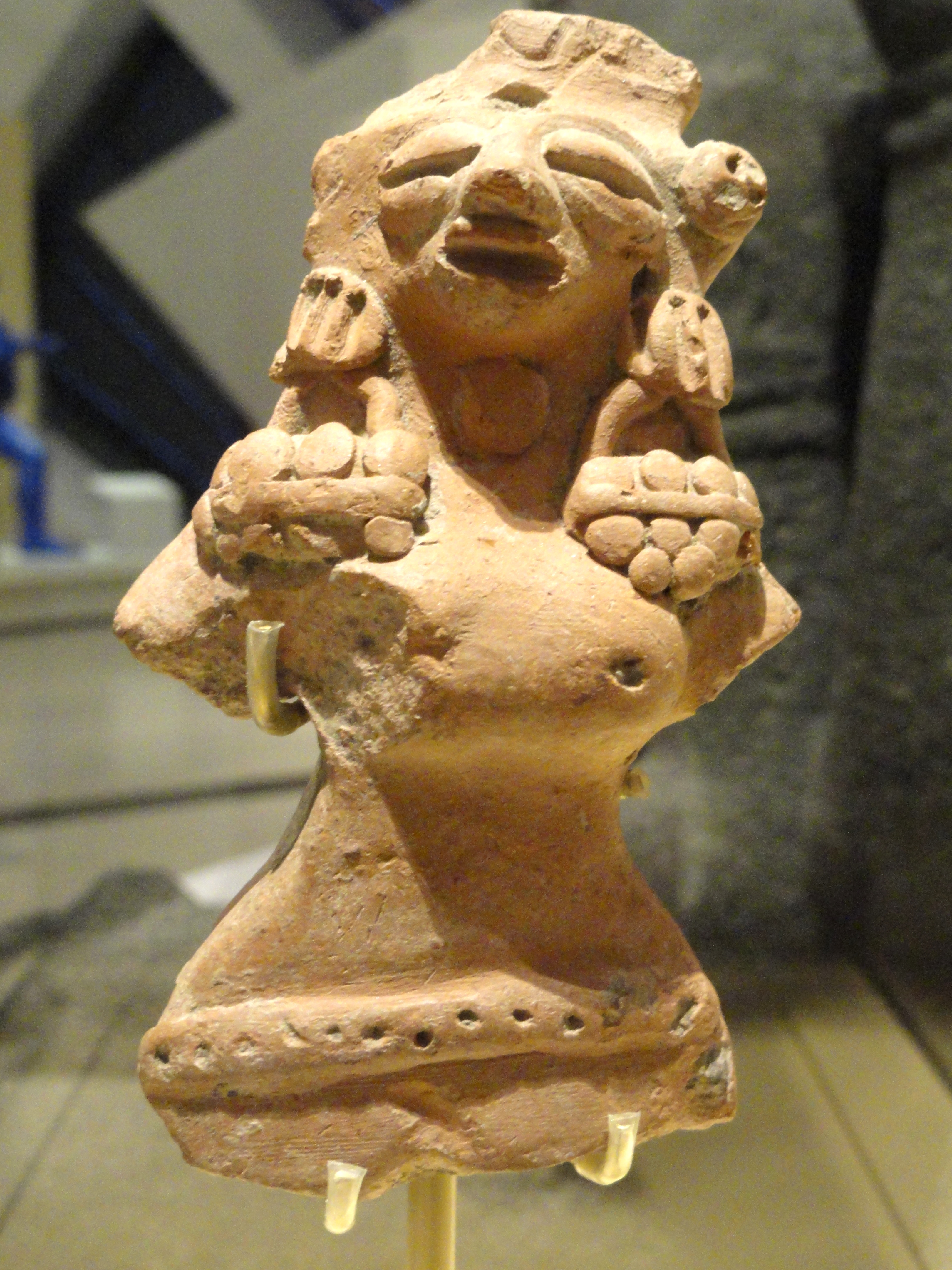
Figurilla femenina correspondiente a la cultura del valle del Indo (hacia 2500-1900 a. C.).

Tanto el Subcontinente indio como Asia Oriental y el Sudeste asiático son considerados por la mayoría de los investigadores como áreas nucleares en la neolitización.
- Subcontinente indio: a principios del VII milenio a. C. comenzaron a formarse aldeas estables de carácter agropecuario en el alto Indo, que, posteriormente, se extendieron hacia el sur. Durante el VI milenio a. C. ocurrió algo similar en el alto Ganges.
- Asia oriental: a finales del VII milenio a. C. se desarrolló un núcleo neolítico autóctono en el Amarillo alto, donde se cultivaba mijo y se domesticaron el cerdo y el perro, mientras en la China meridional se comenzó a cultivar el arroz.
- Sudeste asiático: en el VI milenio a. C. en el norte de Tailandia se domesticaron los guisantes y las habas.[36]

### Edad de los Metales asiática
La metalurgia del cobre está presente en la cultura urbana del valle del Indo (o de Harappa), que se desarrolló independientemente de las civilizaciones del Creciente Fértil entre 2700-1700 a. C. Harappa o Mohenjo-Daro fueron auténticas ciudades con casas de adobe y ladrillo estandarizados, urbanismo reticular formando barrios, con murallas y centros ceremoniales. El cobre sirvió inicialmente para producir bienes de prestigio y después para fabricar herramientas y armas.
En los valles de los ríos chinos Amarillo y Yangtsé se ha documentado la metalurgia del cobre desde mediados del IV milenio a. C., pero no está claro si es autóctona o importada de otras regiones asiáticas. En los grupos calcolíticos de Longshan se aprecian las primeras formas protoestatales, que dieron lugar a la cultura de Erlitou, muy relacionada con la primera dinastía conocida, la Xia y con la generalización del uso del bronce. En Vietnam y Tailandia el cobre fundido se fecha durante el III milenio a. C., pero su conocimiento es de clara influencia india y china. El bronce aparece en Siam a principios del II milenio a. C.; posteriormente, en Vietnam se elaborarán los sofisticados tambores de bronce Dong Son.

## Prehistoria de Europa

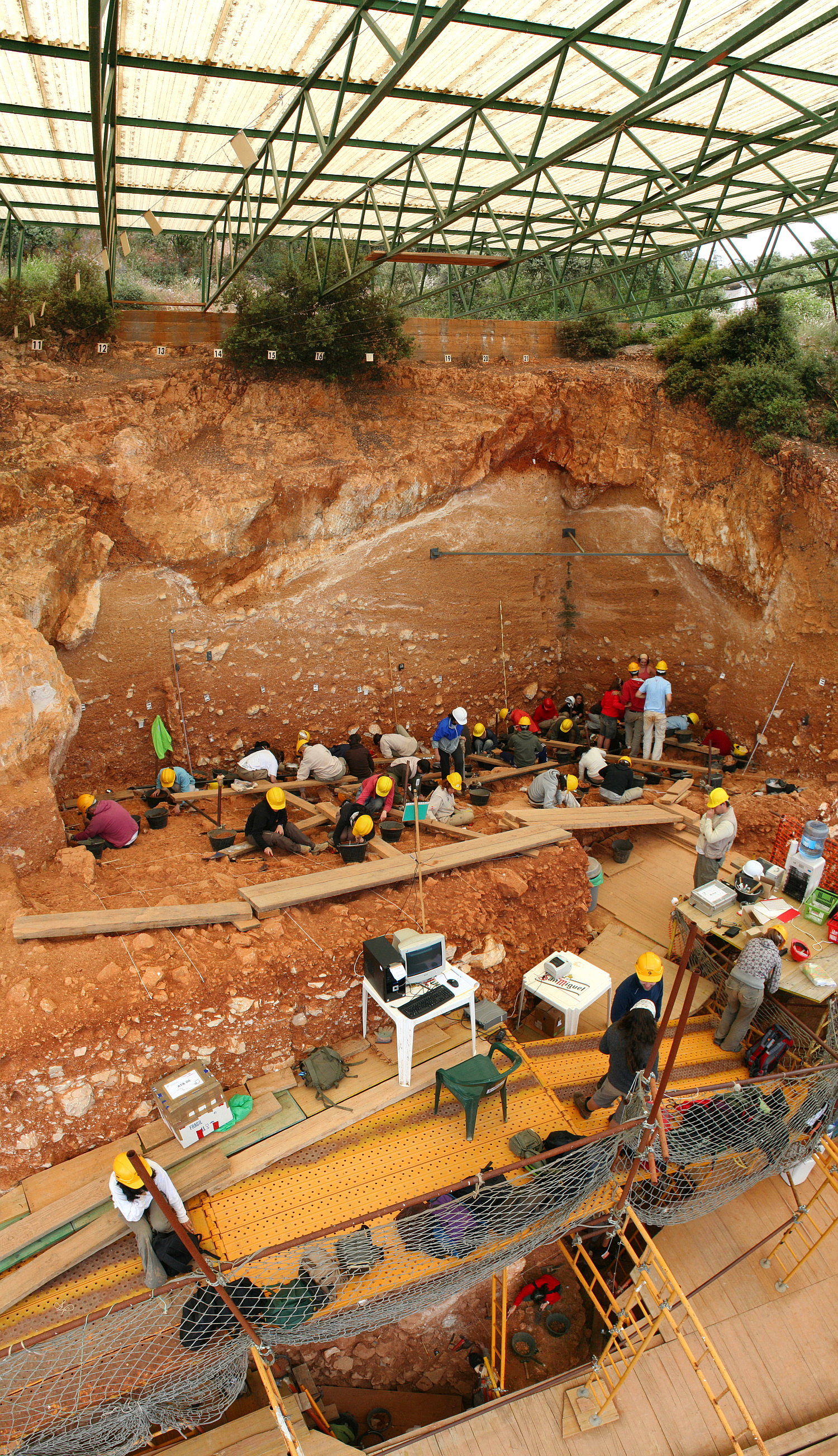
Excavación del yacimiento de Gran Dolina en Atapuerca. En el nivel TD-10, que se observa donde se encuentra el mayor grupo de excavadores, aparecieron herramientas del Paleolítico medio. El nivel inferior, situado debajo de los andamios, es TD-6, donde se han encontrado herramientas del Paleolítico inferior.

Durante toda su prehistoria, el continente europeo fue tributario de las tradiciones culturales de África y Oriente Próximo. Si exceptuamos la cultura musteriense y quizá la auriñaciense, así como el desarrollo del arte paleolítico, el megalitismo, el vaso campaniforme o la cerámica cordada, buena parte de la evolución registrada durante esta fase es el resultado de importaciones foráneas. Solo el desarrollo de la cultura clásica grecorromana (ya histórica) puso a Europa a la altura de las grandes civilizaciones de otros continentes.
En la península ibérica se han datado restos humanos en los yacimientos de la sierra de Atapuerca con más de 1 000 000 de años de antigüedad; en concreto, con cerca de 1,3 Ma en el yacimiento de la Sima del Elefante del Pleistoceno Inferior. Según las investigaciones arqueopaleontológicas de la Sierra de Atapuerca, hasta la fecha hay restos óseos humanos en los contextos kársticos de cuatro especies distintas: Homo antecessor (Pleistoceno Inferior), Homo heidelbergensis (Pleistoceno Medio), Homo neanderthalensis (Pleistoceno Superior) y Homo sapiens (Holoceno), lo cual se correlaciona con el poblamiento al aire libre del Paleolítico Inferior a la Edad del Bronce detectado en los análisis geoespaciales de distribución de asentamientos de la cuenca del río Arlanzón (Burgos). 

### Edad de Piedra europea
La Edad de Piedra europea sigue dividiéndose en tres etapas, siguiendo las propuestas de John Lubbock, que en 1865 separó el Paleolítico y el Neolítico. A estas se unió posteriormente el Mesolítico/Epipaleolítico, gracias al descubrimiento del tardenoisiense por Gabriel de Mortillet, realizado entre 1885 y 1897. La definición de las tres Edades de la Piedra fue precisada y enriquecida por las propuestas de Henri Breuil en 1932. Desde entonces, aunque se hayan revisado las referencias y muchos conceptos erróneos, esta división apenas ha sufrido alteraciones relevantes.
- El Paleolítico es el periodo más antiguo y largo de la historia europea, comenzando hace aproximadamente un millón de años con la llegada de los primeros humanos: Homo ergaster u Homo antecessor. Posteriormente aparecieron otros tipos característicos del continente: Homo heidelbergensis y Homo neanderthalensis. Homo sapiens sapiens llegó desde África hace unos 50 000 años. Paralelos a la evolución humana se produjeron cambios culturales: durante el Paleolítico inferior la cultura dominante en Europa fue el achelense y en el Paleolítico medio encontramos el musteriense, propio del hombre de Neandertal, aunque quizá el Châtelperroniense sea un epígono de este tipo humano. Con la llegada del hombre moderno[45] se sucedieron el auriñaciense, gravetiense, solutrense y magdaleniense (todos ellos pertenecientes al modo técnico 4). Otros elementos importantes para comprender el Paleolítico son las continuas oscilaciones climáticas denominadas glaciaciones, el predominio de una economía de caza-recolección y el desarrollo del arte a partir de la llegada del Homo sapiens.

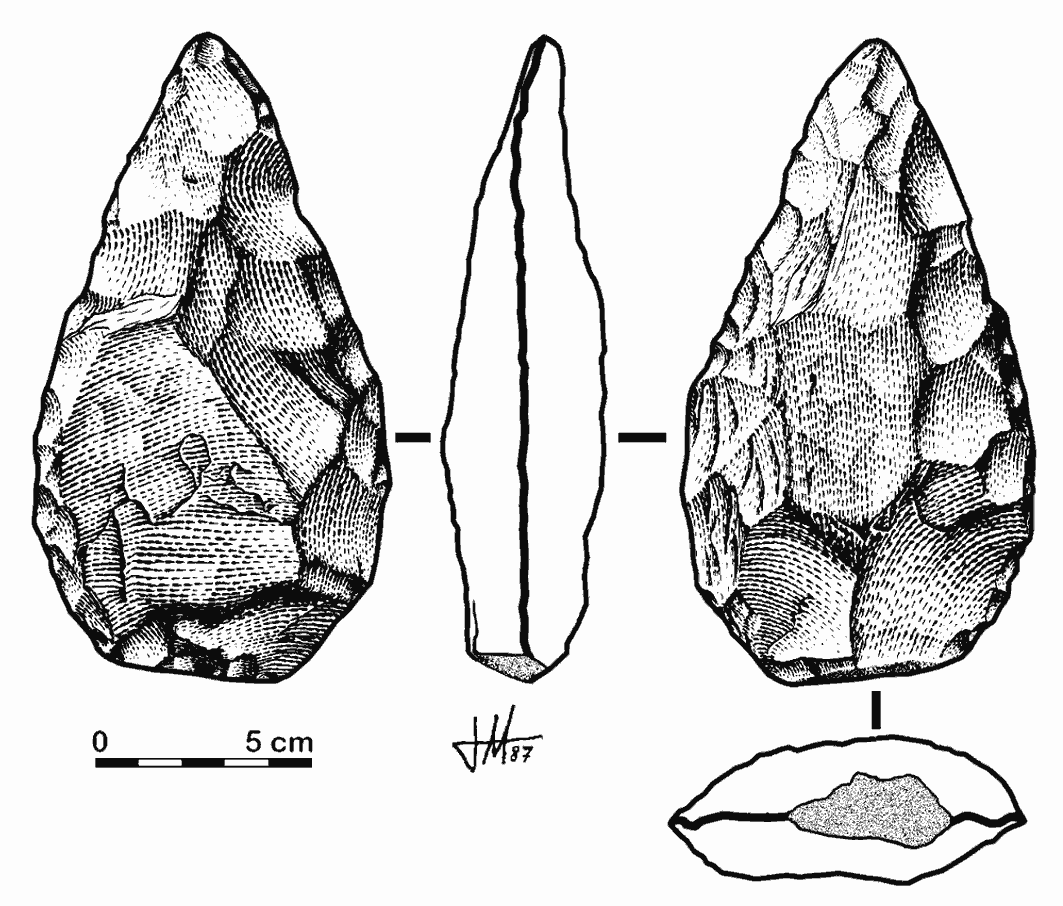
Bifaz, el artefacto más típico del Achelense.
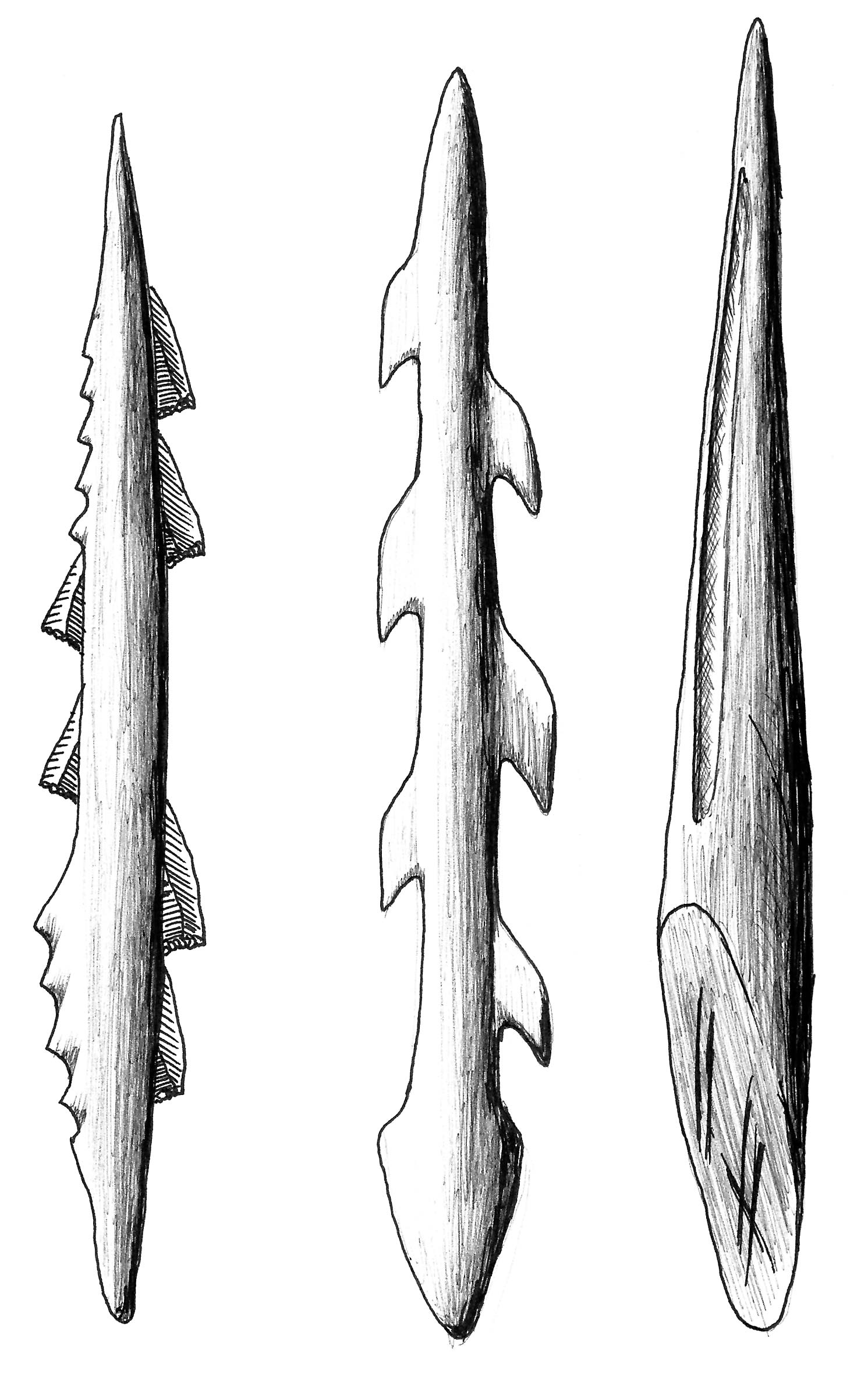
Proyectiles óseos del final del Paleolítico y del Epipaleolítico.
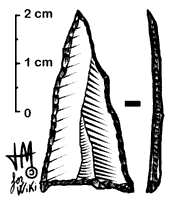
La punta de Tardenois es un microlito típico del Mesolítico.
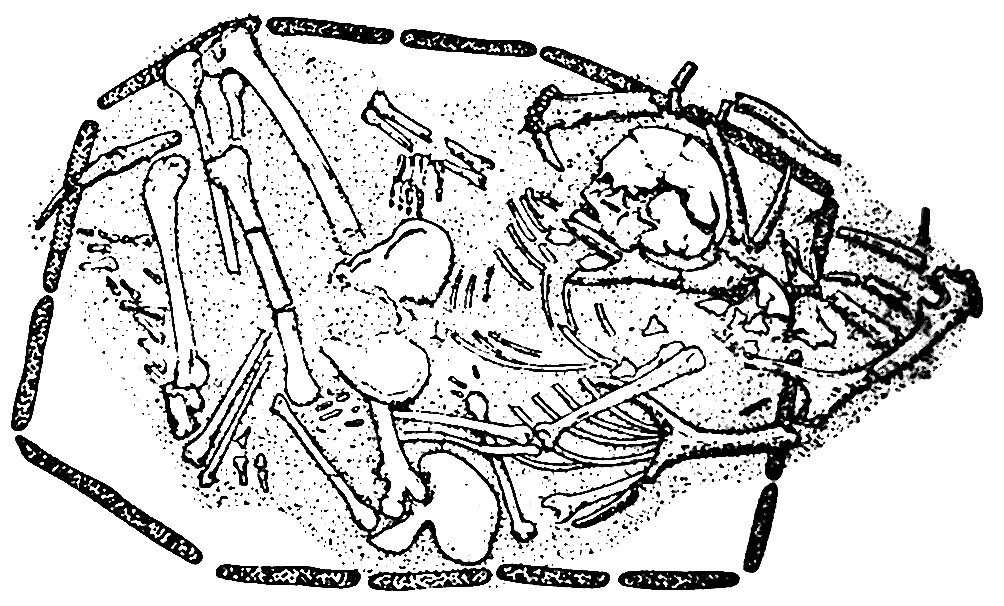
Tumba mesolítica de Téviec (Morbihan, Francia).

- El Epipaleolítico/Mesolítico se refiere al periodo que transcurre desde el final del último periodo glacial (hace unos 12 000 años) hasta el comienzo del Neolítico (hace unos 5000 años). Actualmente se discrimina entre grupos epipaleolíticos (aquellos que mantienen el modo de vida propio del Paleolítico, sin cambios sustanciales, como ocurre con el Aziliense, por ejemplo) y grupos mesolíticos (aquellos que muestran una tendencia propia a evolucionar hacia la sedentarización y otros rasgos propios de lo que luego será el Neolítico, como podría ser el caso del Tardenoisiense).

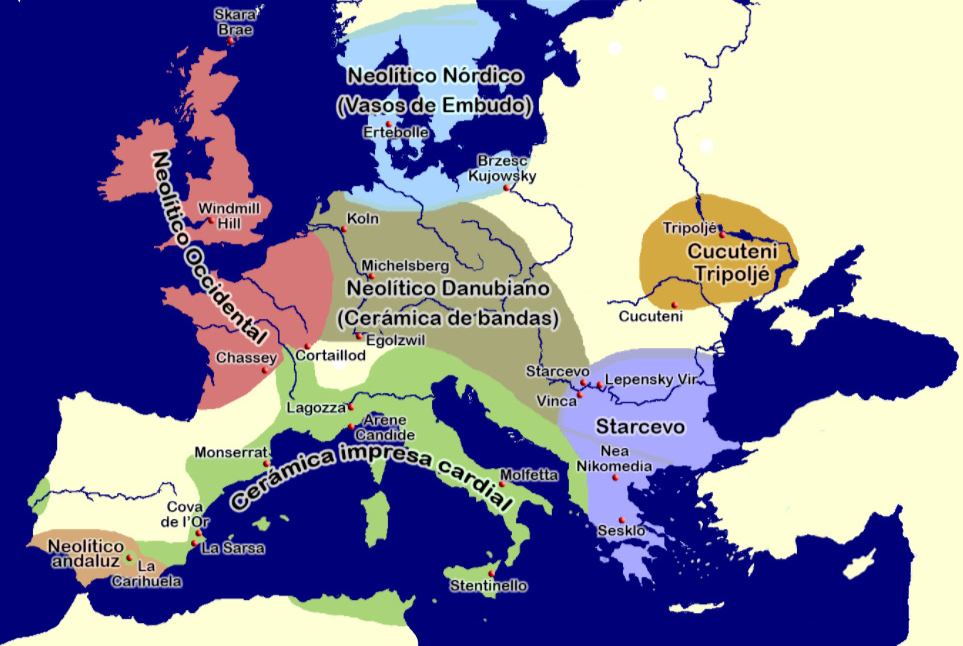
El Neolítico en Europa.

- El Neolítico llegó a Europa en el sexto milenio a. C., procedente del Oriente próximo y a través de la península balcánica y la cuenca mediterránea, aunque hay constancia ya en el VII milenio a. C. de cronoculturas protoneolíticas en los Balcanes: se trata de pueblos acerámicos, con una agricultura rudimentaria e itinerante, con ganadería y numerosas pervivencias mesolíticas (caza, pesca y recolección, hábitats en cuevas, sin hachas pulimentadas, etc.). Aunque los primeros poblados sedentarios son muy pequeños, pronto se desarrollaron yacimientos como Sesklo o Nea Nikomedia, ambos sobre elevaciones del terreno, con murallas y bastiones y, en su interior, construcciones rectangulares con un vestíbulo de acceso, en las cuales se han hallado cerámicas pintadas y figurillas femeninas.

En el Mediterráneo occidental se cree que hubo una fase precerámica fundamentalmente ganadera y relacionada con hábitats en cueva, previa a la aparición de unos grupos de carácter agrícola y ganadero identificados tradicionalmente por un elemento característico, la cerámica cardial. Estas típicas cerámicas decoradas con impresiones de conchas de berberecho (Cardiidae) aparecen tanto en la orilla africana como en la europea del Mediterráneo, desde Dalmacia a la península ibérica (verde claro en el mapa).
La neolitización penetró hacia el centro de Europa durante el quinto milenio a. C. y a través del Danubio; su fósil director es la llamada cerámica de bandas (pardo claro en el mapa), cuya influencia se extendió desde lo que hoy es Hungría hasta los actuales Países Bajos. La cerámica de bandas está decorada en frisos superpuestos con motivos diversos, destacando los meandros, las volutas y las formas angulosas. Los grupos que la utilizaban habitaban en poblados fortificados, algunos de gran tamaño (hasta 40 hectáreas).

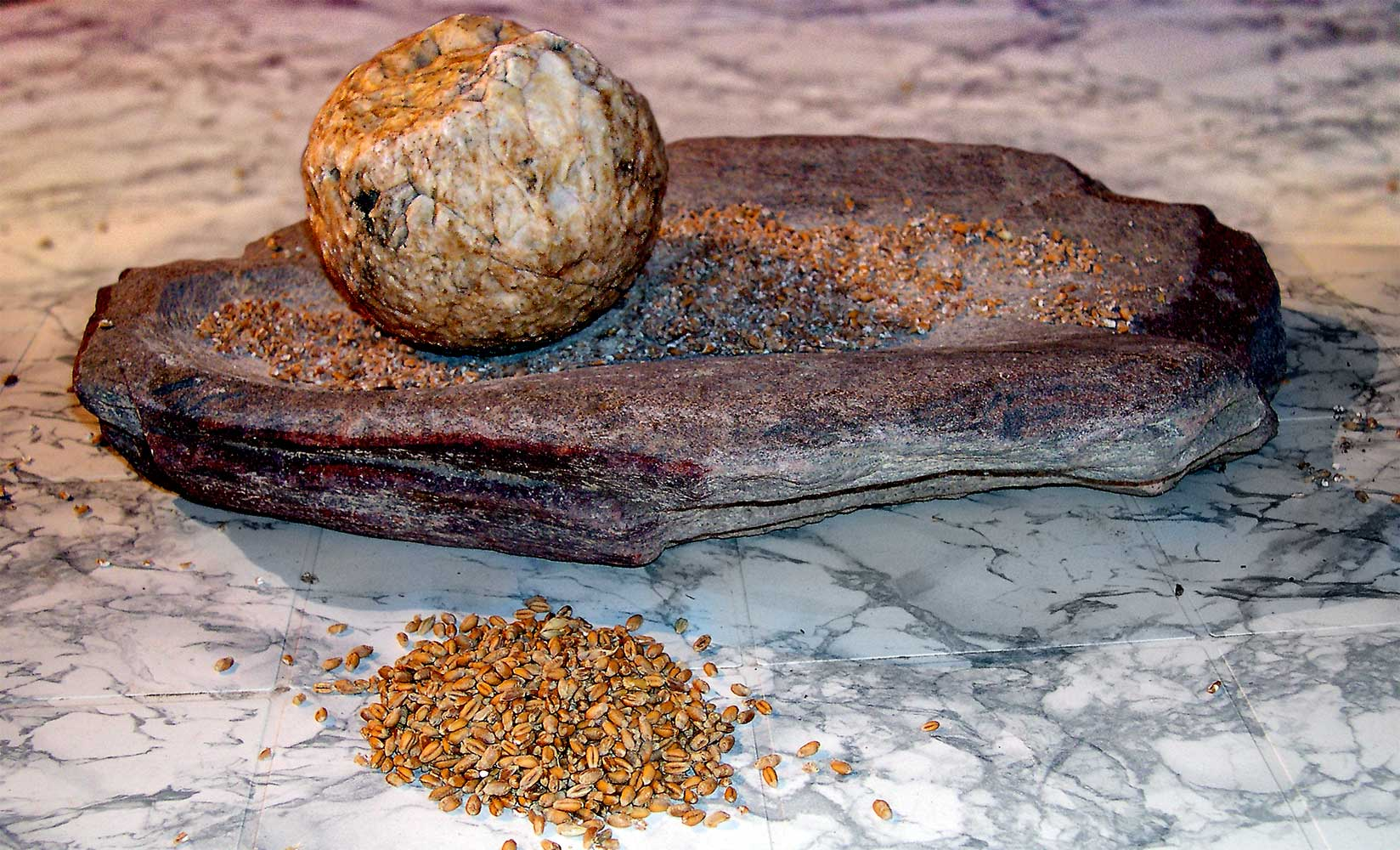
Molino neolítico de vaivén
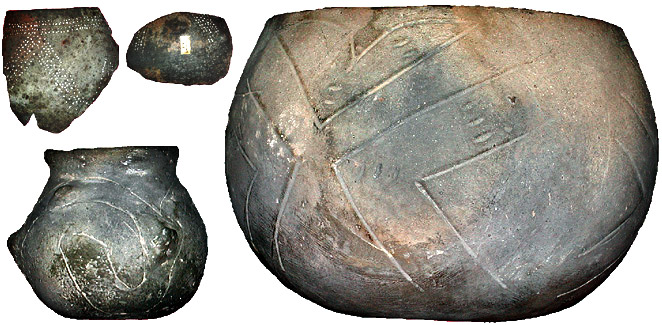
Cerámica de bandas (Neolítico Danubiano)
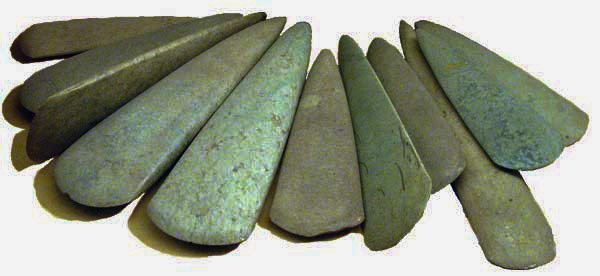
Hachas de piedra pulimentada
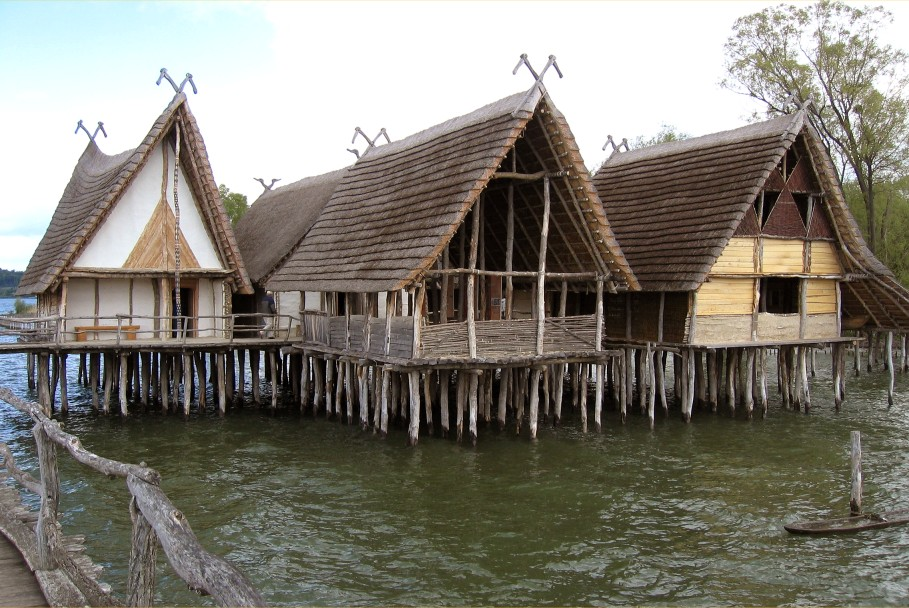
Poblado palafítico tipo Lagozza

Hacia el 4000 a. C. casi toda Europa estaba neolitizada. Por esas fechas empezaron a aparecer en varias regiones atlánticas (desde Portugal a Dinamarca) y de manera más o menos simultánea, unas estructuras colosales de carácter mayoritariamente funerario (pero no únicamente), englobadas en un fenómeno denominado megalitismo. Este nuevo fenómeno cultural sobrepasó el ámbito neolítico, perdurando durante el Calcolítico y la Edad del Bronce, hasta el 1500 a. C. Hacia los momentos finales se llegaron a construir algunos de los monumentos más impresionantes (como las últimas fases de Stonehenge).
Los monumentos megalíticos han sido interpretados como centros simbólicos y/o rituales de las poblaciones de su entorno, de las cuales se conocen muy pocos datos: algunas cabañas dispersas de madera o piedra, acumulaciones de sílex, fosas y hogares, son las evidencias halladas. La excepción la constituye el interesante poblado de Skara Brae, en las islas Orcadas (Escocia). También se han encontrado en el norte y noroeste de Europa ciertos recintos delimitados por fosos sucesivos, terraplenes y empalizadas, denominados campos atrincherados, que funcionarían, posiblemente, como espacios rituales complementarios de los megalitos.
|  |  |  |

Los monumentos megalíticos son construcciones formadas por grandes piedras de hasta varias toneladas de peso. Se podrían diferenciar cinco clases de monumentos:
- Menhir: es una gran piedra puesta de pie que marcaría un lugar sagrado.
- Alineamiento: es un conjunto de menhires puestos en fila.
- Crómlech: es un conjunto de menhires puestos en círculo. Se supone que el alineamiento y el crómlech eran una especie de templos al aire libre
- Dolmen: Es un monumento complejo donde se enterraba a los miembros de la comunidad. Constaba de un corredor o pasillo de entrada y de una cámara funeraria, ambos construidos con grandes lajas de piedra. Todo ello cubierto por un montículo de tierra y cascotes denominado túmulo. Todos los difuntos eran depositados en la misma cámara funeraria, ya que se trataba de un lugar de enterramiento colectivo. Junto a los cadáveres se colocaban ofrendas funerarias, como armas, comida y joyas, entre otros elementos.
- Trilito: Dos piedras paralelas y verticales, no muy separadas entre sí y una horizontal puesta sobre ella.

### Edad de los Metales en Europa

#### Calcolítico europeo
Hasta los años 70 del siglo XX los modelos difusionistas establecían que la metalurgia llegó a Europa a través del Cáucaso y Anatolia en el cuarto milenio a. C. Pero las dataciones de carbono-14 demostraron que la balcánica era casi un milenio más antigua que la de sus supuestos inspiradores y, así, investigaciones posteriores establecieron que, hacia el 4000 a. C., en la península balcánica había surgido de manera autóctona una industria minero-metalúrgica del cobre asociada a una rica orfebrería, en un entorno social que algunos autores han llegado a denominar la primera civilización europea. Situados entre el Danubio y Tesalia, los focos principales fueron Vinça, Gumelnitsa, Salcuta, Cucuteni y Tiszapolgar, contemporáneos de los complejos neolíticos griegos. Los grupos balcánicos se extendieron por la actual Serbia, Bulgaria, Rumania, Besarabia, Moldavia, Ucrania y el resto de la cuenca de los Cárpatos.

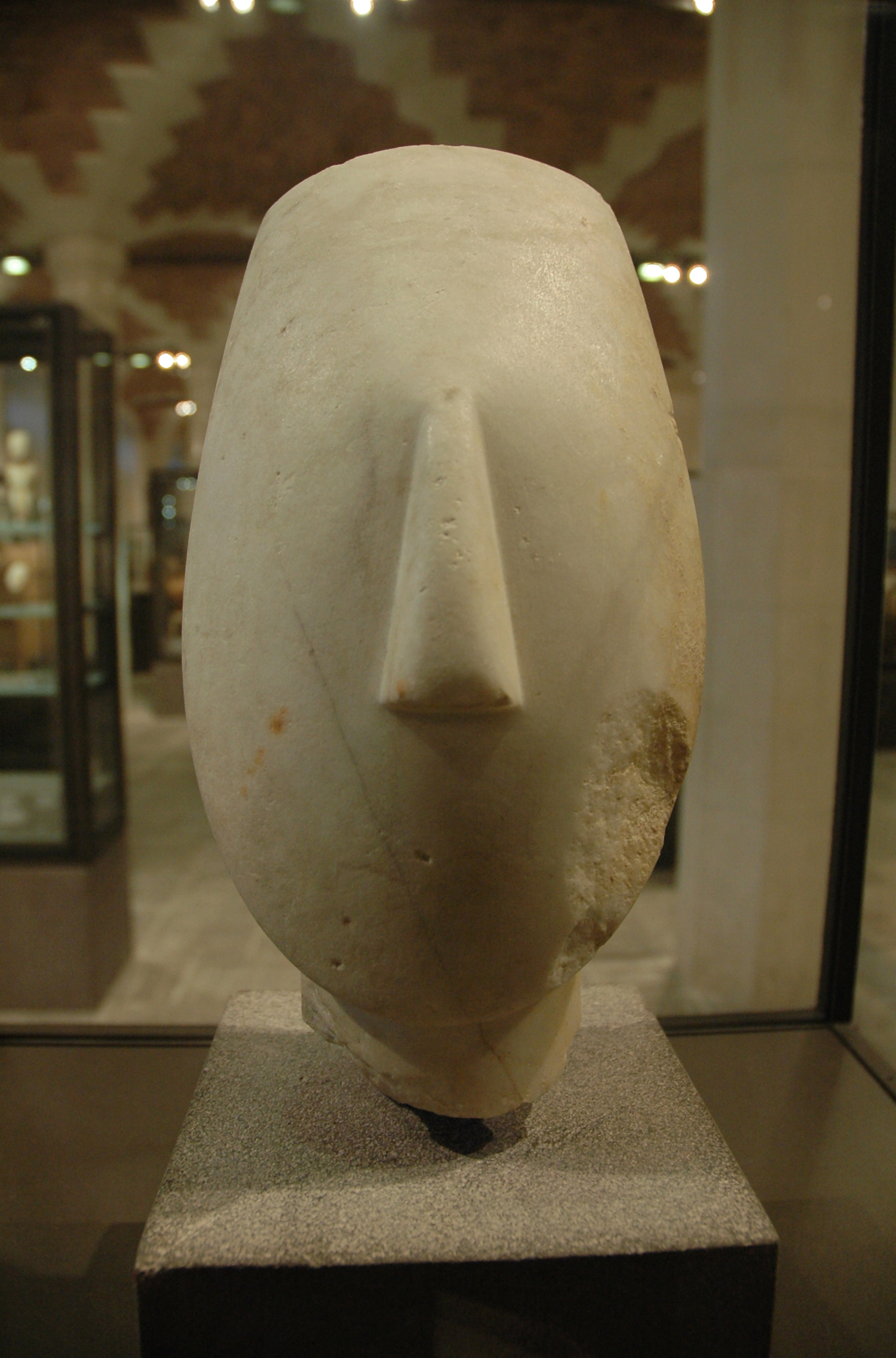
Figurilla cicládica de mármol
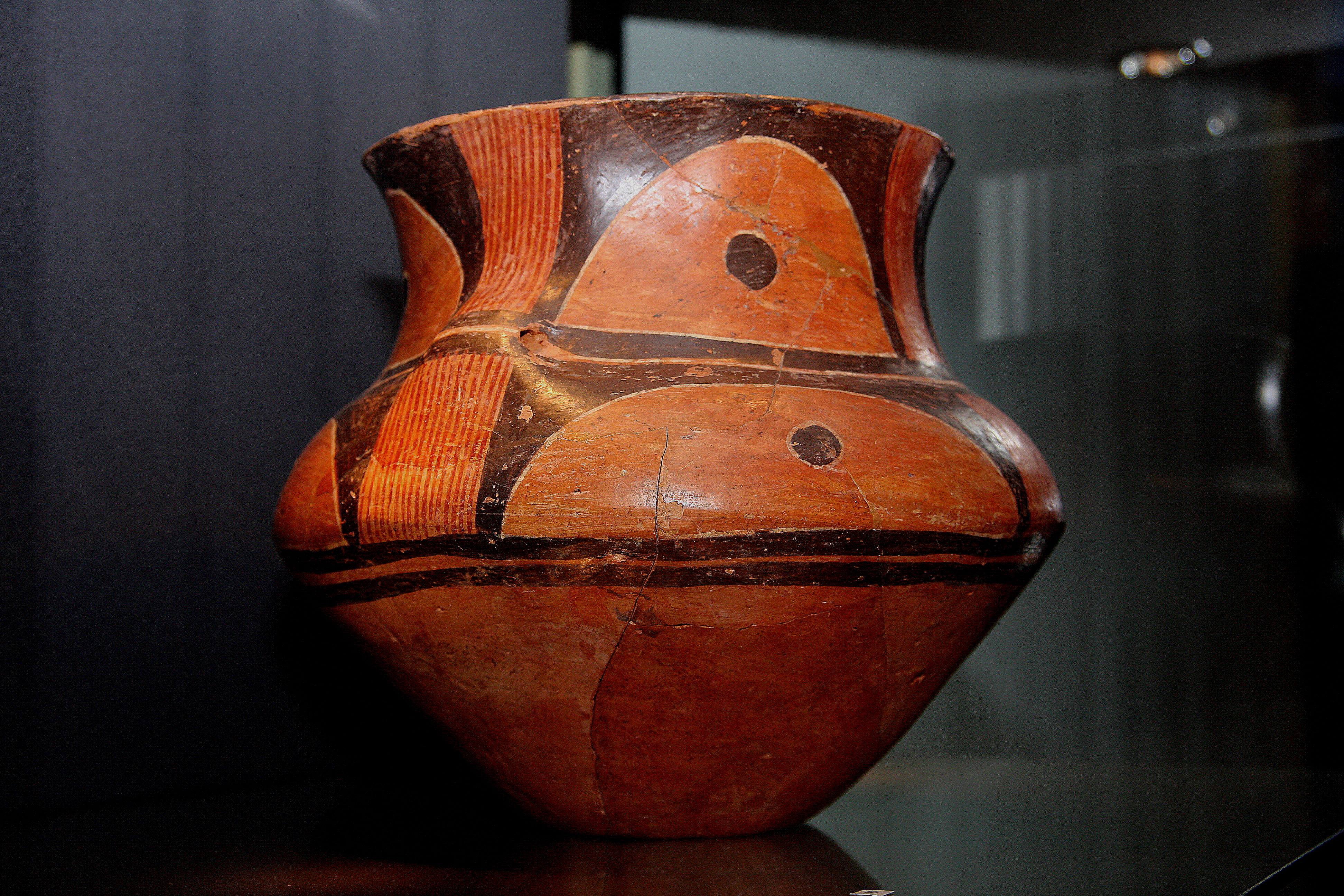
Cerámica de Cucuteni
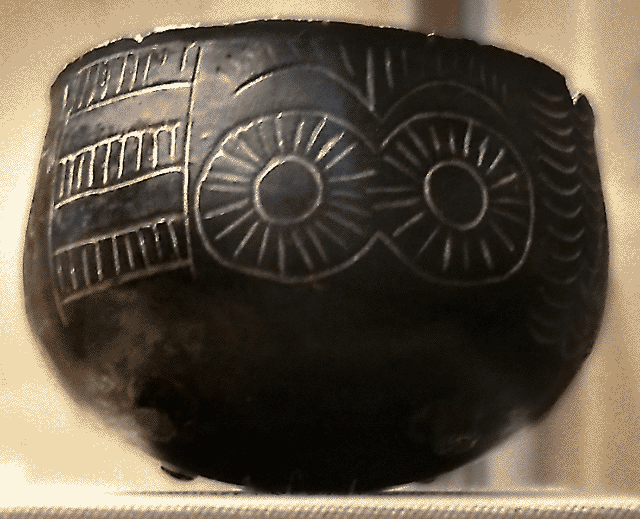
Cuenco con decoración incisa de oculados de Los Millares
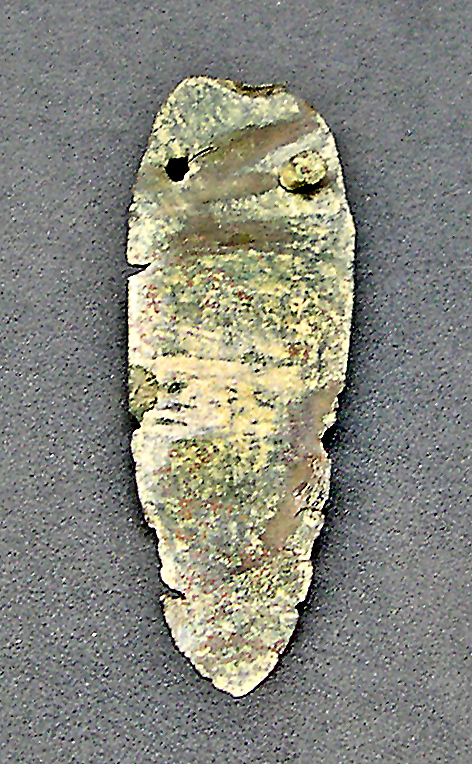
Puñalito de cobre del calcolítico hispano

Un segundo foco metalúrgico autóctono se sitúa al sur de la península ibérica, en Los Millares (Almería, España) y Vila Nova (Portugal), desarrollándose a partir de finales del cuarto milenio a. C. y a lo largo de todo el tercero. Ambos grupos mantuvieron las tradiciones megalíticas funerarias, aunque su estructura social fue, sin duda, mucho más compleja que durante el Neolítico final: los dólmenes almerienses pasaron a ser sepulcros de corredor con cámara de falsa cúpula, es decir, auténticos tholoi, y aparecieron impresionantes estructuras defensivas en las dos zonas. También aquí, las tesis difusionistas relacionaban el aumento de la complejidad social y tecnológica peninsular con la llegada de unos míticos colonizadores orientales. Y, al igual que en los Balcanes, las dataciones de Carbono 14 establecieron que los materiales occidentales son mucho más antiguos que aquellos. Además, los ídolos oculados, la cerámica acanalada o pintada y las coladas de cobre peninsulares tienen características propias, diferentes de los supuestos modelos orientales. El modelo difusionista ha tenido que ser abandonado y su lugar ha sido ocupado por otro, evolucionista y local.
También a finales del cuarto milenio a. C. comenzó a producirse un aumento de la complejidad social en el ámbito del mar Egeo. Aunque los cambios que se produjeron tienen un claro carácter interno, no es menos innegable el importante papel que jugaron las redes de intercambio que conectaban el Egeo con Anatolia y Egipto. Estas transformaciones socioeconómicas constituyen la base de las posteriores culturas clásicas:
- En Grecia continental (Heládico inicial) aparecieron los primeros edificios tipo megaron en el interior de recintos amurallados concéntricos.
- En las islas Cícladas (Cicládico inicial) se intensificó el comercio y se construyeron potentes murallas.
- En Creta (Minoico inicial) se configuraron Cnosos y Festos como centros principales, pero sin estructuras defensivas.

|  |  |  |

La introducción del cobre en el resto de Europa está asociada a la extensión de dos grandes fenómenos, claramente diferenciados, pero contemporáneos y, que a veces, se solapan entre sí: el vaso campaniforme y la cerámica cordada.
El complejo del vaso campaniforme fue un fenómeno que afectó a prácticamente toda la Europa prehistórica (salvo las zonas el este y los Balcanes), pero de un modo desigual y manteniendo una gran diversidad. Supuso la expansión de la metalurgia del cobre a las áreas marginales que no conocían todavía este metal. El objeto más característico de este horizonte son los vasos de cerámica de forma acampanada, con decoración incisa o impresa cuyos motivos varían en función de las peculiaridades regionales.

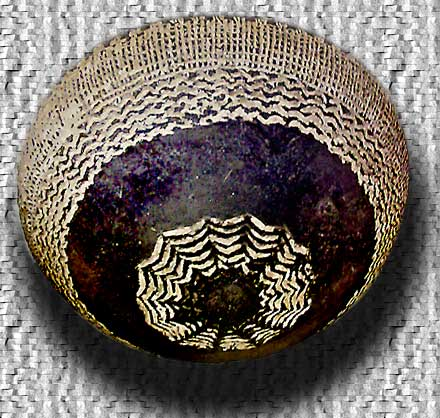
Cuenco campaniforme tipo Ciempozuelos
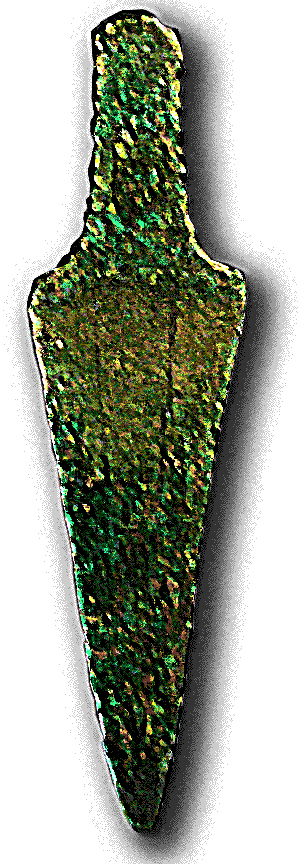
Puñal de lengüeta de cobre
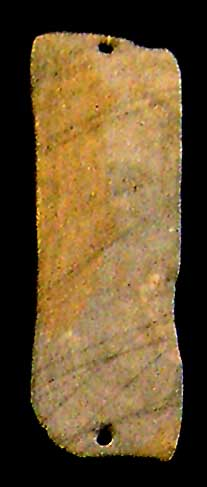
Brazal de arquero de piedra
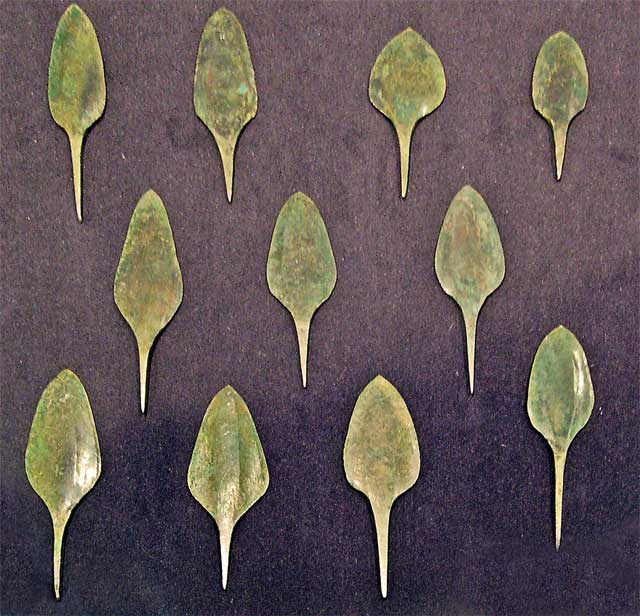
Puntas de flecha tipo Palmela

La cronología del vaso campaniforme y su interpretación son controvertidas, habiéndose generado al respecto (y haciéndolo todavía) abundante literatura. Los últimos datos proporcionados por la revisión sistemática de las dataciones de carbono-14 en campaniformes de toda Europa han permitido establecer que los más antiguos serían los encontrados en el área del Bajo Tajo, en Portugal, con una cronología que iría del 2900 al 2500 a. C. Según otros autores, su aparición se situaría, en cambio, sobre el 2400 a. C., desapareciendo hacia el 1800 a. C.
Las tumbas asociadas al horizonte campaniforme consisten en fosas individuales en las que se depositaba el cadáver en posición contraída con un ajuar que suele constar de la típica cerámica campaniforme y otros objetos no menos característicos: puñales de lengüeta y leznas biapuntadas, brazaletes de arquero, puntas de flecha tipo Palmela, adornos en oro de diversa entidad (diademas, pendientes) y botones de hueso perforados en V; siempre en contextos funerarios masculinos.

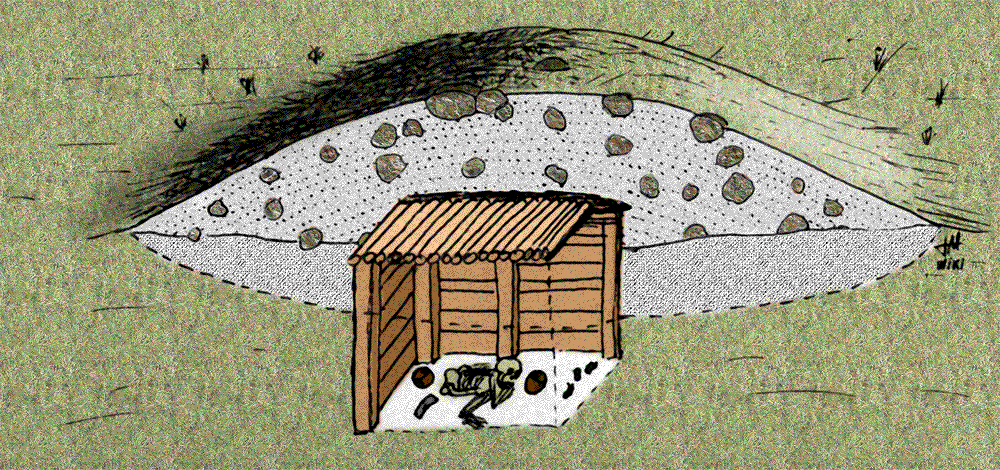
Sección de un kurgán calcolítico
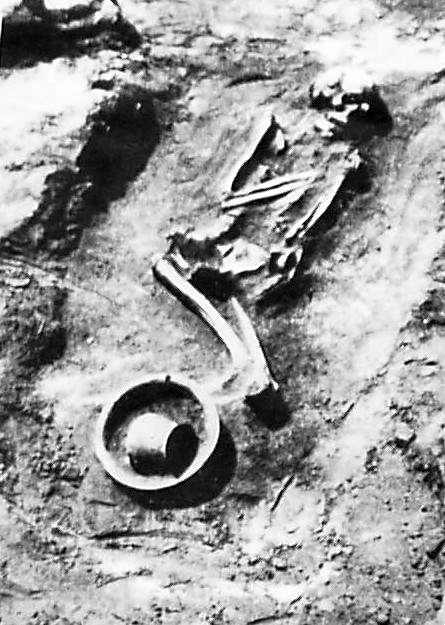
Interior de un kurgán calcolítico
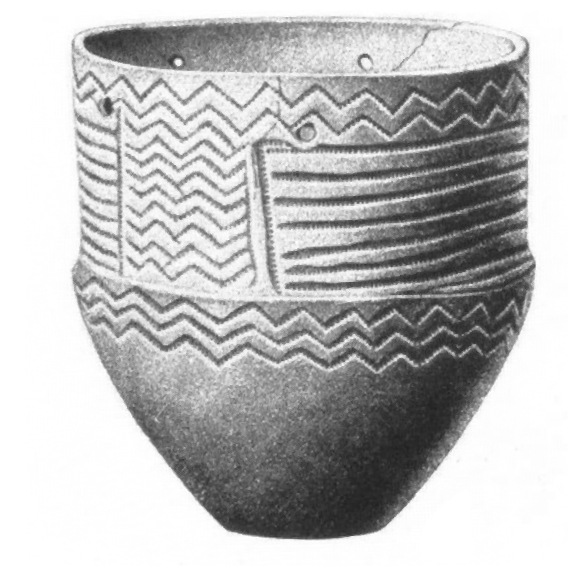
Típica cerámica cordada
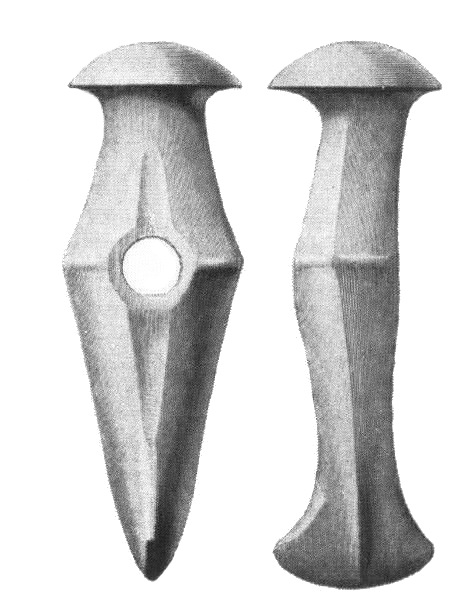
Hacha de combate de los kurganes

Los grupos de la cerámica cordada eran originarios, según unos, de las estepas euroasiáticas y, según otros, de Centroeuropa. Están relacionados con las lenguas indoeuropeas y se extendieron por toda la Europa central, nórdica y oriental durante el tercer milenio a. C. Son también conocidos como Kurganes de las estepas, del hacha de combate o de los sepulcros individuales. Sus características principales serían:
- Los enterramientos individuales, en una pequeña cámara funeraria semisubterránea en forma de cabaña de madera cubierta por un túmulo (kurgan). El cadáver era colocado en posición de decúbito supino, con las piernas dobladas y rociado con ocre rojo.
- El ajuar característico suele incluir las denominadas cerámicas cordadas (decoradas con impresiones de cuerdas), las hachas-martillo con enmangue directo (o hachas de combate, que parecen réplicas en piedra de piezas metálicas sumerias o anatolias), ganado sacrificado y, si el individuo era de alta posición social, piezas exóticas de clara influencia oriental (vasos y apliques de plata, adornos repujados de oro y algunos objetos de cobre, entre otros). Las grandes diferencias entre unos ajuares y otros denotan la existencia de una clara estratificación social
- Una economía seminómada y pastoril, propia de las estepas, que, a pesar de todo, nos ha legado algunos poblados, como el ucraniano de Mikailovska, en el bajo Dniéper, de cierta entidad urbana y con casas rectangulares.

#### Edad del Bronce en Europa
El bronce es una aleación de cobre y estaño que tiene las ventajas de que se funde a una temperatura más baja y es mucho más resistente. Fue conseguido en el Oriente próximo a finales del IV milenio a. C. y penetró en Europa a través de una extensa red de vías comerciales que recorrían todo el continente, comunicando la península ibérica o el mar del Norte con las civilizaciones orientales, ya plenamente históricas.

##### Bronce Antiguo en Europa
Entre los años 1800 a. C. y 1500 a. C., aproximadamente, coincidiendo con la plenitud del mundo minoico, Europa comenzó a participar en las redes comerciales creadas por la demanda de materias primas por parte de las civilizaciones del Próximo Oriente y del Egeo. El ámbar del Báltico, el cobre del bajo Danubio y Huelva, el estaño de Cornualles y Galicia, el oro de Irlanda, los metales preciosos de Andalucía y el azabache de Gran Bretaña, eran intercambiados por armas y herramientas de bronce, ornamentos de oro y plata, o perlas egipcias de fayenza azul. Entre las culturas arqueológicas de este periodo destacarían la de Unetice, la de los túmulos armoricanos y la de Wessex. En las islas británicas, durante esta época, siguieron teniendo gran importancia los santuarios megalíticos denominados henges, centros cultuales como el mismo Stonehenge.

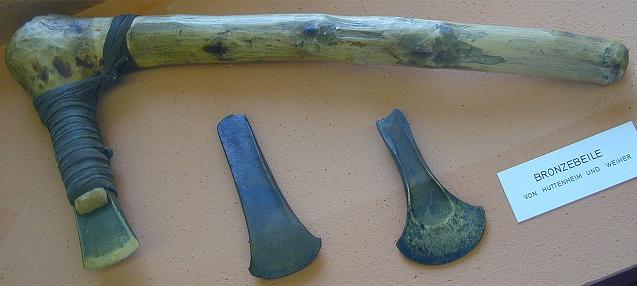
Hachas planas de bronce.

La mayor parte de los restos de esta época son monumentos funerarios de tipo tumular pertenecientes, a juzgar por la alta proporción de armas y la gran riqueza de algunos, a las oligarquías guerreras locales, que debían conocer el carro de combate y vivían en poblados fortificados. Los ajuares se componían, fundamentalmente, de los característicos puñales triangulares de pomo macizo, las hachas planas y las hachas-maza de combate de bronce; también aparecen ornamentos metálicos como los brazaletes, las lúnulas o pectorales, jarras de oro o plata repujados, ámbar y perlas de fayenza egipcias. Algunos túmulos llegan a ser tan ricos que han motivado su denominación como «tumbas reales»: las de Leki Male (Polonia) y Leubingen (Austria), de los grupos de Unetice; la de Kernonen (Francia), de los Túmulos armoricanos; o la de Bush Narrow (Inglaterra), perteneciente a Wessex. En ciertas zonas del norte de Italia, los terrenos pantanosos han preservado multitud de objetos de cuero, piraguas de madera, arcos de gran tamaño, ruedas de carro y arreos en hueso.

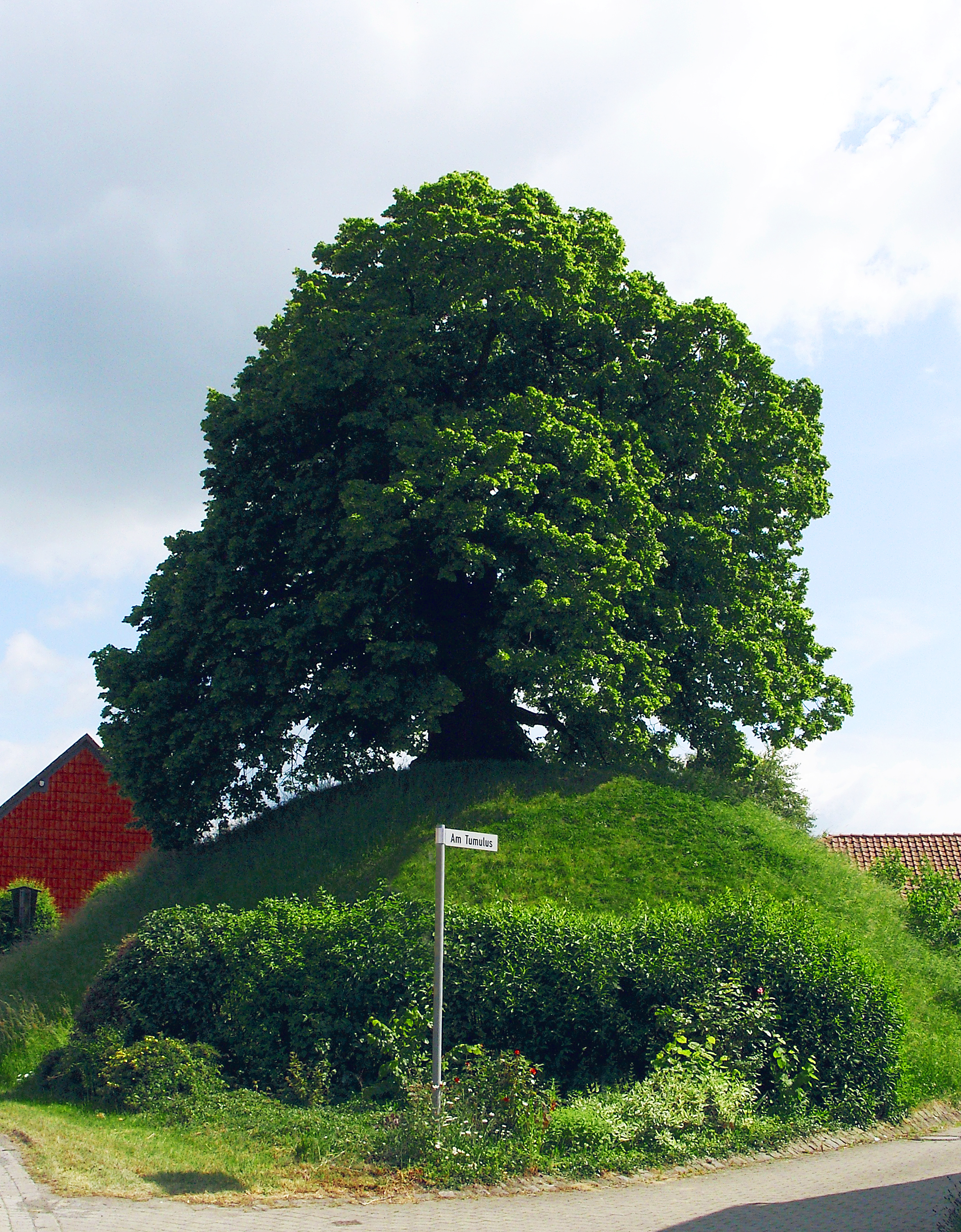
Túmulo funerario del Bronce Antiguo centroeuropeo
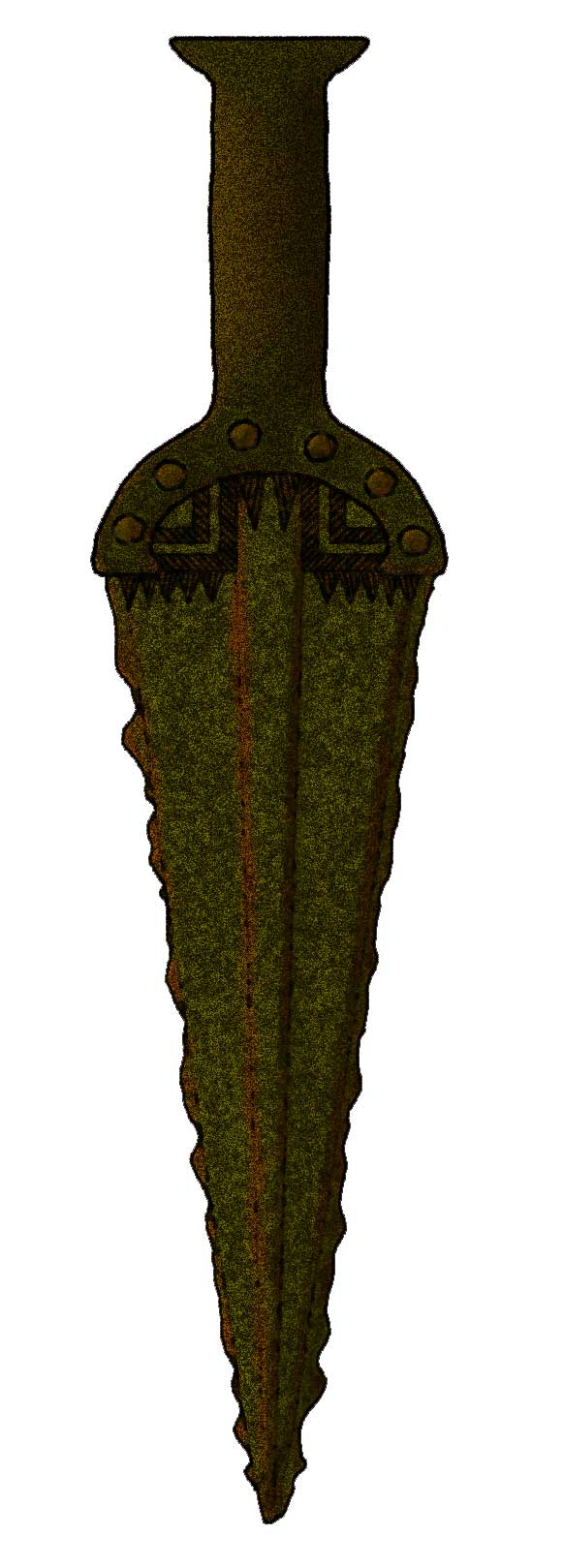
Puñal triangular de mango macizo, Bronce Antiguo
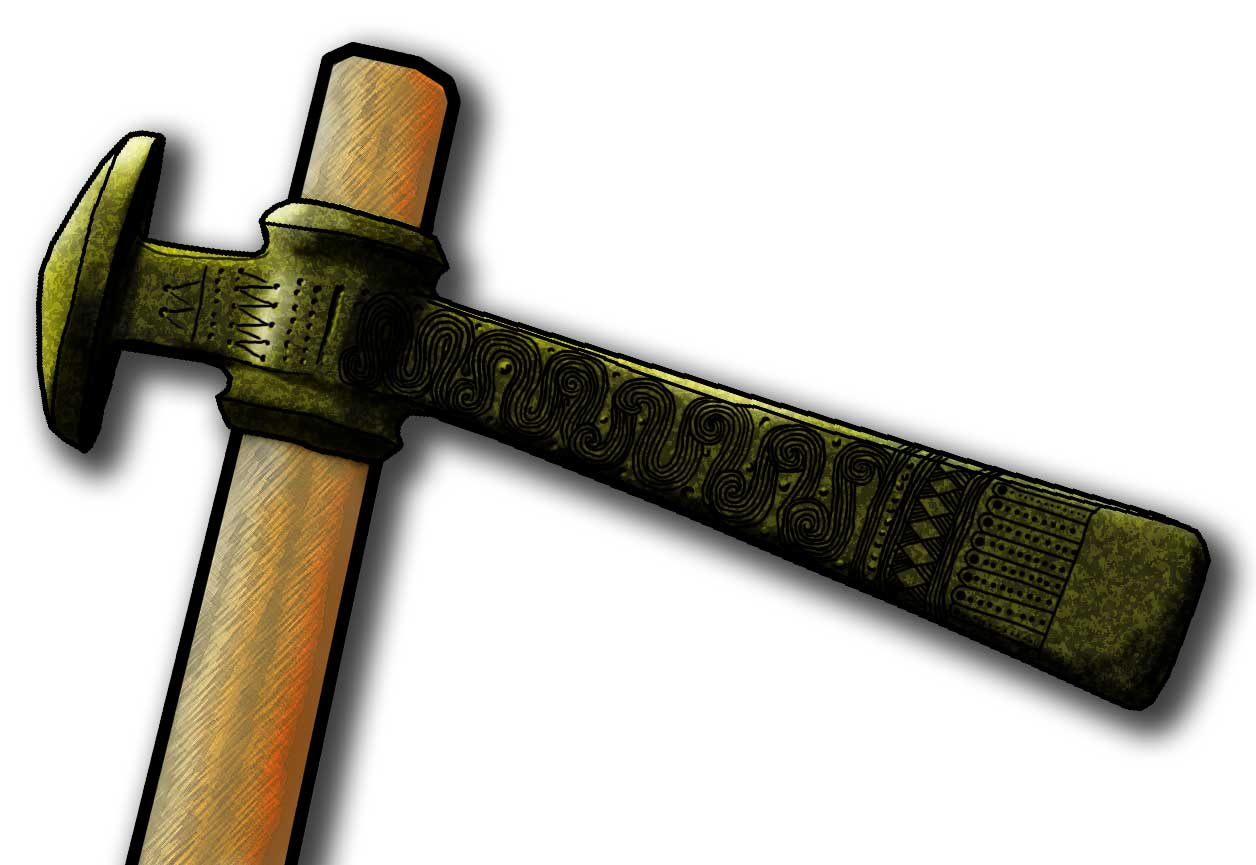
Hacha-Maza de combate de la cultura de Unetice
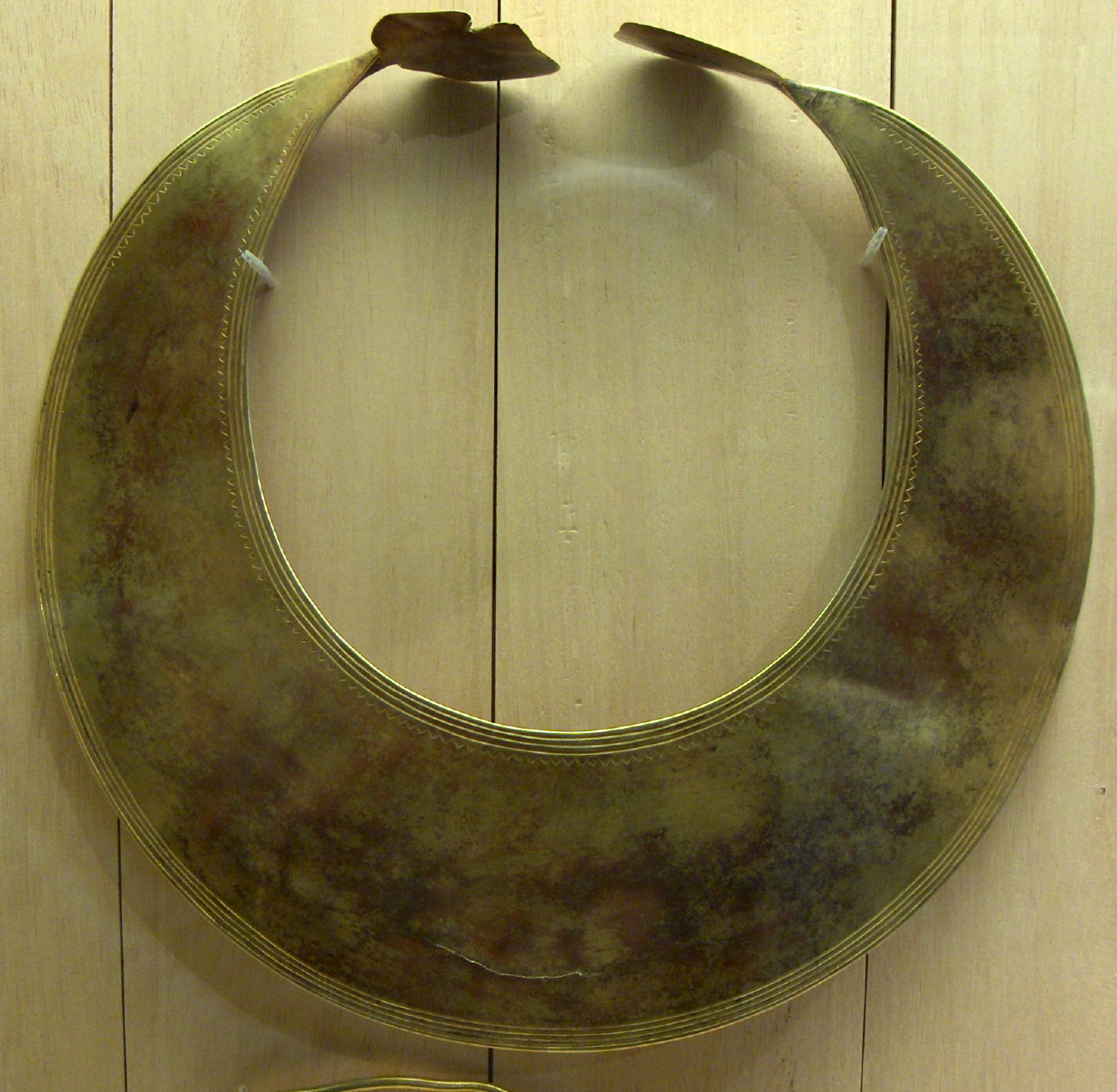
Lúnula de oro de la cultura de los Túmulos armoricanos

En la península ibérica y a partir del 2300 a. C., comenzó a despuntar la denominada cultura argárica en, aproximadamente, la misma área donde se había desarrollado la de Los Millares, aunque, en esos momentos, todavía con una pequeña zona de influencia y numerosas pervivencias calcolíticas. Es una etapa temprana, llamada tradicionalmente «Fase A» en la que destacan los enterramientos en cista con un ajuar que ha querido ser relacionado con influencias del Mediterráneo oriental, pero que ha terminado revelándose como autóctono.

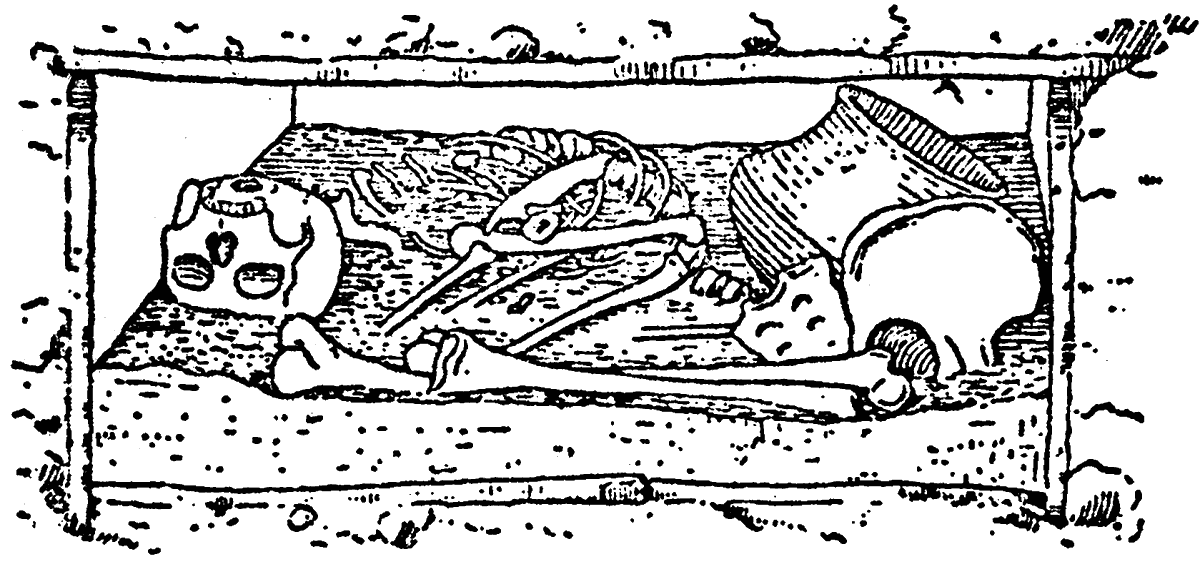
Enterramiento en cista típico de la primera fase de la cultura de El Argar (Almería).

La Edad del Bronce de la Meseta Norte de la península ibérica es dividida según las dataciones radiocarbónicas en tres periodos con tres estilos cerámicos u horizontes culturales: Edad del Bronce Antiguo (ca. 2100-1550 BC) (horizonte Parpantique), Edad del Bronce Medio (ca. 1550-1350 BC) (Protocogotas o Cogeces) y Edad del Bronce Final (ca. 1350-850 BC) (Cogotas). En la Edad del Bronce de la Meseta Norte no hay por lo general grandes estructuras como en las áreas del sur peninsular o como las detectadas en otras zonas europeas meridionales, aunque hay una tendencia por ubicar los poblados en las zonas elevadas.

##### Bronce Medio en Europa

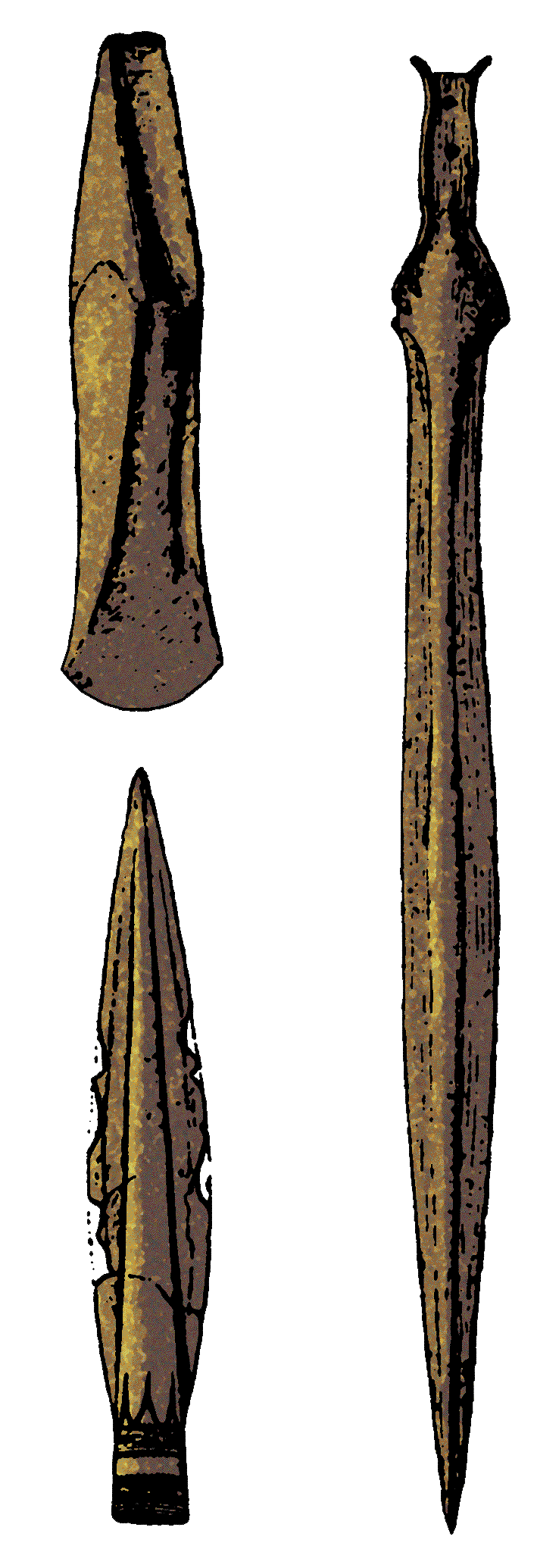
Armas típicas del Bronce Medio de la Cultura de los Túmulos: espada de lengüeta, punta de lanza tubular y hacha de talón.

El Bronce Medio transcurrió, más o menos, entre el 1500 a. C. y el 1200 a. C., lo que significa que coincide con el apogeo de la civilización micénica. Destaca en Centroeuropa la cultura de los túmulos, un complejo que derivó de Unetice, con poblados no muy grandes, de viviendas de madera, edificados sobre colinas de fácil defensa y protegidos por murallas y fosos. Los enterramientos eran tumulares (de ahí su denominación), con túmulos más monumentales que en la etapa anterior, a menudo se agrupaban en grandes necrópolis y la incineración fue cada vez más habitual. En el área de la península itálica se desarrollaron la cultura de las Terramaras y la cultura apenínica, ambas de fuerte influencia balcánica, así como la cultura Sícula, más cercana al mundo micénico, que ya había colonizado las Islas Eolias en esa fase.
Una de las novedades más notables respecto al Bronce antiguo es la aparición de auténticas espadas con largas hojas y sistemas de enmangue más efectivos que los remaches: empuñaduras de lengüeta cuyos mangos son, a veces, ricamente decorados con materiales perecederos (cuero, hueso y maderas de diversos tonos, que, pueden tener incrustaciones de oro y ámbar) que, afortunadamente, se han conservado en algunos ejemplares de la zona nórdica. Asimismo aparecen puntas de lanza tubulares y hachas de talón.
En lo referente a los adornos metálicos, su variedad es innumerable: brazaletes espiraliformes, tobilleras, colgantes, alfileres, anillos, pendientes, pasadores, broches, etc. Mención especial merecen los torques retorcidos irlandeses, que desde su región originaria, se difundieron por toda Europa, recibiendo el nombre de Torques de Tara en honor a este santuario gaélico, la Colina de Tara. Una obra excepcional, que supera el calificativo de mero ornamento, es el carro solar de Trundholm (arrojado como ofrenda al fondo de un pantano en Dinamarca).
|  |  |

En la península ibérica la cultura del Argar alcanzó en esos momentos su fase de plenitud, desarrollándose en el árido sudeste (Almería y provincias limítrofes). El número de asentamientos localizados revela un fuerte aumento demográfico respecto a la etapa millarense. Eran poblados fuertemente protegidos, construidos en sitios altos fácilmente defendibles, con gruesas murallas y áreas restringidas tipo acrópolis. Los enterramientos eran individuales y dentro de las viviendas; mientras que en la fase anterior se realizaban en cistas, en ésta pasaron a ser en grandes tinajas o pithoi, con ajuares muy diversos que delatan una compleja estratificación social. Tal estratificación se refleja también en la organización interna de los poblados y en la jerarquía urbana. Aunque El Argar no llegó nunca a formar un auténtico estado, debió generar alguna forma política de carácter pre-estatal. Las formas cerámicas argáricas son muy diferentes de las del resto de Europa occidental con vasos carenados y altas copas sin decoración. El resto del ajuar lo componen brazaletes, cuentas de ámbar, espadas (también diferentes, pues mantienen el sistema de mango macizo sujeto con remaches), alabardas, brazaletes, ornamentos de ámbar, alfileres y unas inconfundibles diademas de plata.

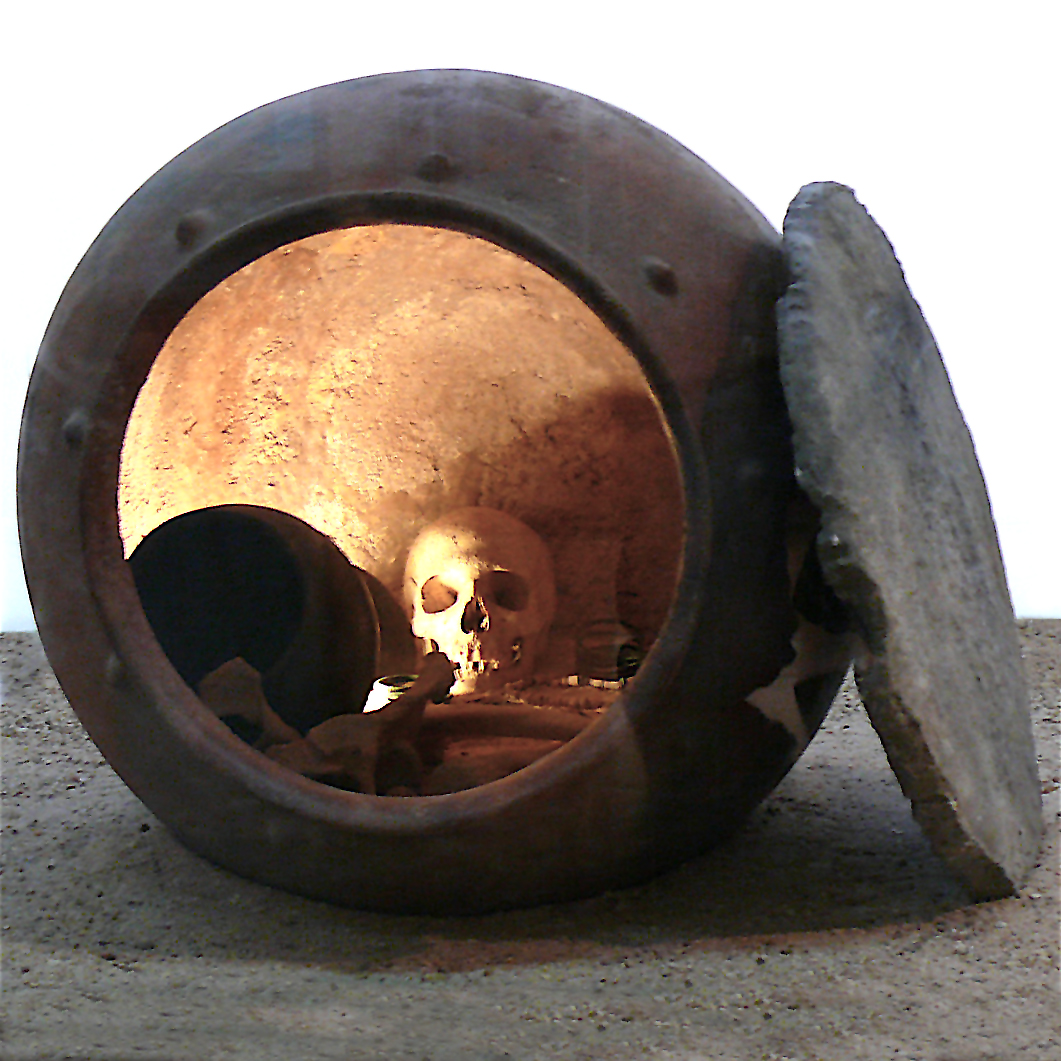
Enterramiento en tinaja de la segunda fase de El Argar
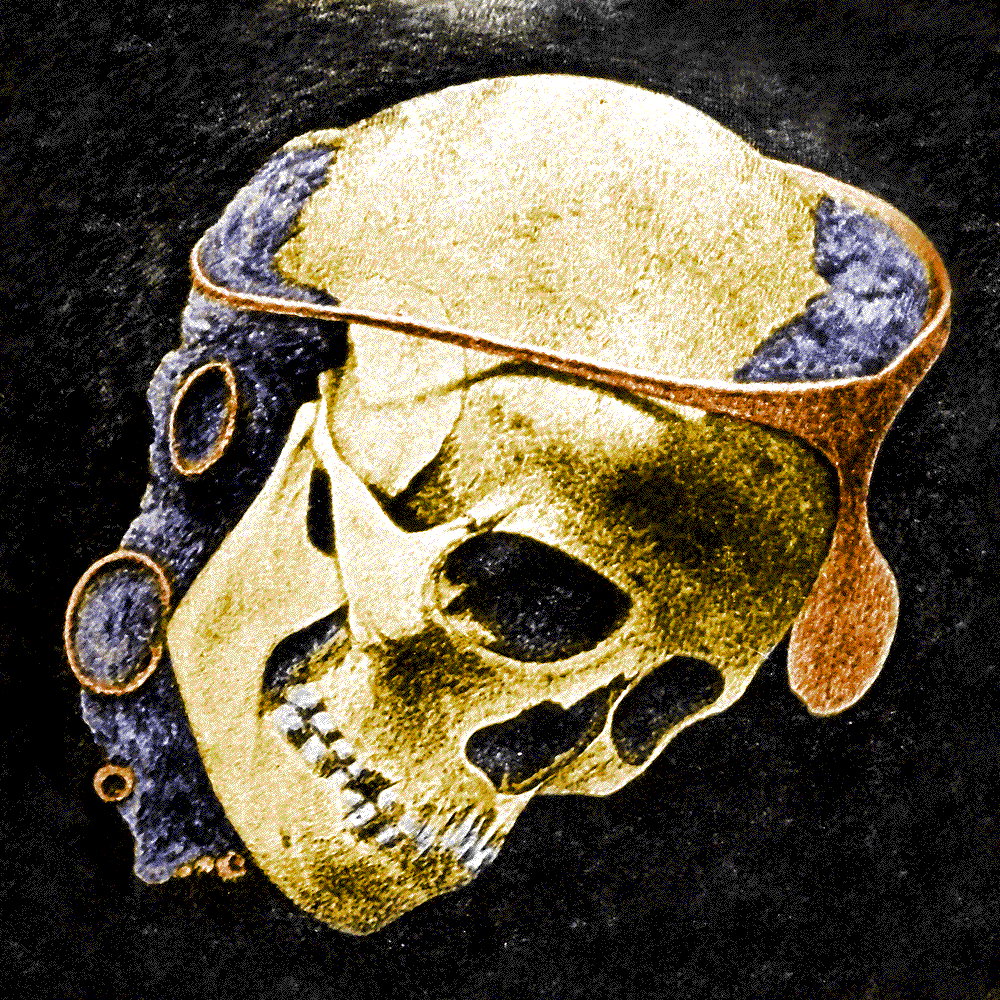
Restos de un cráneo con la típica diadema de plata argárica
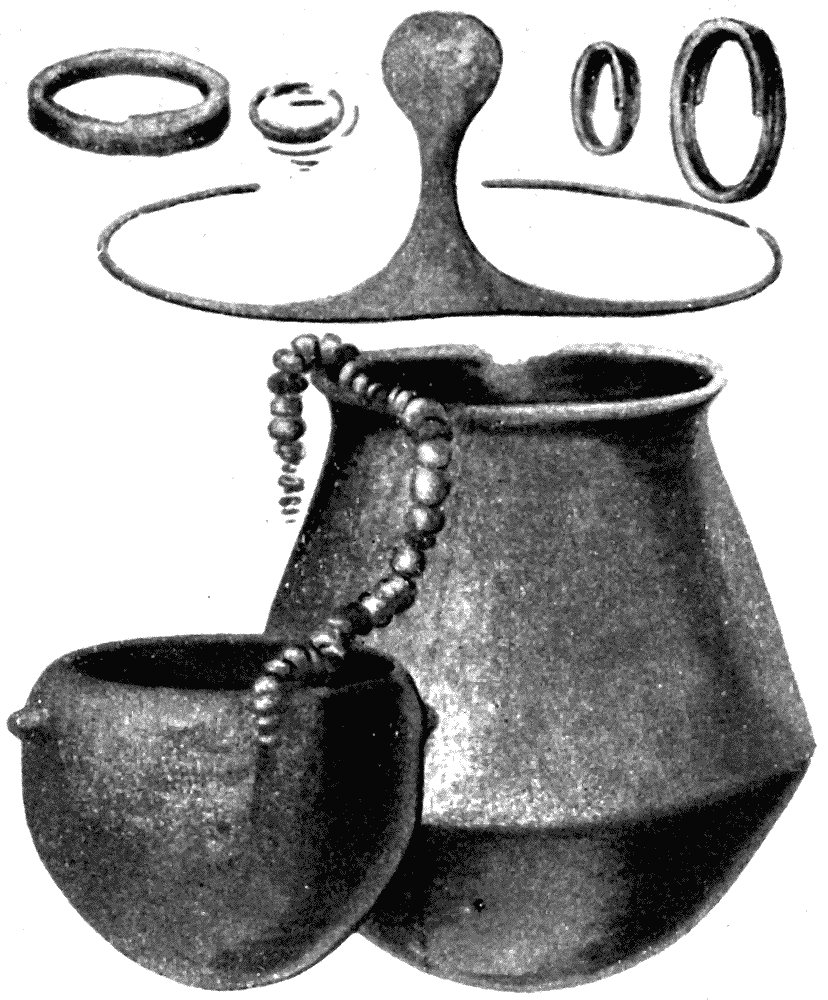
Ajuar funerario de una tumba argárica
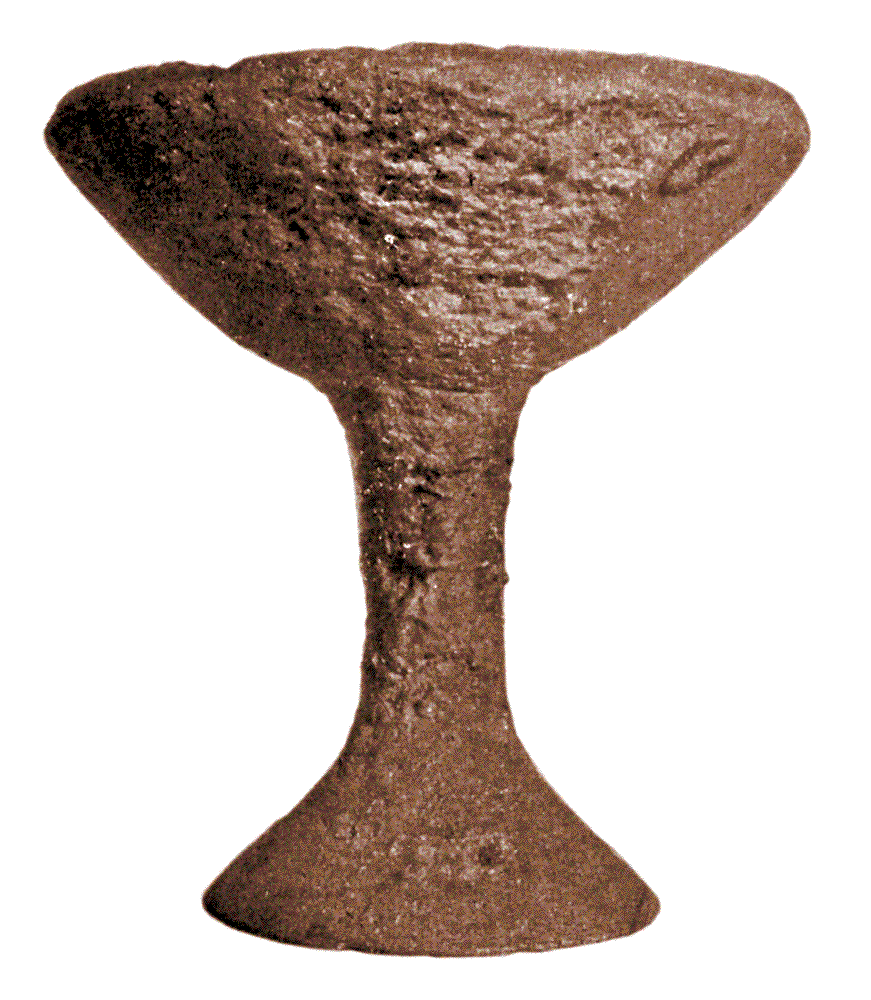
Copa argárica de Caniles, Granada

Aunque el mundo argárico se circunscribió a las provincias de Almería y Murcia, así como parte de las de Málaga y Granada, toda la mitad sur de la península ibérica se vio afectada por su influencia, muy clara en la cultura de Atalaia (sur de Portugal) y en la cultura de las Motillas (La Mancha). A medida que nos desplazamos hacia el norte, la influencia argárica se hace más difusa, aunque se ha constatado que hubo relaciones comerciales con las regiones septentrionales. En la zona galaico-portuguesa parece que hubo unos grupos muy relacionados con el mundo atlántico, como lo demuestran sus manifestaciones artísticas (los petroglifos) o los atesoramientos (como el tesoro de Caldas de Reyes, Pontevedra, con más de 25 kg de objetos metálicos fabricados con oro aluvial de la península, pero con paralelos bretones e irlandeses, y que está considerado la mayor acumulación de oro de la Prehistoria europea). En la Meseta hay una serie de yacimientos (Los Tolmos de Caracena en Soria, Cogeces del Monte en Valladolid, Abia de la Obispalía en Cuenca, y otros más) que permiten hablar de un horizonte denominado Protocogotas (o también Cogeces) que acusa, indistintamente, la influencia argárica y atlántica, sobre un sustrato epicampaniforme.

##### Bronce final en Europa

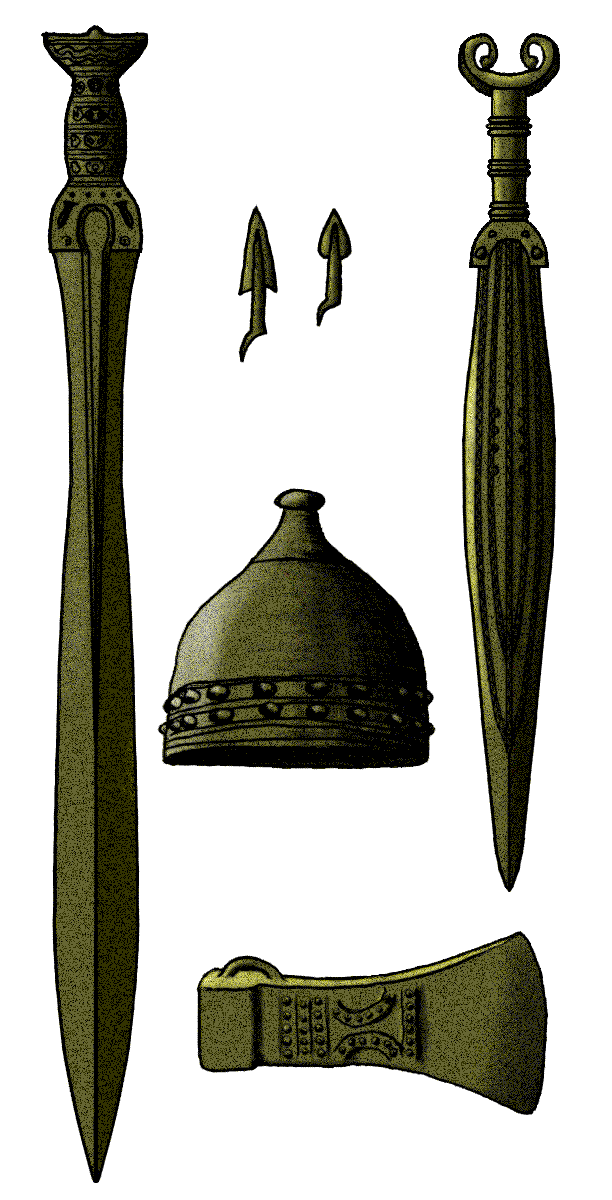
Armas propias de la cultura de los campos de urnas

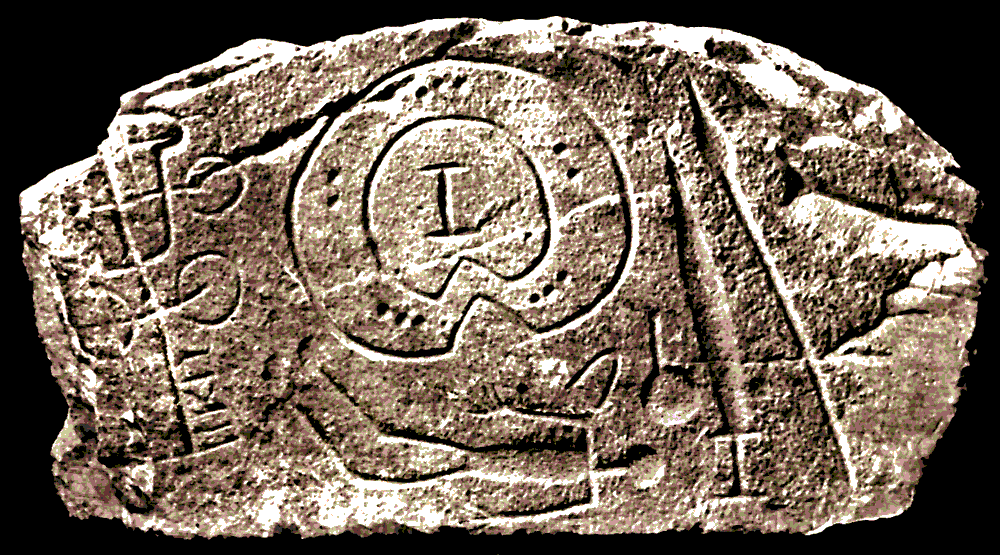
Estela del Castro de Solana de Cabañas, en Logrosán (Cáceres).

- El Bronce final (aproximadamente 1250 a. C.-725 a. C.) viene determinado por la aparición y expansión de los campos de urnas por casi todo el continente. El cambio en el proceso funerario no se produjo de repente ni fue uniforme, detectándose los primeros indicios de transición en Alta Baviera (Alemania) poco antes del 1200 a. C.[59][60] Este cambio ha sido relacionado con pueblos de invasores indoeuropeos, a los que algunos arqueólogos incluso les han adjudicado la autoría de todas las convulsiones que se produjeron contemporáneamente en el Mediterráneo oriental (caída de Micenas, de los hititas, ataques de los pueblos del mar a Egipto, destrucción de Ugarit, etc.). Actualmente pocos investigadores sostienen que los grupos de los campos de urnas fueran un ente cultural homogéneo; la opinión generalizada es que se trató simplemente de una moda que se expandió por Europa debido a préstamos culturales o, en ciertos casos, a movimientos limitados de pueblos. De hecho, en algunas regiones el cambio en el comportamiento funerario fue el único que se produjo, detectándose una clara continuidad con las estrategias económicas y sociales anteriores.[61][62] El hecho de que el germen de esta nueva moda ocupe el mismo espacio geográfico que la cultura de los túmulos (del Bronce Medio) y que la de Unetice (del Bronce Inicial), parece confirmar que realmente existe continuidad cultural. Por otro lado, el territorio ocupado por los campos de urnas no es unitario, al estar formado por un conglomerado de culturas locales con particularidades regionales específicas. Algunas áreas europeas (sur de la península ibérica, litoral atlántico y Escandinavia) quedaron al margen.

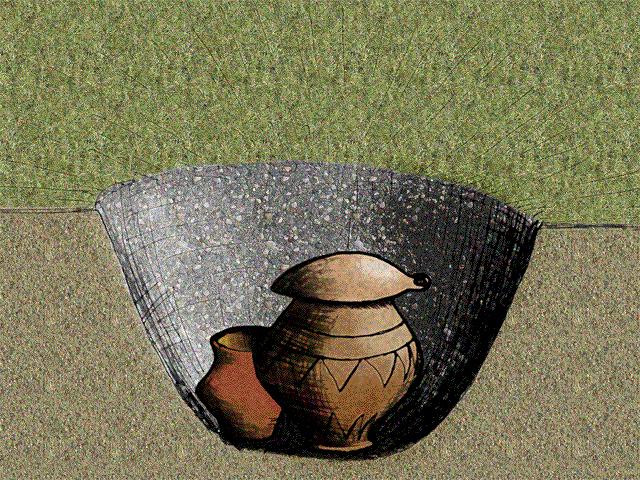
Tumba de la cultura de los campos de urnas.

El rito funerario de la cremación, aunque minoritario, ya era practicado en Europa y en esta fase se generalizó: tras su incineración, las cenizas del cadáver eran depositadas en una urna cineraria y enterrada en un pequeño foso, junto a otras tumbas, constituyendo así, las extensas necrópolis que dan nombre a estos grupos. Estas urnas solían ser vasos de cerámica de forma bicónica, tapados con un cuenco, aunque podían tener formas diversas (a veces, incluso réplicas en miniatura de casitas de cerámica). En ocasiones, no se usaba urna. Los ajuares eran pobres en comparación con periodos anteriores y posteriores; solo en los siglos IX y VIII a. C. reaparecieron las tumbas principescas con ricos ajuares y complejas estructuras que las distinguían de las demás.
Los poblados son muy similares a los del Bronce medio, pero con defensas reforzadas con terraplenes, empalizadas y recintos amurallados de tapial y madera; además las puertas adquirieron forma de embudo y se protegían con torreones. En el interior, casas rectangulares de adobe con tejados de madera y paja. Suele haber numerosos silos y molinos de vaivén, evidenciando la importancia creciente de la agricultura frente al pastoreo, aunque este sigue siendo fundamental, a juzgar por la abundancia de restos de ganado bovino, ovino, porcino y equino. Se siguió comerciando con el ámbar y la sal.

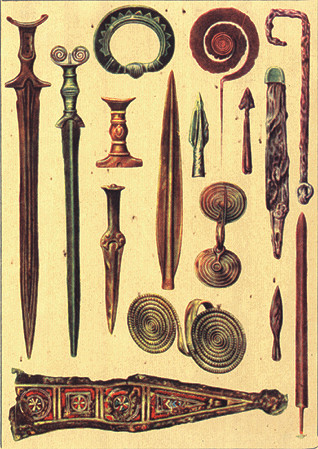
Diversos objetos del Bronce final de Rumanía
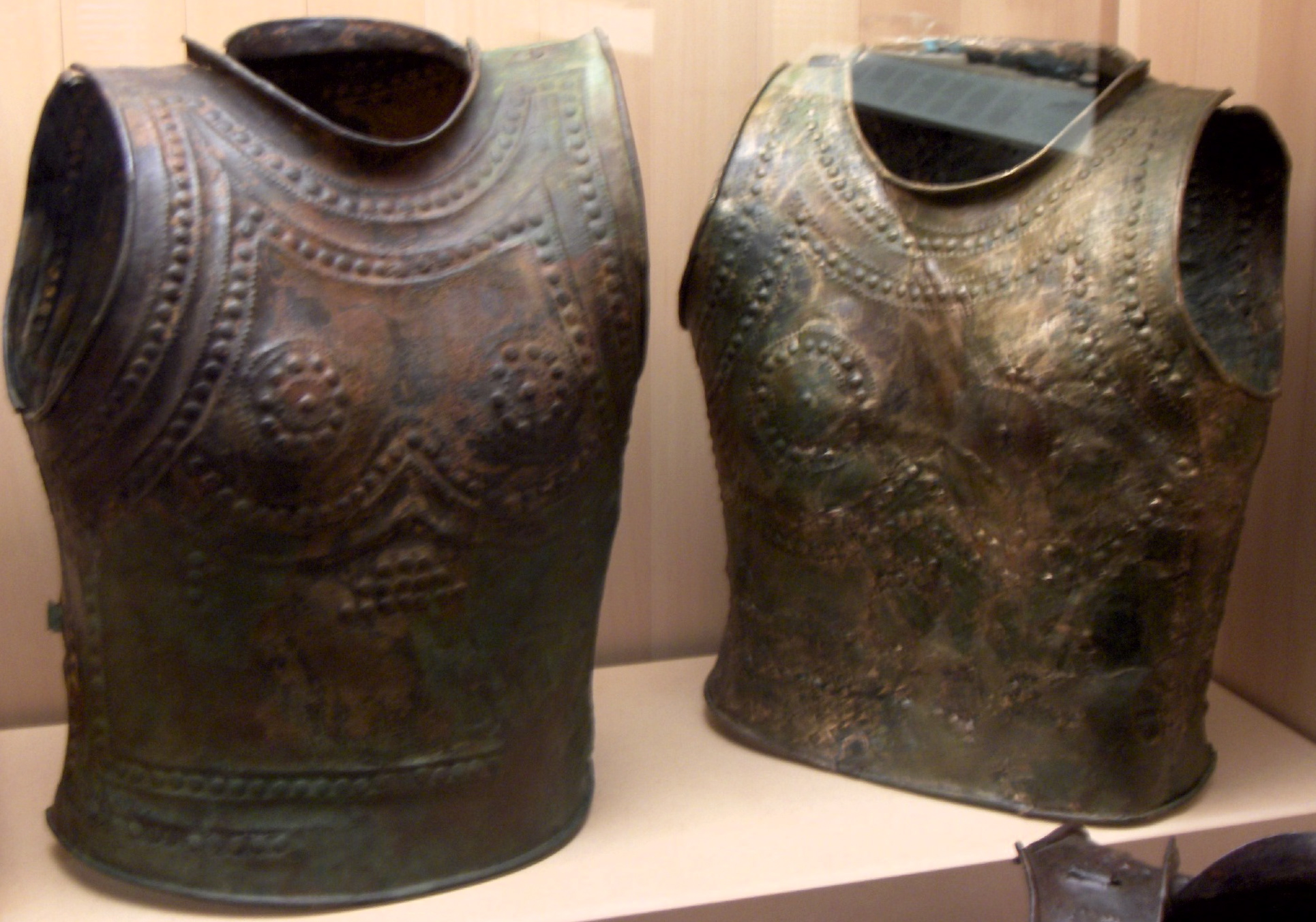
Las corazas de Marmesse, halladas en Francia
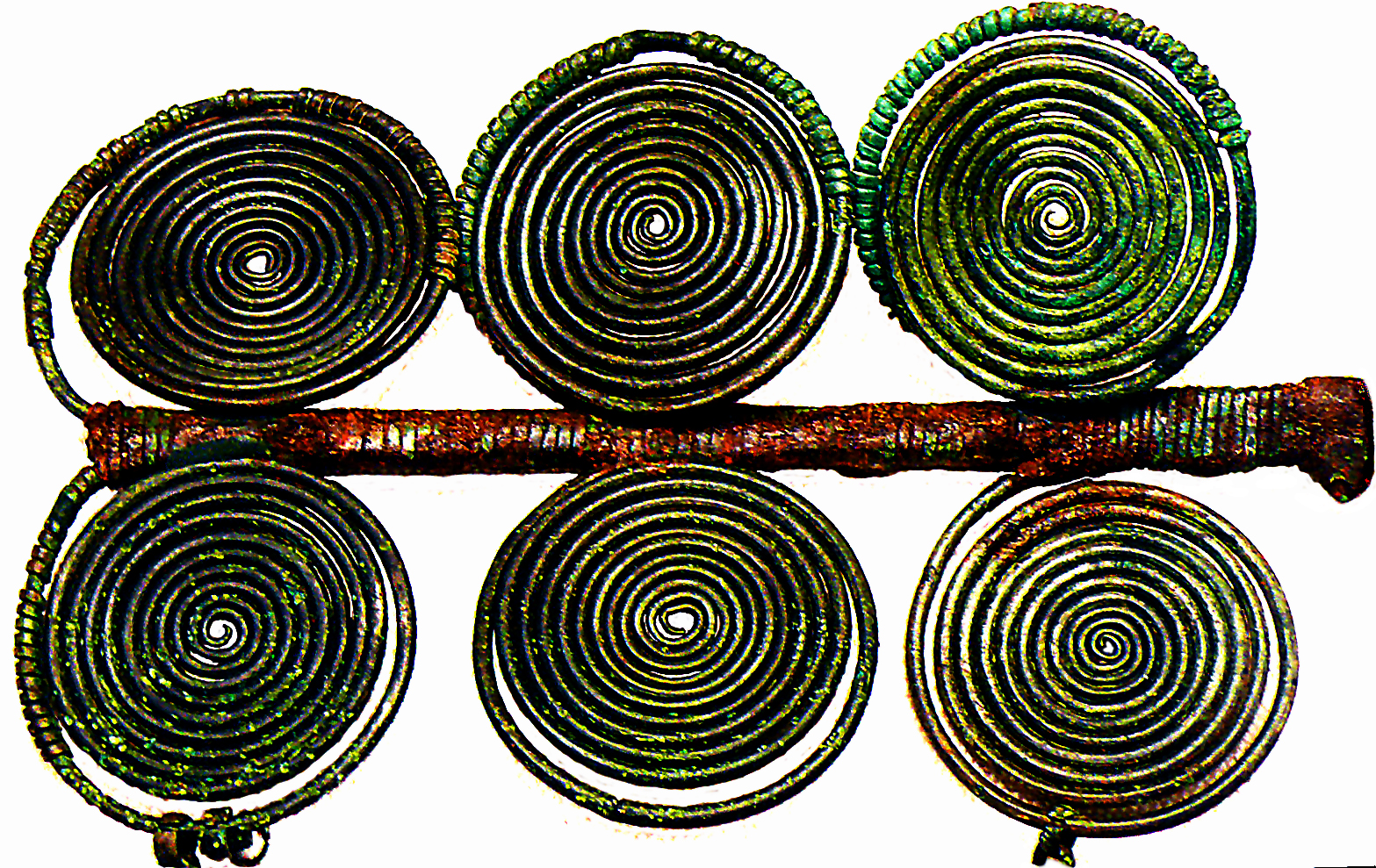
«Fíbula de anteojos» del Bronce final ibérico
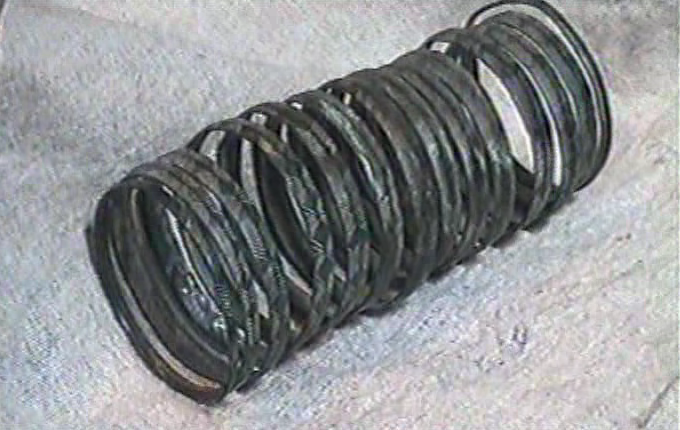
Brazalete en espiral del Bronce final de Ucrania

La cultura material incluye los primeros objetos de vidrio, seguramente incorporados del Próximo Oriente, y los grandes recipientes de bronce batido o repujado, con formas muy diversas y alejadas de los estereotipos orientales; entre ellos se encuentran las sítulas (que tanto predicamento tuvieron en la posterior Edad del Hierro), a veces con una ornamentación muy sofisticada y que se convirtieron en objetos de intercambio muy apreciados, cuya función era sin duda ceremonial. Otros elementos ornamentales comunes fueron los torques, los brazaletes de costilla, y las fíbulas, de diversos modelos, como las llamadas «de anteojos» (por el gran tamaño de su doble espiral). Entre las armas, hay una enorme variedad: las puntas de flecha de sílex fueron definitivamente sustituidas por otras de bronce; se siguieron utilizando hachas de combate, con talón y anillas, alabardas, lanzas; aparecieron armas defensivas como las corazas, los escudos y los cascos. Los modelos más representativos de espada fueron las de puño macizo con la guarda en U, bien con un gran pomo discoide o bien rematadas en antenas. La hoja solía ser biselada, a veces con rica decoración, y con silueta pistiliforme.

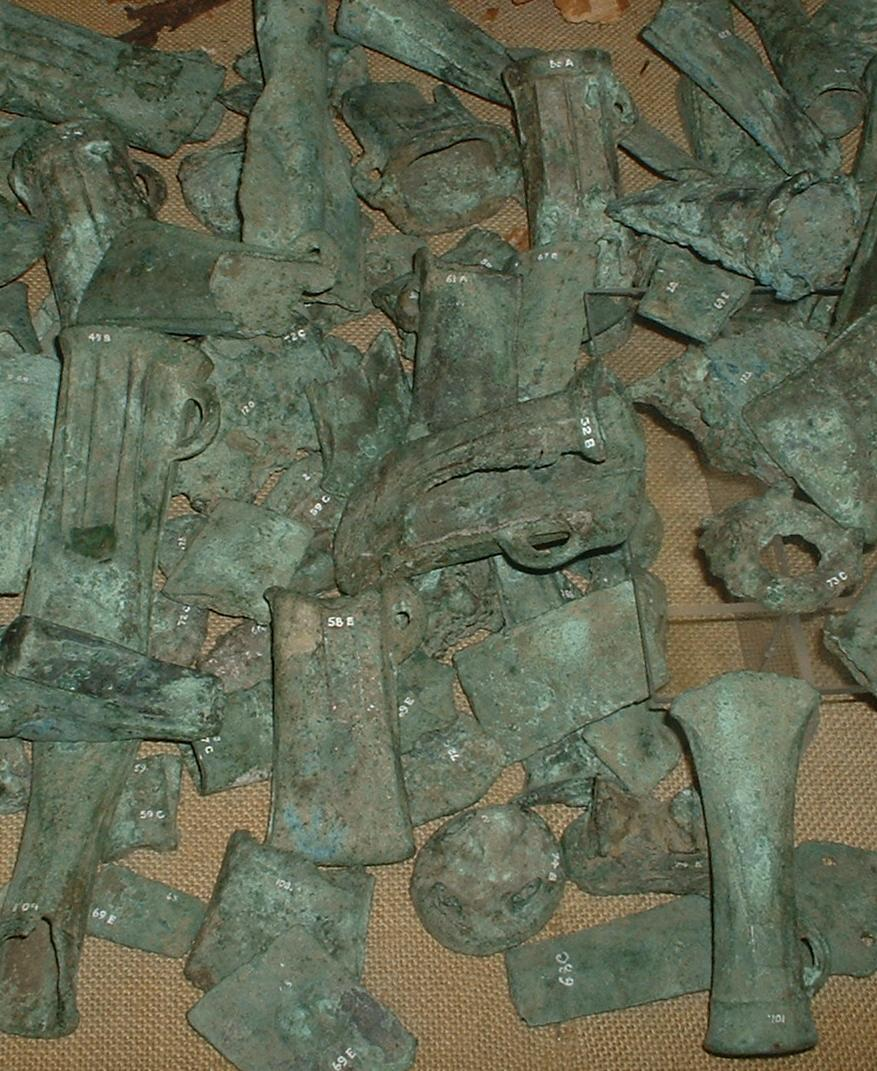
Piezas de bronce recuperadas de un escondrijo en el sur de Inglaterra.

- El Bronce final atlántico es poco conocido: se da la paradoja de que apenas se han excavado asentamientos o necrópolis, y, en cambio, abundan los llamados escondrijos (o zulos de objetos de bronce destinados al refundido) donde se han localizado piezas de una factura casi perfecta. Los objetos más apreciados debieron ser las espadas, al principio pistiliformes y al final con hoja en lengua de carpa. En el sur de las islas británicas se han descubierto varios poblados y, entre ellos, destaca el de Itford Hill (Inglaterra), situado en un emplazamiento elevado, con varias empalizadas defensivas que protegían una serie desordenada de viviendas de madera y barro, de planta circular. Las necrópolis evidencian la adopción de la cremación, con las cenizas depositadas en urnas cinerarias o directamente en el suelo de pequeños fosos bajo túmulo.

En las regiones escandinavas también se adoptó la incineración como ritual funerario y apareció una industria metalúrgica más diversa y original que en la zona atlántica. A la gran variedad de armas, hay que añadir los objetos de tocador (navajas de afeitar, pinzas, alfileres), los vasos de bronce batido con ruedas (seguramente votivos o ceremoniales, como el de Skallerup), los conos de oro repujado que se exportaron por toda Europa (tal es el caso del de Avanton, aparecido en Francia, pero elaborado en talleres escandinavos), las trompas de chapa de bronce y las fíbulas, casi siempre de anteojos. Los poblados encontrados son mucho más abundantes que en el Atlántico y estaban protegidos por defensas naturales y/o artificiales. De esta época son la mayoría de los petroglifos de los roquedos de Noruega y Suecia, en las regiones de Escania y Upsala, destacando la zona de Tanum (declarada Patrimonio de la Humanidad).

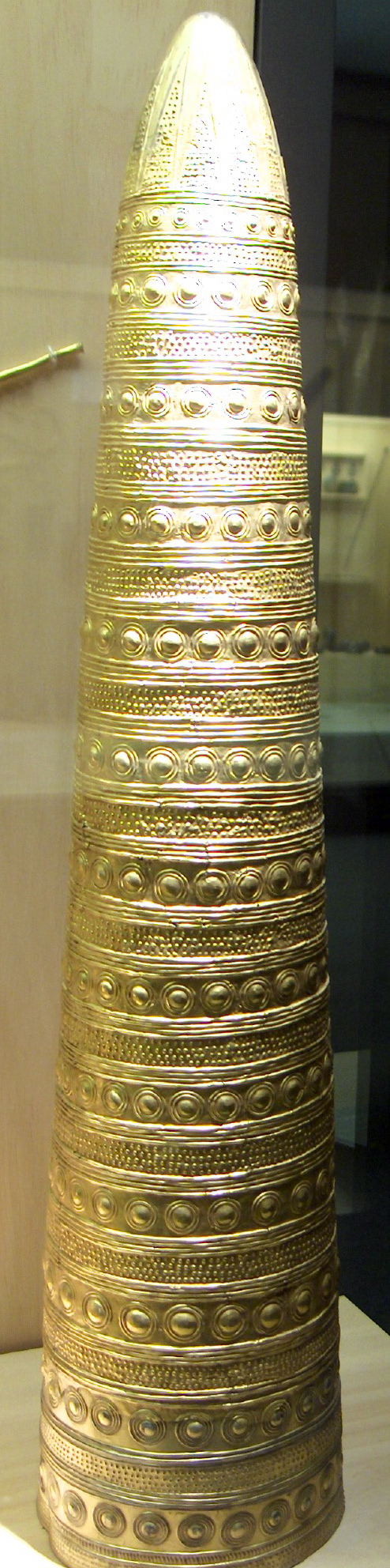
El cono de Avanton (Francia)
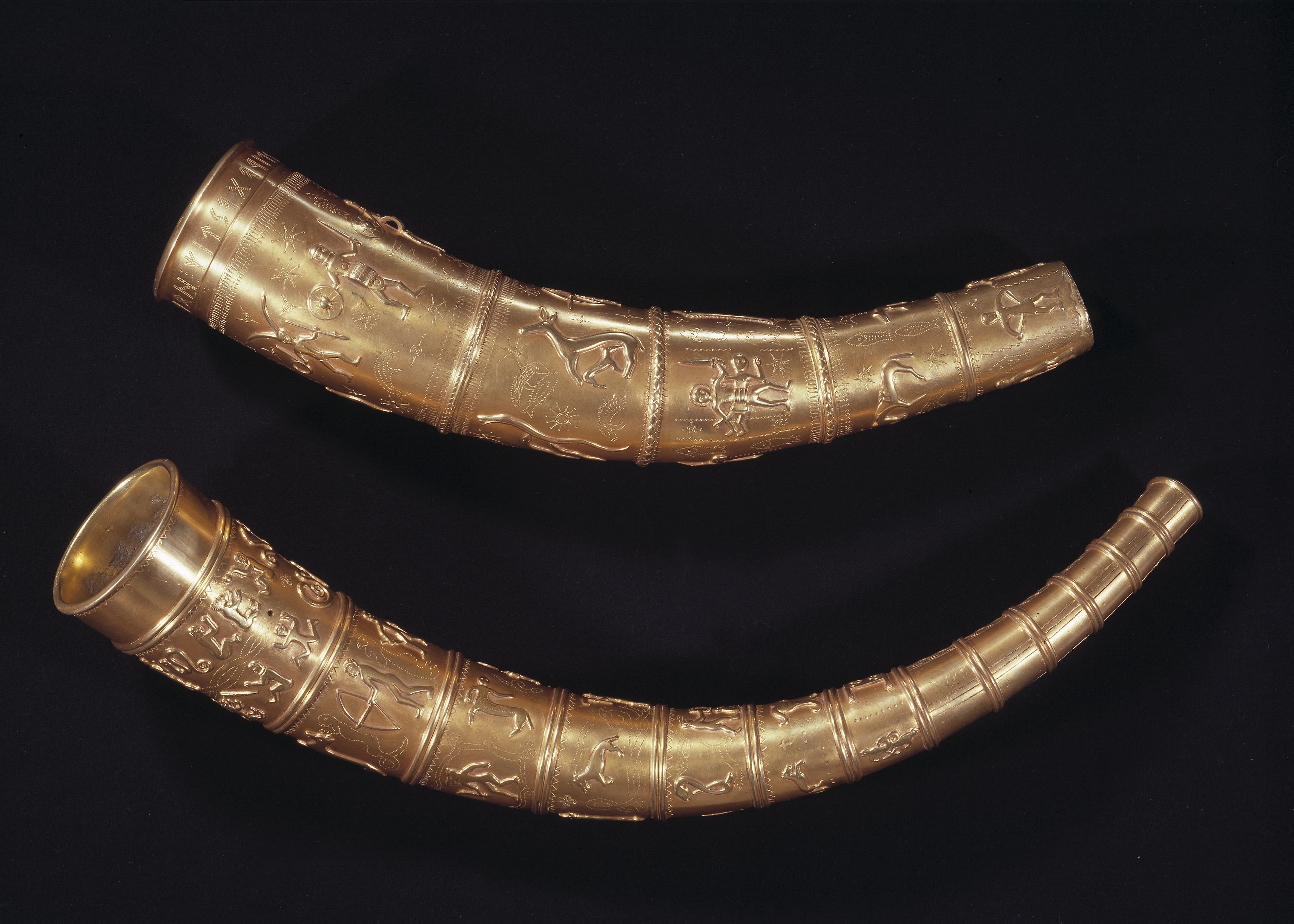
Trompas de oro repujado (Dinamarca)
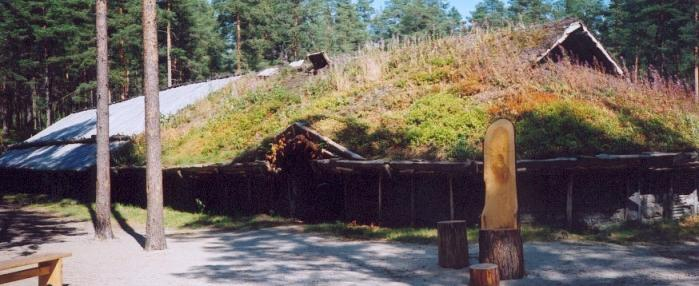
Reconstrucción de una vivienda (Suecia)
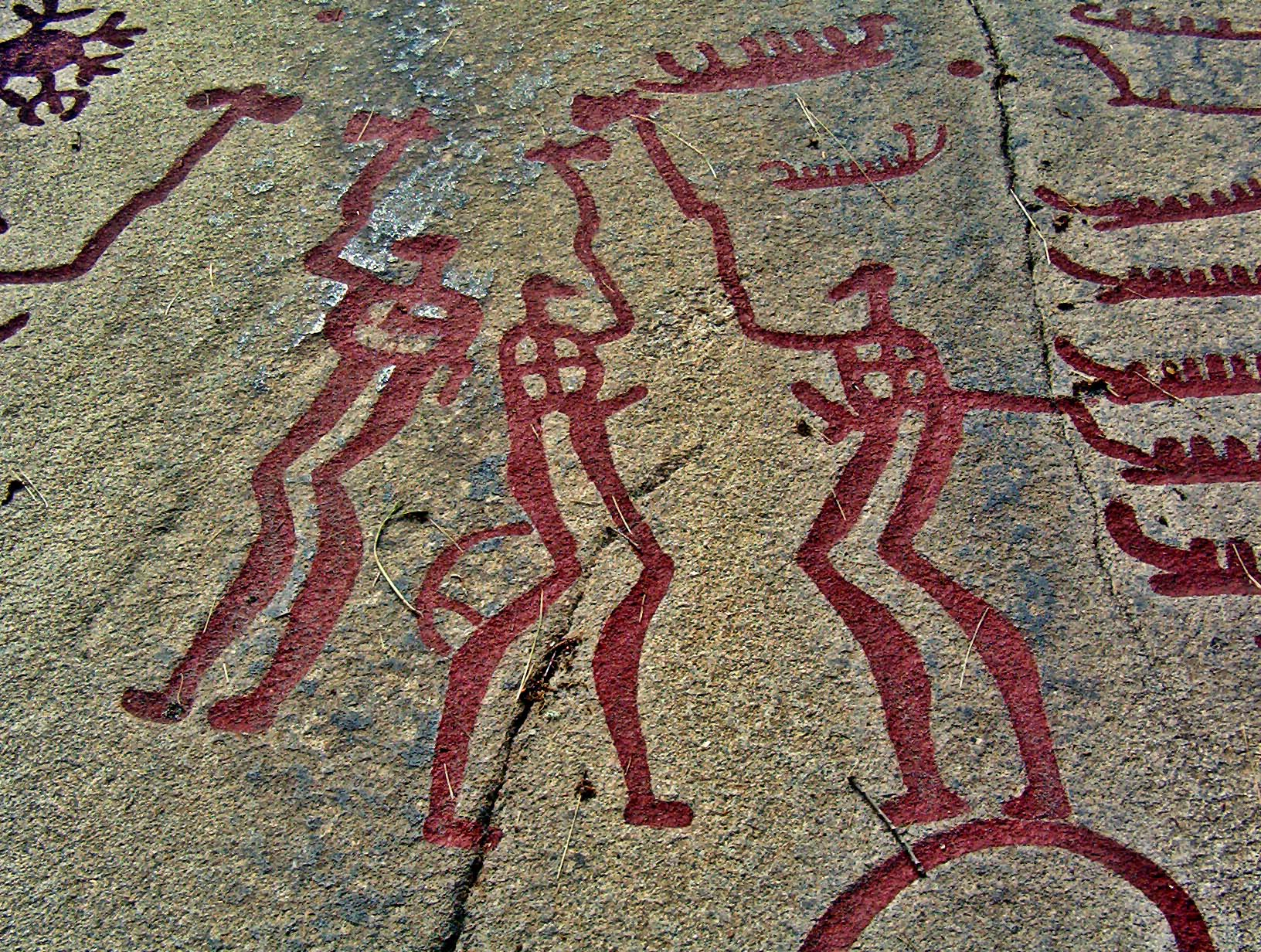
Petroglifos de Tanum (Suecia)

- El mosaico cultural de la península ibérica fue fruto de la convergencia de diversas tradiciones:

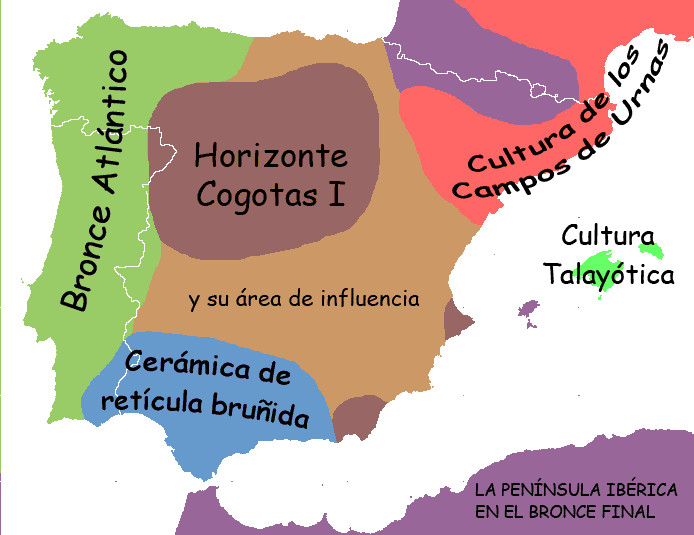
La península ibérica en el Bronce Final.

En el nordeste de la Península penetró la moda de los campos de urnas, que, con el tiempo, siguió una evolución independiente, abarcando Cataluña y el bajo Aragón. Se conocen mejor las necrópolis que los poblados, destacando el de La Pedrera de Vallfogona (Balaguer, Lérida).
En el noroeste se da una evolución similar a la de Bretaña y las islas británicas, al menos en lo que se refiere a los elementos materiales de la cultura. Hay una clara escasez de lugares de hábitat y abundancia de objetos de bronce: hachas de talón y anillas, calderos de chapa de tradición irlandesa, recipientes de oro batido con motivos típicamente escandinavos. Las espadas eran pistiliformes al principio y de lengua de carpa al final.
En el sur se produjo un cierto estancamiento respecto al periodo argárico. Destacan la cerámica de retícula bruñida (con engobe rojo, bruñida y decorada con motivos reticulados) y los enterramientos en cista, sin ajuar, cubiertos con lajas decoradas denominadas estelas extremeñas (en ellas se representa esquemáticamente al difunto con diversos objetos como armas, broches, espejos e incluso carros). El ámbito ocupado por ambos elementos coincide a grandes rasgos con lo que luego será el territorio de Tartessos.
En las tierras del interior peninsular destacan los grupos denominados de Cogotas I. Su extensión sobrepasa los límites de la Meseta Central, abarcando también el oeste del Cantábrico, parte de Aragón, de la Comunidad Valenciana y el curso medio del río Guadalquivir. Su indigenismo parece probado, pues enlaza sin solución de continuidad con la fase del Bronce medio denominada Protocogotas y, a través de ésta, con los horizontes epicampaniformes e, incluso, con el campaniforme tipo Ciempozuelos. Su característica más distintiva es el tipo de decoración de su cerámica: se trata de vasos troncocónicos o carenados con motivos de espina de pescado incisos o figuras abstractas realizadas por las técnicas excisa y de boquique, rellenos de pasta blanca. Las gentes de Cogotas I habitaban pequeños poblados fortificados con viviendas cuadrangulares de adobe, así como cuevas. Los yacimientos más abundantes de esta fase cultural son los campos de hoyos, rellenos de desechos arqueológicos cuya función no ha podido ser explicada. Los enterramientos seguían la tradición campaniforme, es decir, inhumaciones en foso, con un pequeño ajuar, como es el caso de San Román de Hornija (Valladolid).

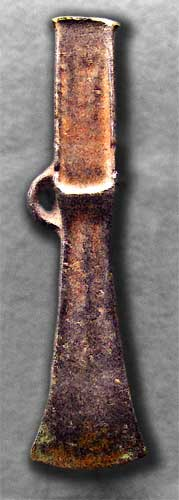
Hacha de Talón y una anilla. Bronce final (Cogotas-I)
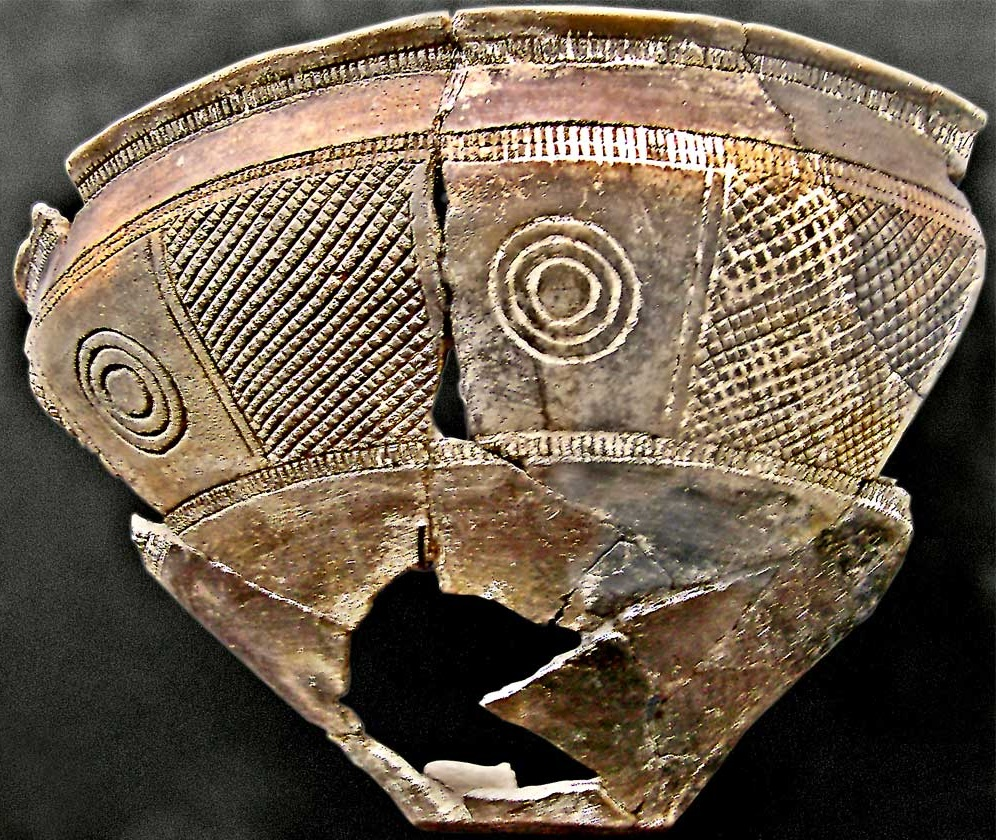
Cerámica con boquique. Bronce final (Cogotas-I)
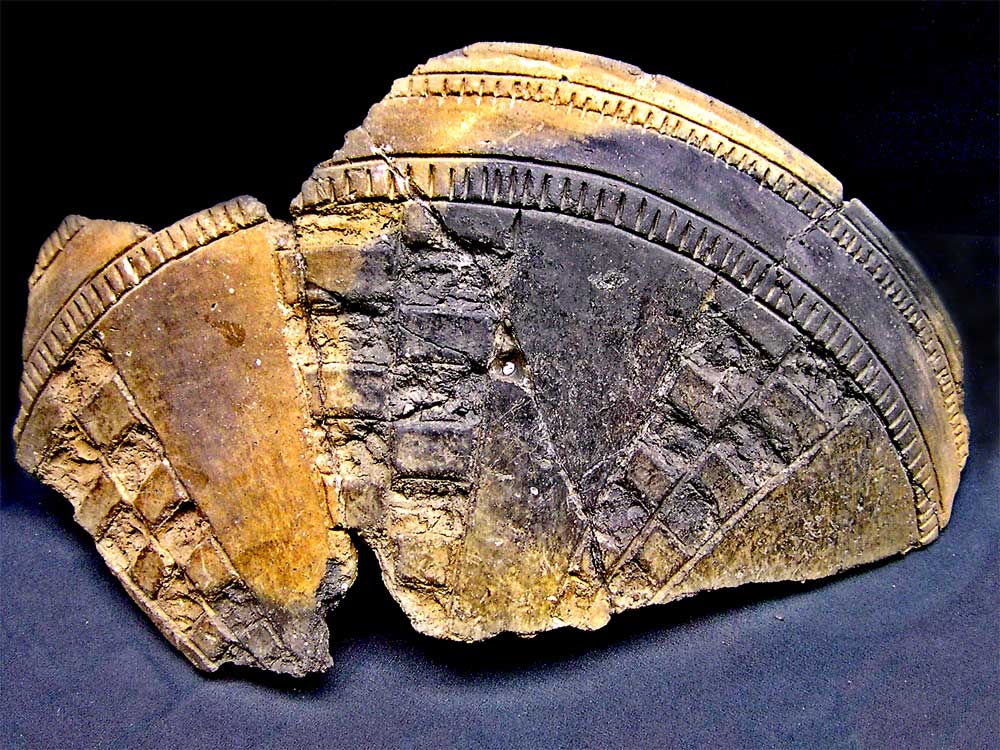
Cerámica excisa. Bronce final (Cogotas-I)
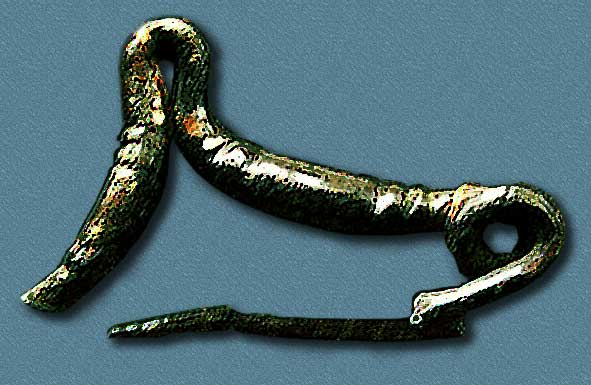
Fíbula de codo. Bronce final (Cogotas-I)

En las Baleares, y sobre todo en Mallorca y Menorca, se desarrolló la primera fase de la cultura talayótica (que alcanzó su plenitud durante la Edad del Hierro), caracterizada por la arquitectura ciclópea en una serie de edificios como los talayots (o torres), las taulas y las navetas. Este fenómeno se ha relacionado con la cultura nurágica de Cerdeña. Se conocen poblados amurallados (como el de Ses Paisses) que albergan talayots, barrios de viviendas de mampostería e inhumaciones bajo el piso; hay también construcciones cultuales escalonadas (tal vez templos) e, incluso, acrópolis amuralladas en lugares de difícil acceso.

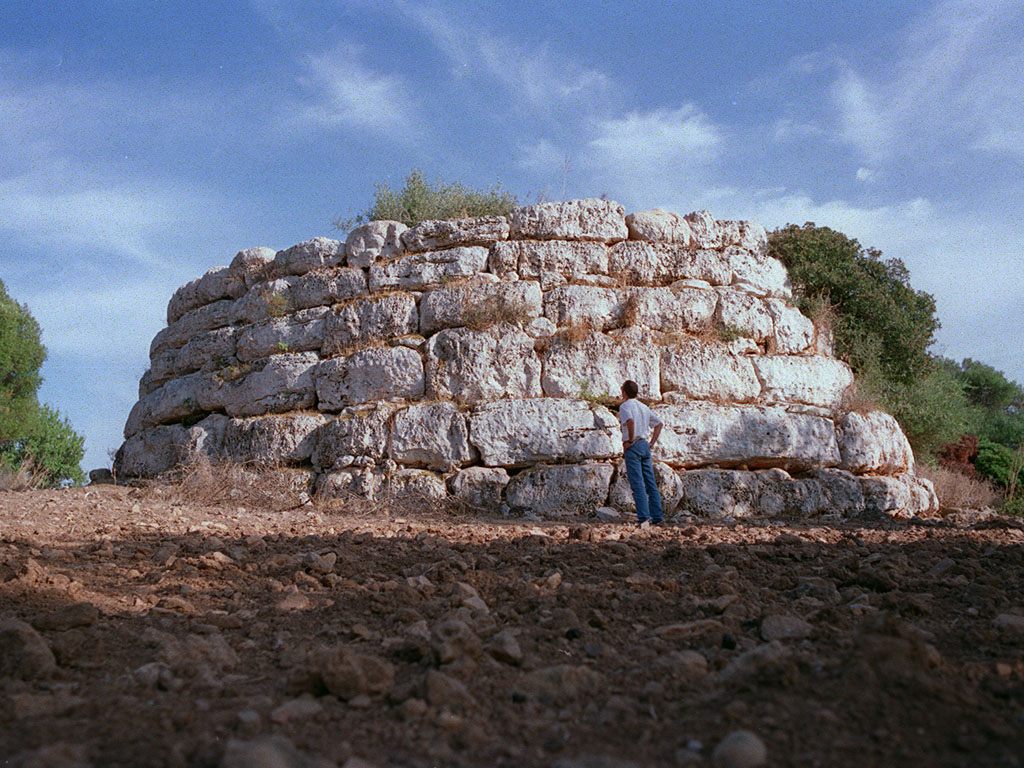
Talayot Mallorca
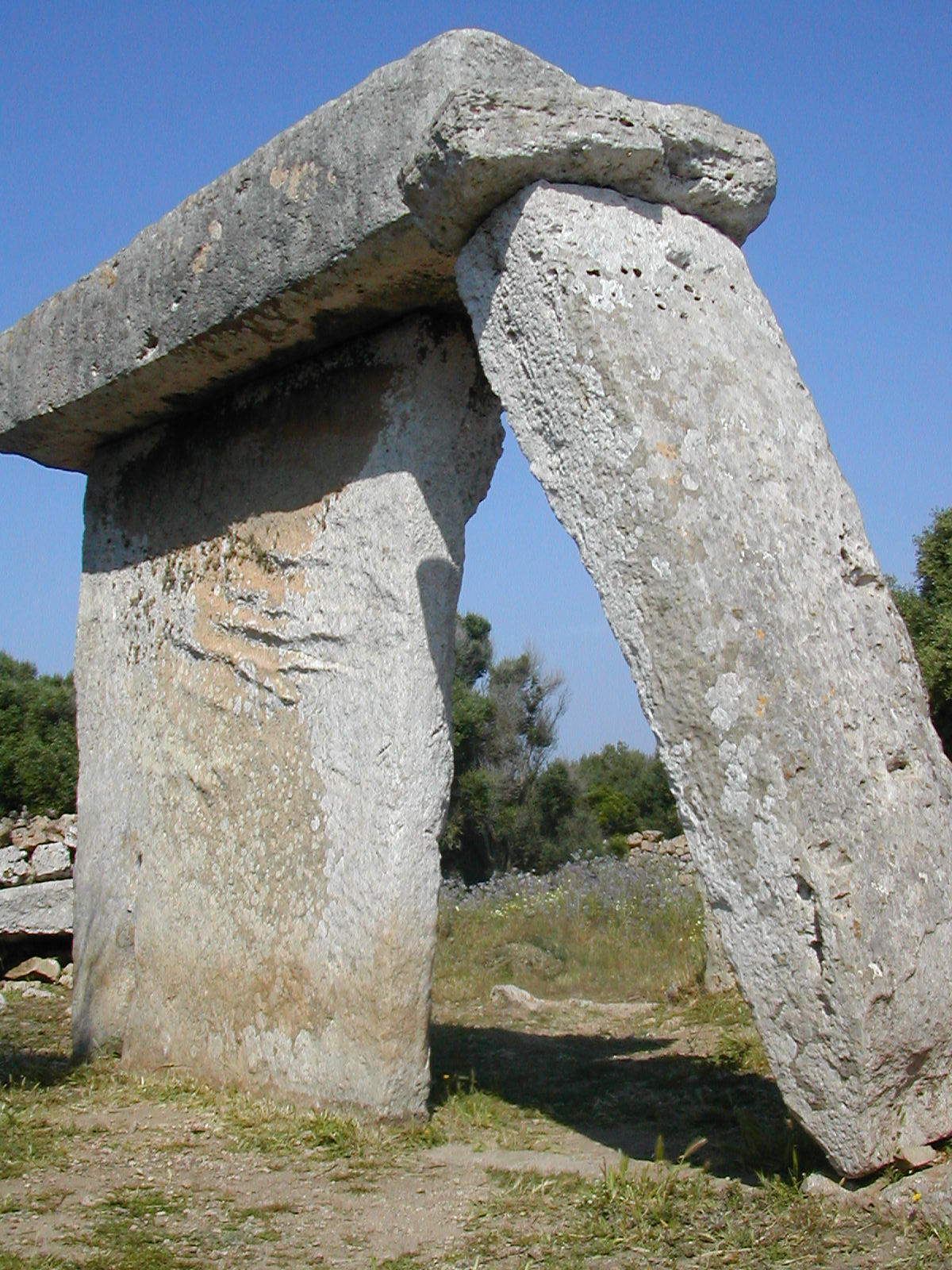
Taula Menorca
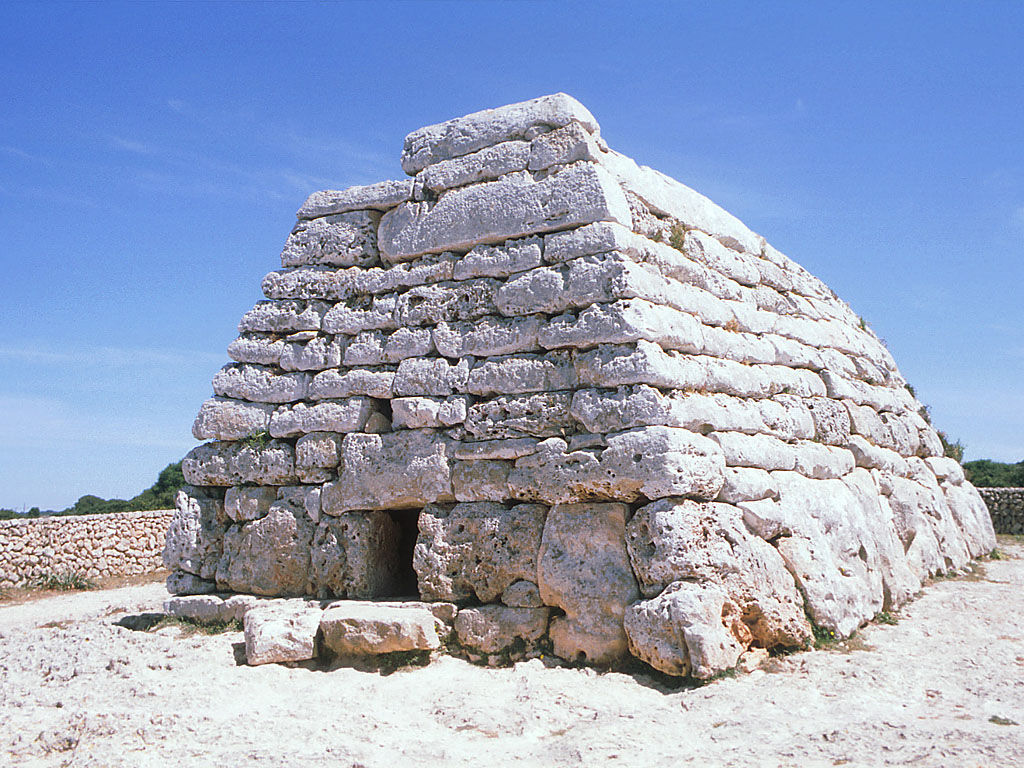
Naveta Menorca
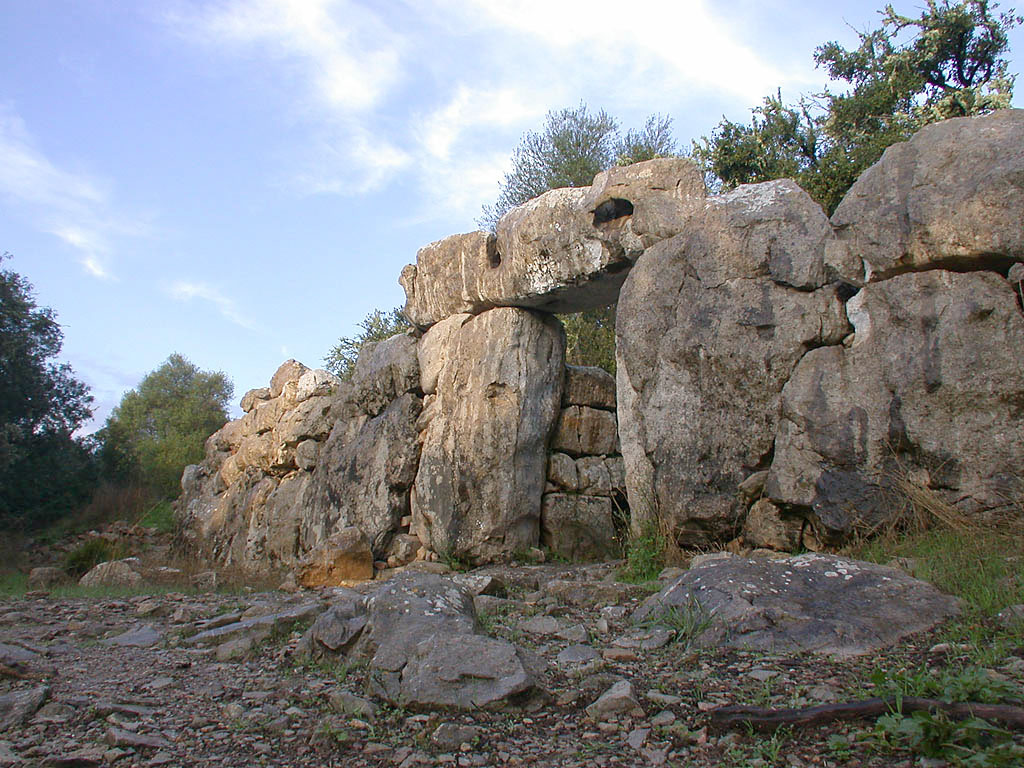
Ses Paisses (Mallorca) Poblado talayótico

#### Edad del Hierro en Europa
Se llama Edad del Hierro al período en que se desarrolló la metalurgia del hierro, metal más duro que la aleación de bronce y uno de los elementos más abundantes de nuestro planeta. Los primeros artefactos de hierro fundido datan del III milenio a. C. y fueron hallados en Anatolia. A Europa comenzaron a llegar a partir del 1200 a. C., durante el Bronce Final.
A pesar de que los minerales de hierro son muy abundantes, su siderurgia requiere una tecnología compleja y diferente a la de otros metales conocidos por entonces (refinado, fundido, forjado y templado), lo que obstaculizó su difusión: durante muchos siglos el hierro fue más un objeto de prestigio que una materia prima utilizada en herramientas de uso habitual, por lo que el bronce no fue desbancado rápidamente. El hierro no se generalizó en Europa hasta, aproximadamente, el año 800 a. C. y en la mayor parte del continente esta fase finalizaría con la romanización. Excepto en el norte de Alemania y en Escandinavia, donde persistió representada en las culturas de Jastorf y vikinga, respectivamente (los vikingos hasta alrededor del año 1000 de nuestra era).

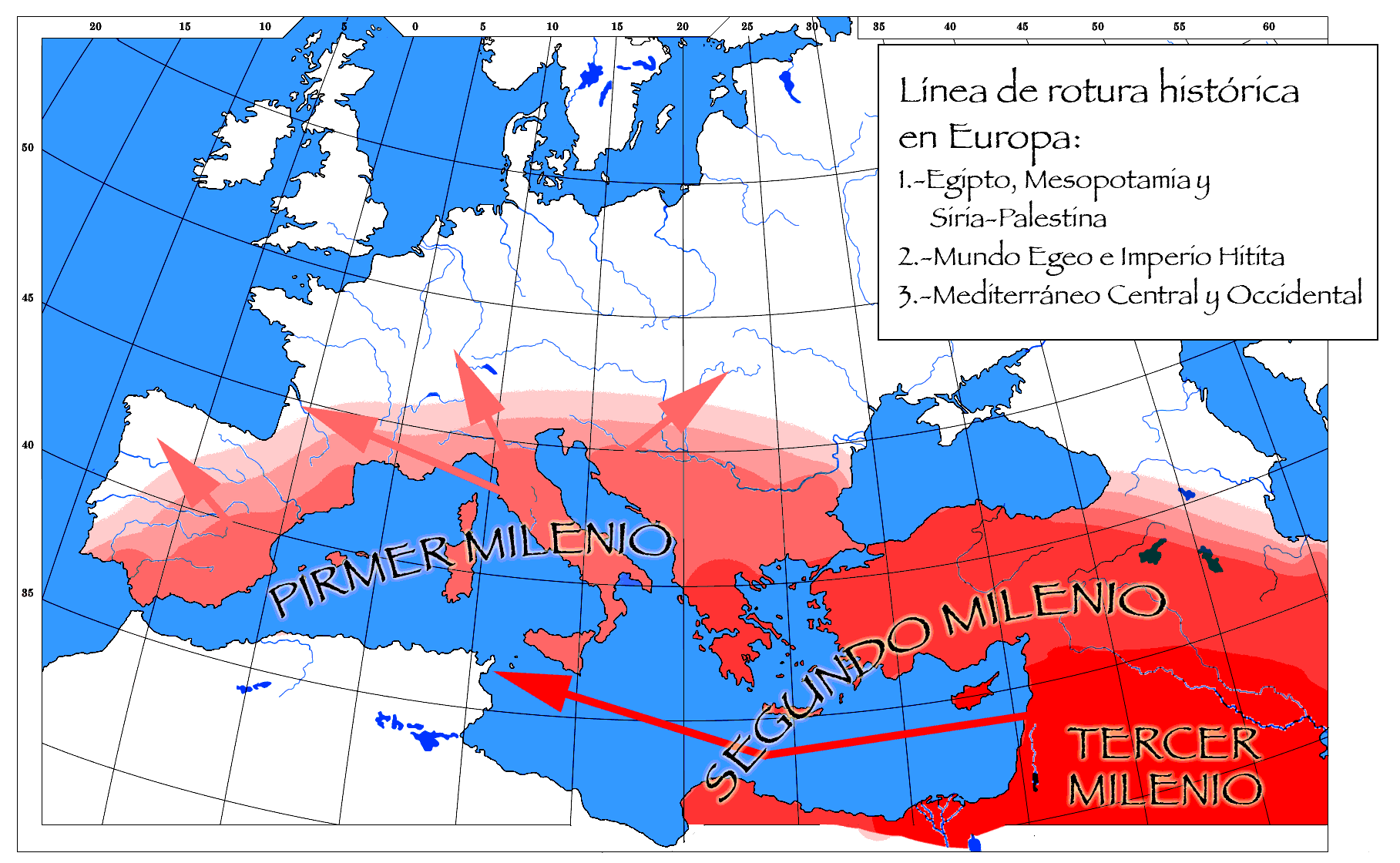
Líneas hipotéticas que representan la entrada en la Historia de las regiones mediterráneas.

Hasta el siglo VIII a. C. solo el Mediterráneo oriental entraba dentro de los parámetros históricos. El año 776 a. C. es reconocido por los antiguos griegos como el de su primera Olimpiada, es decir, el comienzo de su historia. Por esas mismas fechas, en la península itálica, la cultura de Villanova, una variante regional de los campos de urnas, derivó en la civilización etrusca. En el 753 a. C. los romanos sitúan la fundación de la antigua Roma. Así nacieron las civilizaciones clásicas, cada una de las cuales tenía su propio alfabeto, derivados todos ellos del fenicio (también el ibérico). A su vez, el alfabeto fenicio es una simplificación del cuneiforme que partió de un viejo silabario de la ciudad portuaria de Ugarit (actual Ras Shamra, al norte del Siria), del segundo milenio. Posiblemente los fenicios fueron asimismo dinamizadores de los procesos locales que estaban dando lugar a la formación en Andalucía de Tartessos, una cultura de la que se sabe poco; entre otras cosas, pudo haber tenido su propio sistema de escritura, un amplio desarrollo social, cultural y, puede que, estatal. A juzgar por las fuentes escritas, las exploraciones fenicias comenzaron a finales del segundo milenio, pero no hay constancia arqueológica hasta el siglo VIII a. C. Por esas mismas fechas la primera oleada de colonizadores griegos se estableció en el Mediterráneo central, y, en el siglo siguiente, una segunda oleada alcanzó la península ibérica (Ampurias, Hemeroscopio, Mainake). La influencia de fenicios y griegos debió ser fundamental no solo para la difusión de la metalurgia del hierro, sino, también para el desarrollo de unas sociedades que entraron así en la Historia.
En el resto de Europa este periodo suele dividirse en dos grandes fases:

##### Hallstatt
La cultura de Hallstatt (800-450 a. C.) o Primera Edad del Hierro en Europa Central, Francia y los Balcanes, es considerada heredera de los campos de urnas. Esta sociedad estaba dirigida por unas aristocracias guerreras reflejadas claramente en la riqueza de sus tumbas: algunas, por su contenido y su estructura, resultan claramente principescas, con ricos ajuares depositados en grandes cámaras mortuorias de madera. En éstas, el rito funerario predominante fue el de la inhumación bajo túmulo, que se fue imponiendo paulatinamente sobre la incineración, aunque ésta siguió siendo habitual en las zonas periféricas (donde suele hablarse de campos de urnas tardíos). Al principio el uso del hierro era minoritario, pero a partir del siglo VII a. C. se fue generalizando. Estos grupos mantenían contactos comerciales con el Mediterráneo y con las estepas del este europeo, haciendo, posiblemente, de intermediarios en el comercio del ámbar y el estaño con el mundo mediterráneo.

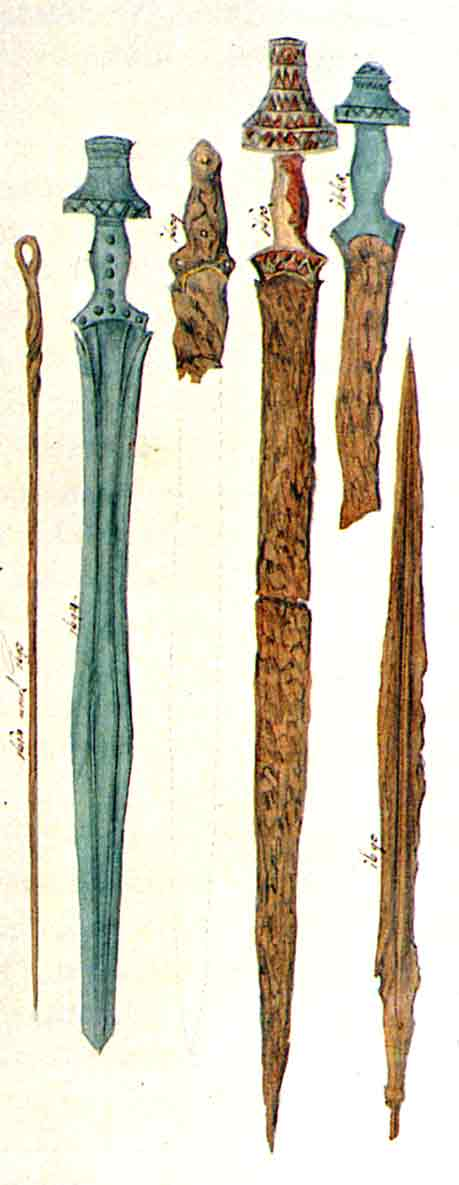
Espadas hallstátticas con contrapeso en el pomo
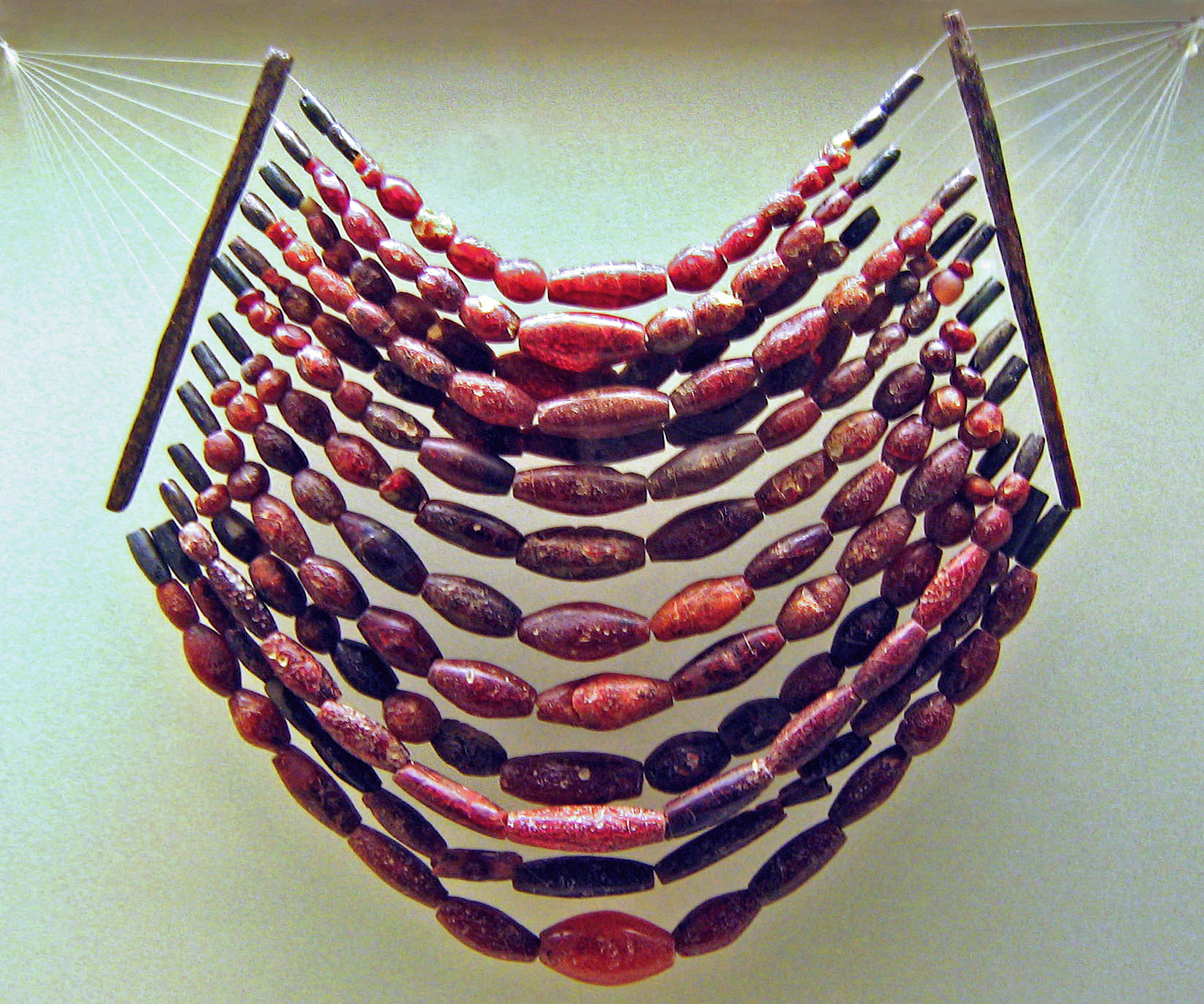
Collar hallstáttico de ámbar báltico
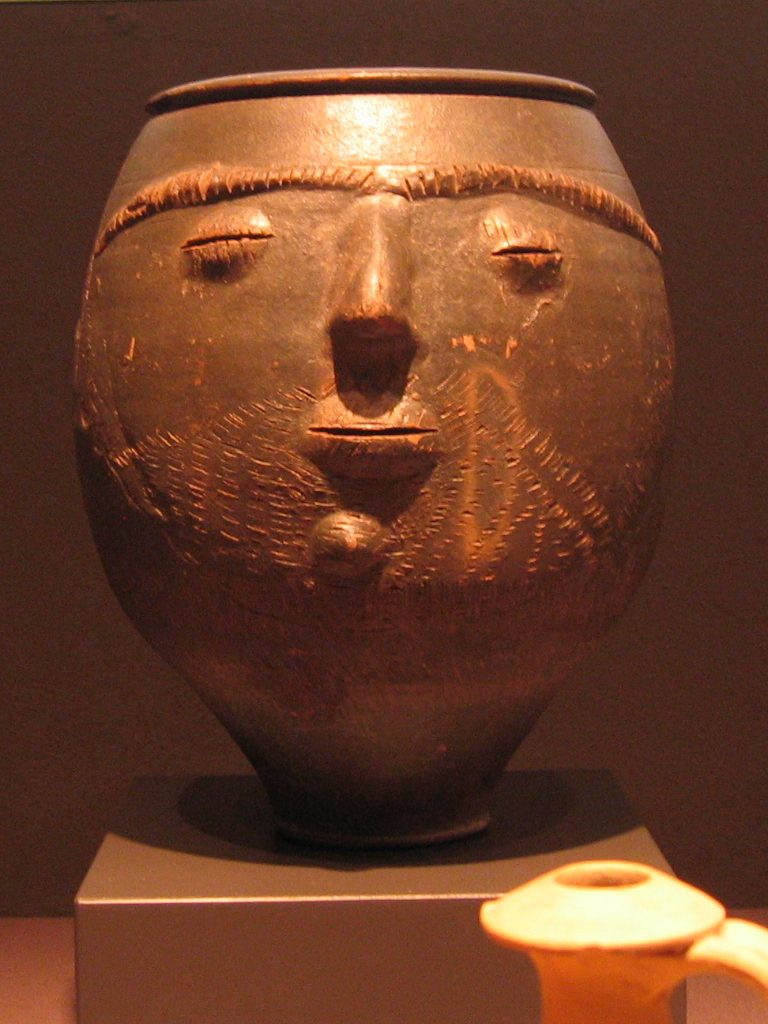
Urna cineraria con rostro humano (Italia).
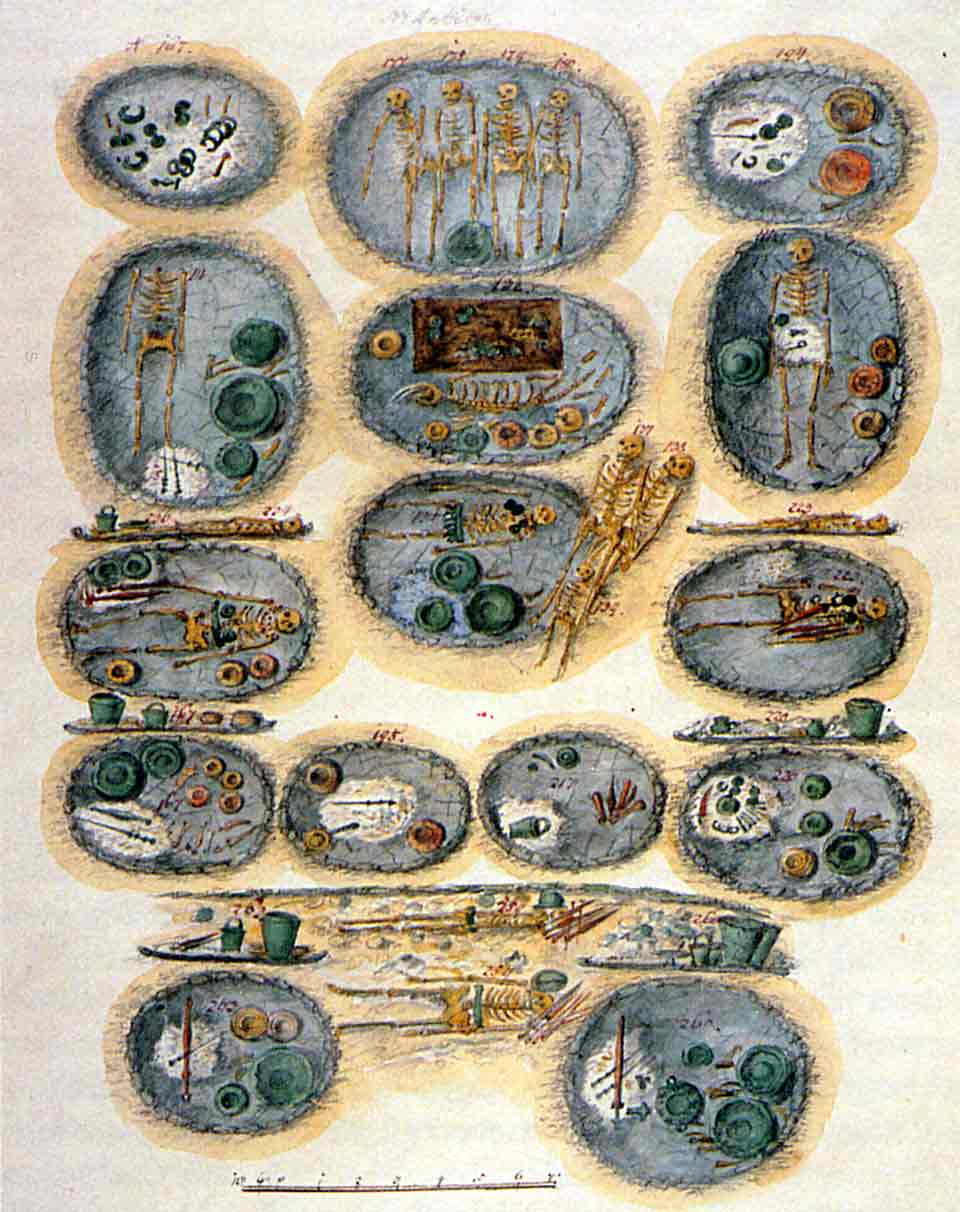
Necrópolis hallstáttica de inhumación con ajuar

##### La Tène
La cultura de La Tène (450 a. C. hasta la conquista romana) o Segunda Edad del Hierro en Centroeuropa, Francia, norte de España e islas británicas. El hierro se había generalizado y la economía diversificado, naciendo lo que se ha denominado cultura céltica. Los asentamientos estaban fortificados y la complejidad de algunos de ellos es propia de centros proto-urbanos (que los romanos denominaban oppidum), con una estratificación social bien diferenciada, cuya cúspide ocupaba la nobleza guerrera. Estos aristócratas gustaban de ser inhumados en grandes tumbas con ajuares muy ostentosos que incluyen carros de guerra, adornos, joyas, armas y grandes vasos de cerámica importados de Grecia y Etruria. La tumba de la princesa de Vix es el mejor ejemplo.

Máxima expansión del mundo céltico
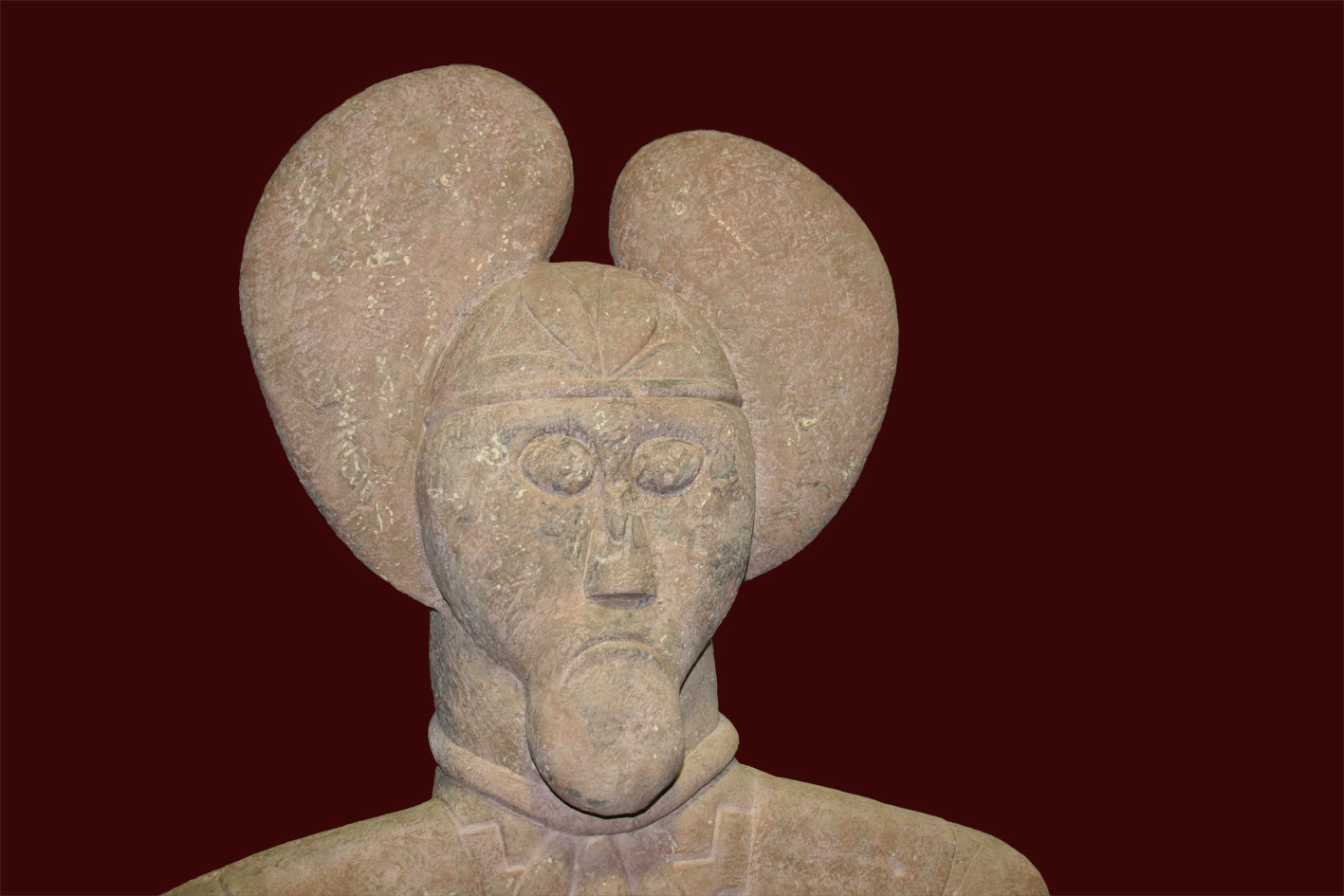
Cabeza de guerrero de Glauberg (Alemania).
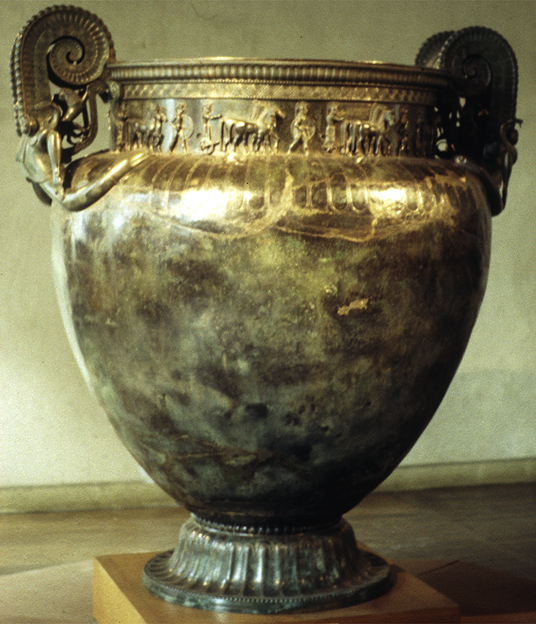
Crátera de la Tumba de Vix (Francia).
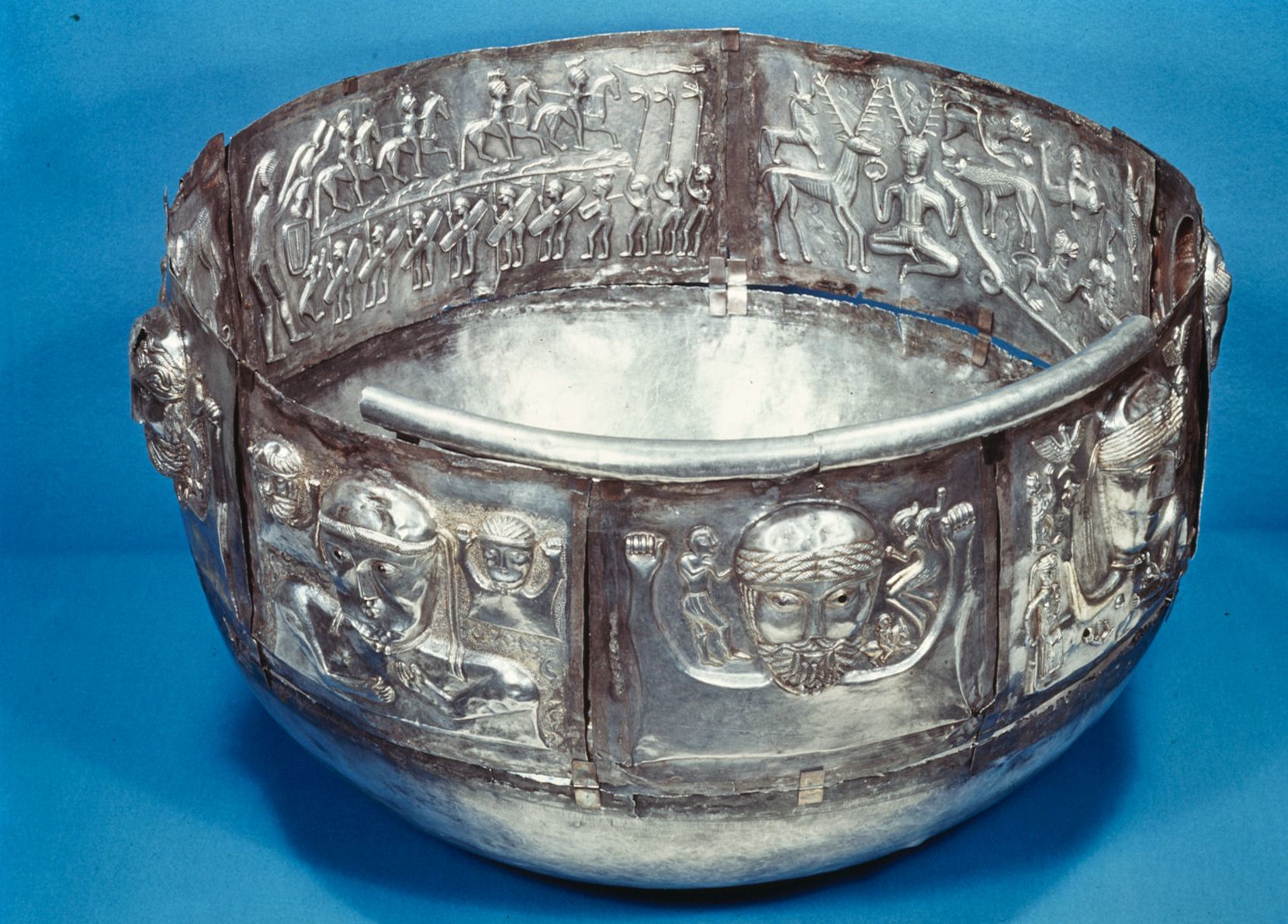
Caldero de plata de Gundestrup (Dinamarca).

##### La península ibérica durante la Edad del Hierro
La relación de los tartesios (en la Primera Edad del Hierro) y de los íberos (en la segunda) con fenicios y helenos actuó de catalizador en el desarrollo de sus respectivas sociedades, que podrían incluirse ya dentro de la Protohistoria.
- La denominada cultura castreña se desarrolló en el noroeste peninsular. Durante mucho tiempo se pensó que estos grupos culturales eran célticos, pero ahora se cree que los aportes hallstátticos son menores que los atlánticos e, incluso, que los mediterráneos. Su característica distintiva es la presencia de poblados fortificados, situados en lugares altos, con varios cinturones de muralla concéntricos y, en el interior, numerosas casas de piedra circulares, sin organización urbanística (son los llamados castros). Desarrollaron una cerámica propia que comparte ciertos paralelismos con las alfarerías meseteñas); potenciaron la metalurgia del bronce en detrimento de la del hierro; y presentan diversas manifestaciones escultóricas, como los guerreros lusitanos y las casas ceremoniales ornadas con portadas laboriosamente esculpidas denominadas pedras formosas, en las citânias portuguesas (se esculpían en edificios cuadrangulares con función religiosa controvertida: quizás lugares de culto a los muertos, baños purificadores u hornos para la incineración de cadáveres).[65] La economía era agropecuaria, pero tenían un gran peso la recolección de frutos silvestres, la pesca y el marisqueo. La cultura castreña galaico-portuguesa tuvo una larga pervivencia durante el proceso de romanización peninsular, siendo una de las zonas que más se resistieron y que mejor mantuvieron sus tradiciones.

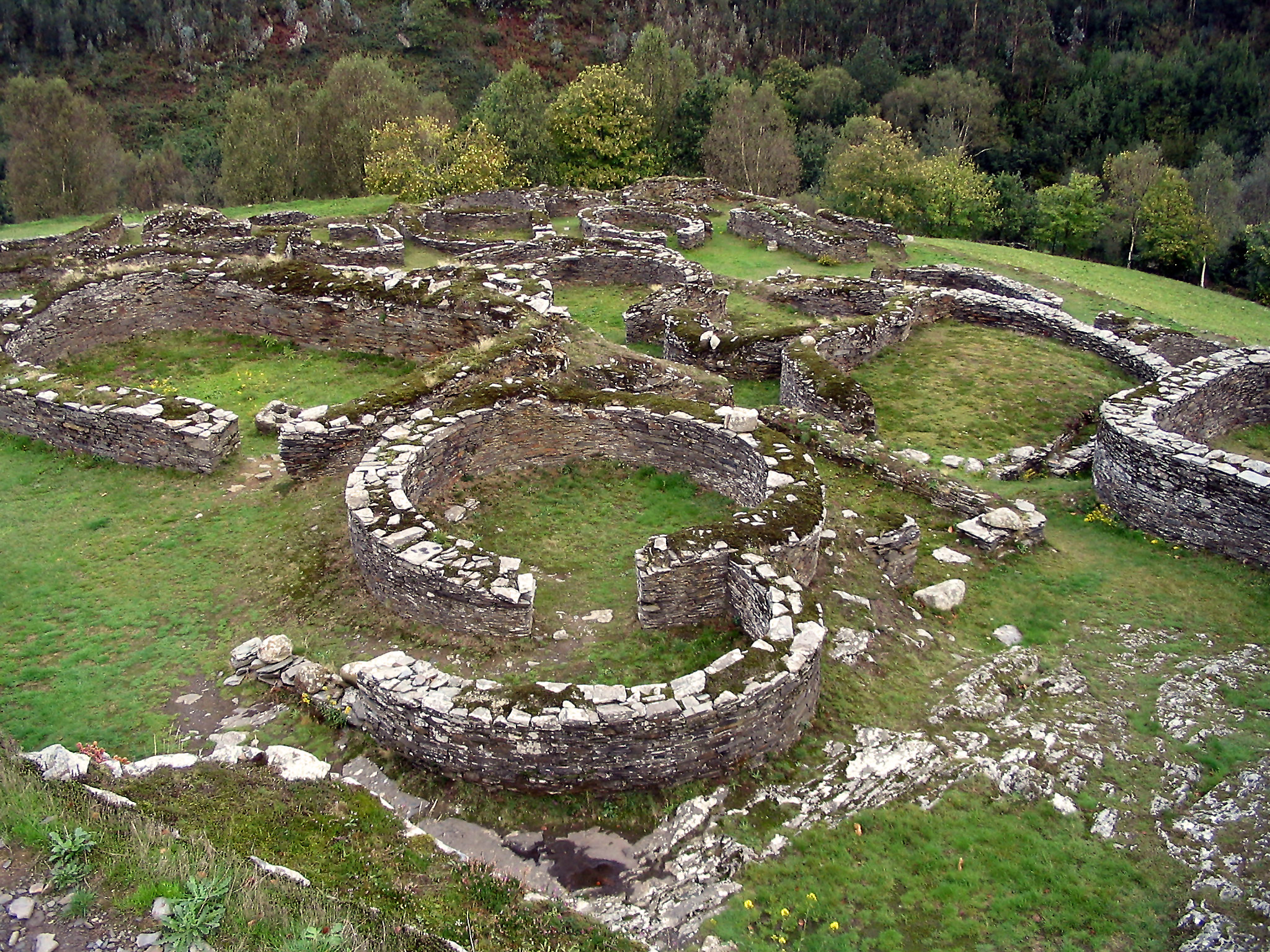
Castro de Coaña en Coaña (Asturias)
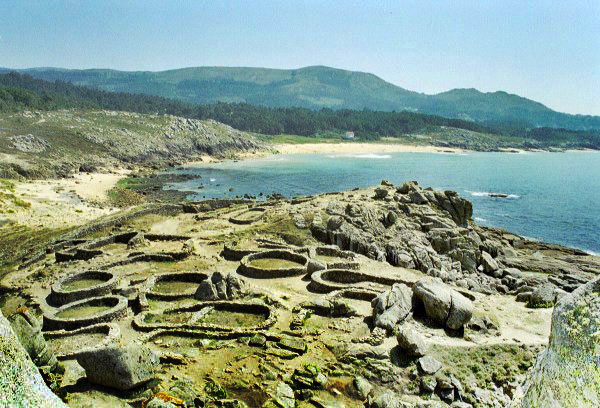
Castro de Baroña en Puerto del Son (La Coruña)
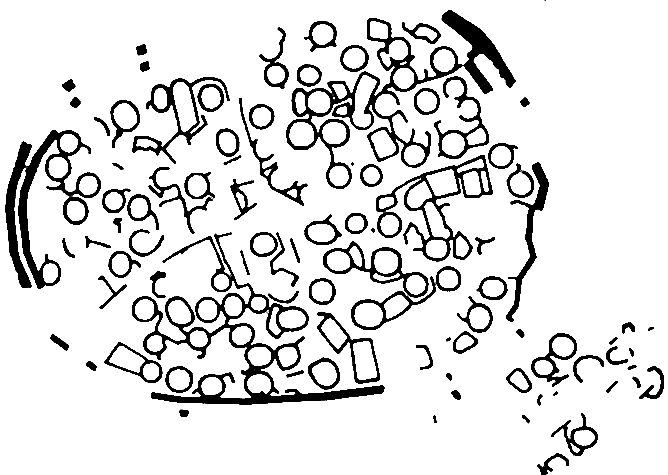
Plano del castro de Cividade de Terroso, Portugal
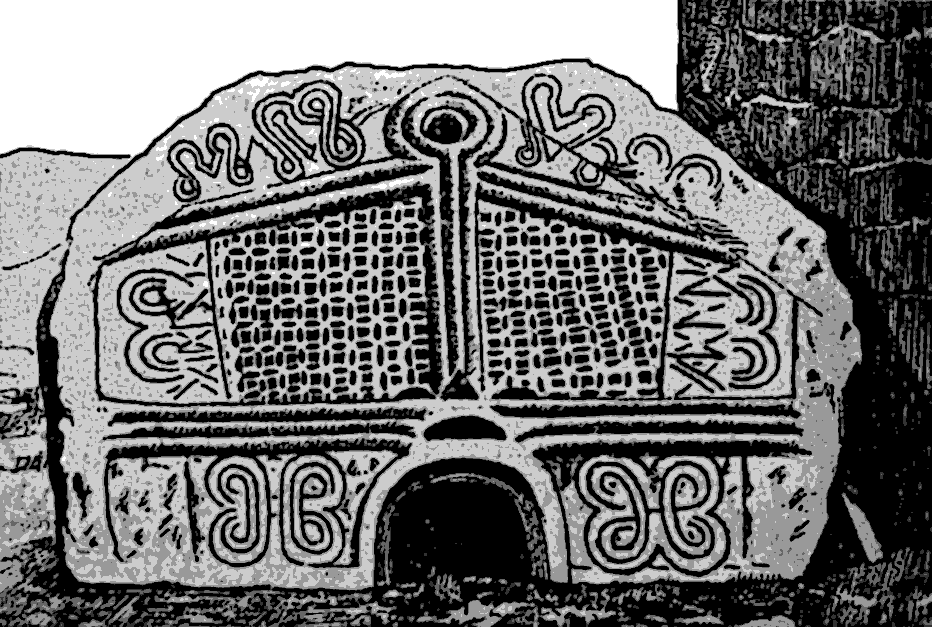
«Pedra Formosa» de la Citânia de Sabroso, Portugal

- El interior de la Península ha sido considerado tradicionalmente como un territorio de influencia céltica. Sin embargo, hoy se sabe que la Meseta Central mantuvo, desde el primer momento, una fuerte tradición local y nunca llegó a desarrollarse un horizonte de campos de urnas, aunque es imposible negar la influencia céltica.[cita requerida] Destacan tres grandes grupos culturales previos al mundo celtibérico (protohistórico o prerromano):

El primero de ellos es la llamada Facies Soto de Medinilla, asentada en el Duero medio y que mezclaba aspectos intrusivos de gentes foráneas con otros locales. Se trata de una cultura agrícola (basada en el cultivo del trigo) que, a pesar de su cronología (siglo VIII a. C.-siglo V a. C.) apenas pudo conocer el hierro.
Algo más tardía es la cultura de los Castros de Soria y Guadalajara (siglos VI y V a. C.), que en este caso es de carácter pastoril y con hábitats fuertemente defendidos, lo que nos indica tiempos de crisis. El hierro comenzó a ser más abundante en esta época, posiblemente porque se descubrieron minas en el Moncayo. Las necrópolis de campos de urnas halladas en el oriente meseteño tienen tumbas de guerreros con un abrumador repertorio de armas de influencia hallstática, a las que se han incorporado elementos de la tradición local. Destacan las cachas de hueso, los pomos con antenas atrofiadas o en forma de T, y fastuosas vainas adornadas con discos, todo ello con incrustaciones y nielados de plata con complejos motivos decorativos. Sin duda, al margen de su utilidad bélica, se trataba de objetos que exhibían el rango social de sus portadores.

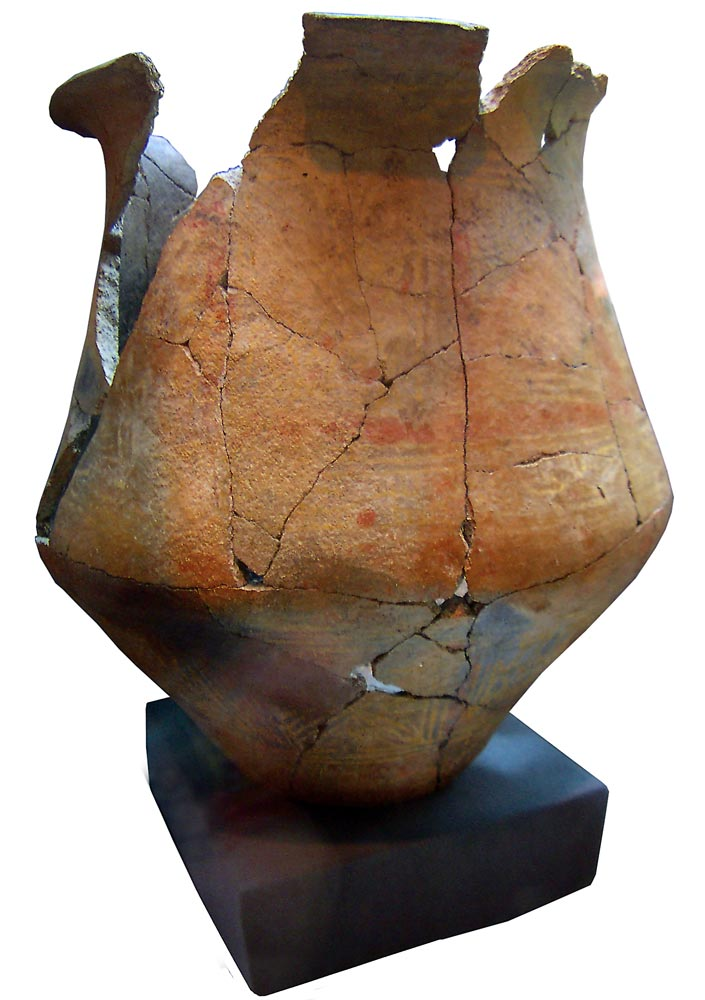
Cerámica de la facies Soto de Medinilla, Medina del Campo (provincia de Valladolid).
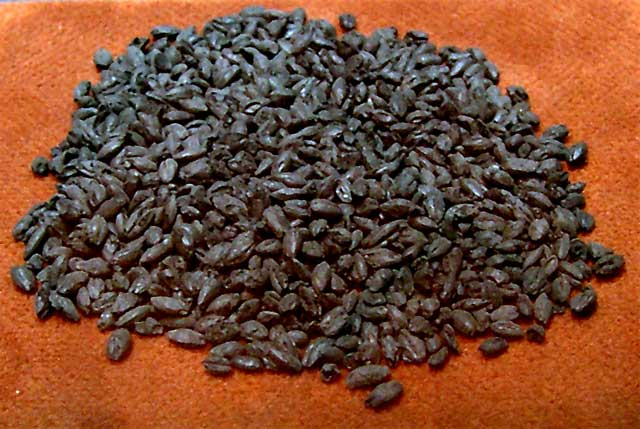
Trigo carbonizado procedente del sitio de «El Soto de Medinilla» (Valladolid).
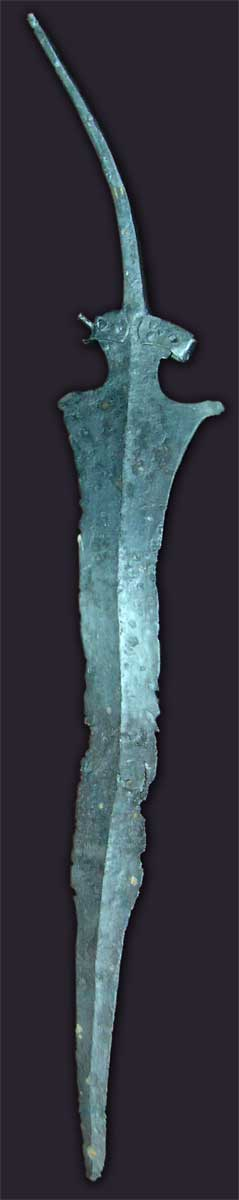
Espada tipo Miraveche, yacimiento de «Las Ruedas», Padilla de Duero (Valladolid).
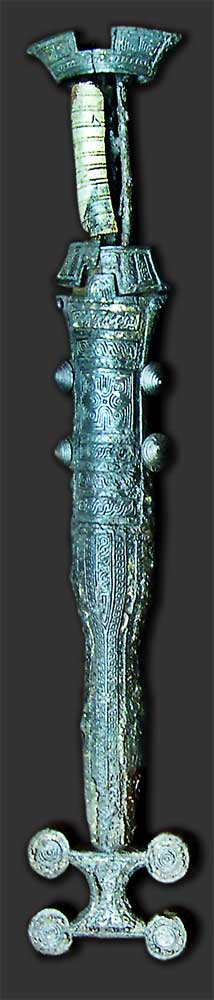
Puñal tipo Monte Vernorio, yacimiento de «Las Ruedas», Padilla de Duero (Valladolid).

Por último destacaría Cogotas-II (siglos V a III a. C.), que se ha asociado a una economía pastoril y agrícola extendida por toda la Meseta. Son característicos sus castros fuertemente protegidos por sistemas defensivos hasta entonces desconocidos: murallas ciclópeas en varios recintos sucesivos cada vez más inaccesibles; puertas con entradas desviadas para exponer a los posibles atacantes a los arqueros; grandes extensiones de piedras hincadas para repeler los ataques de la caballería. Los castros de Las Cogotas, Las Merchanas o Sanchorreja son excelentes ejemplos. Los elementos materiales de no parecen enlazar con la tradición de Soto de Medinilla, excepto en pequeños detalles (sobre todo en los excelentes objetos metálicos de prestigio), aunque en el castro de La Mota en Medina del Campo, es posible establece una continuidad estratigráfica entre la facies del Soto de Medinilla y el horizonte de Cogotas II. A menudo, el horizonte de Cogotas II se asocia al pueblo de los vetones y suele recibir el nombre de cultura de los Verracos.

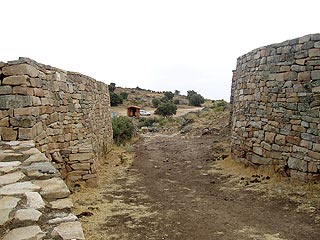
Entrada fortificada y desviada del castro de Las Cogotas (provincia de Ávila).
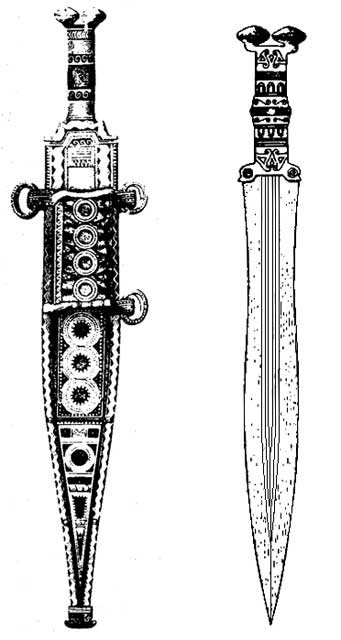
Espadas cortas con antenas atrofiadas, típicas del horizonte Cogotas II
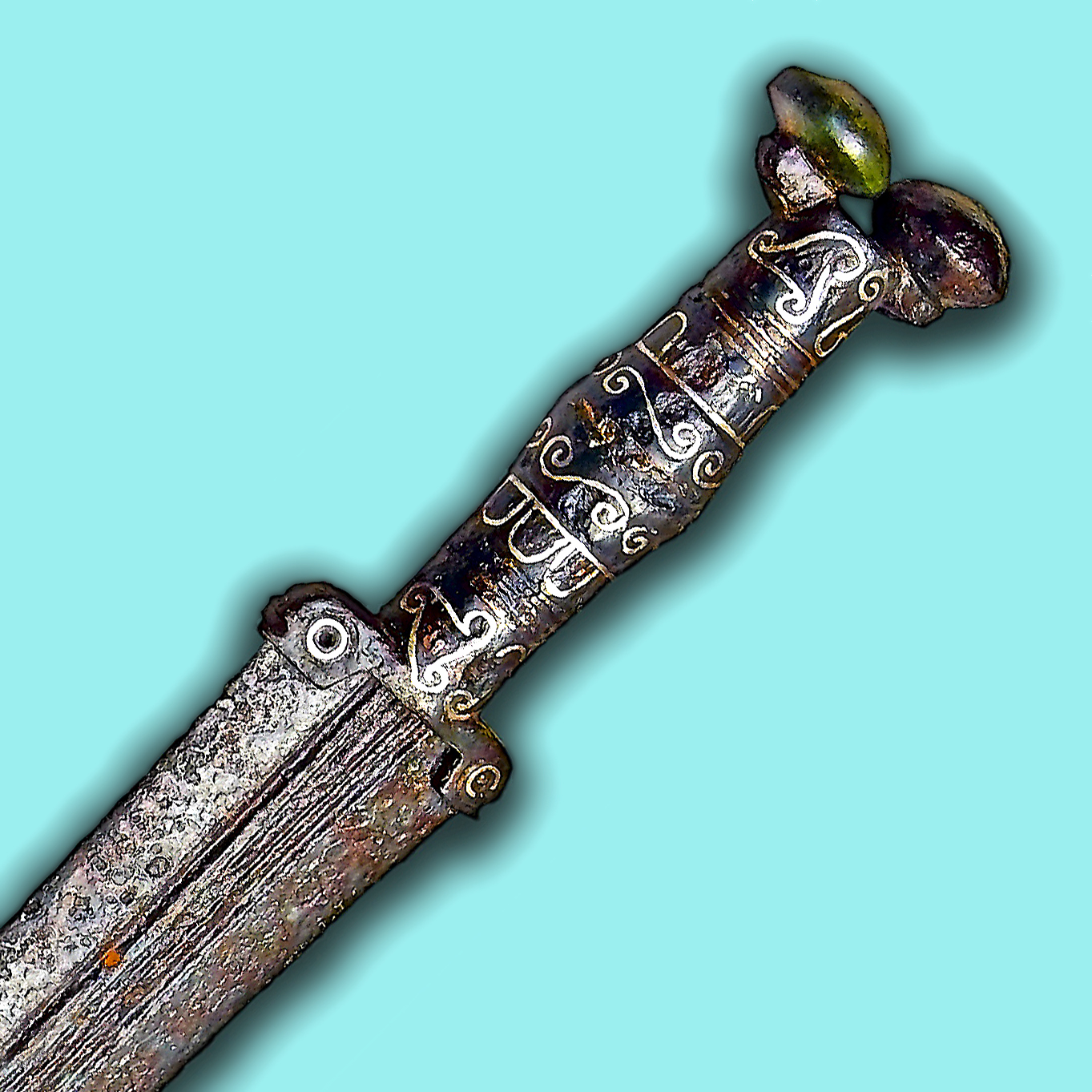
Espada con incrustaciones de plata y cobre (nielado), horizonte Cogotas II
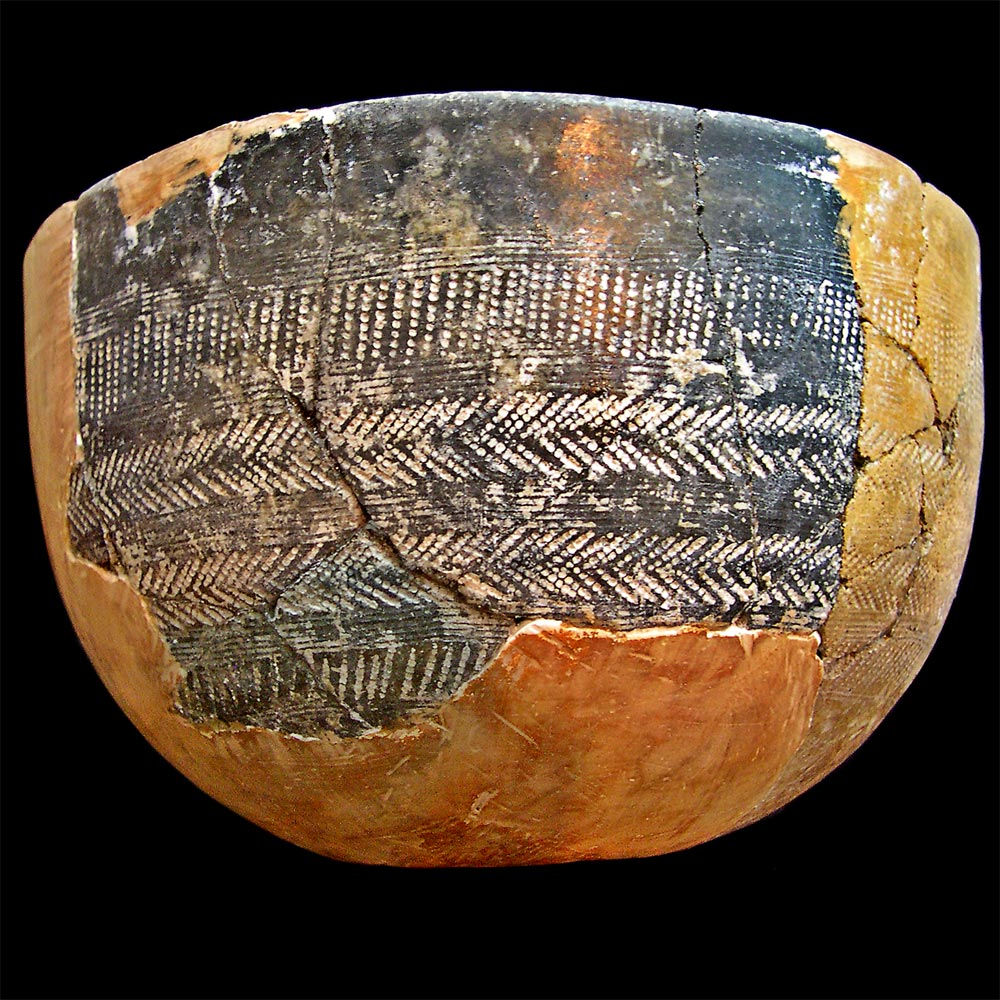
Cerámica decorada «a peine» característica del horizonte Cogotas-II

## Prehistoria de América

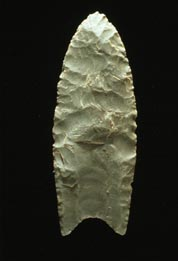
Punta de lanza tipo Clovis en Nuevo México (Estados Unidos).

La teoría más aceptada es que el poblamiento humano de América se produjo desde Siberia a través del estrecho de Bering. La fecha está sujeta a controversia: unos creen que solo hay pruebas para afirmar que los seres humanos llegaron hace unos 16 000 años; otros apuntan a un poblamiento más temprano, entre 70 000 y 45 000 años antes del presente (AP); finalmente, hay un grupo que apunta a fechas todavía más antiguas que el 75 000 AP. En cualquier caso, el aislamiento de América respecto a otros continentes fue casi absoluto (aunque se sabe que hubo varias migraciones a lo largo de la prehistoria), lo que justifica que no se emplee la periodización tradicional, sino otra específica adecuada a la realidad arqueológica de este continente. En 1958, los arqueólogos Gordon Willey y Philip Phillips propusieron las siguientes etapas:

### Periodo Lítico o Paleoíndio
Podría equipararse al Paleolítico Superior europeo, comprende desde la llegada de los primeros americanos (con una fecha variable, según el paradigma teórico defendido) hasta el comienzo del Holoceno. Dentro de este periodo hay dos fases:
- Fase de cazadores-recolectores indiferenciados: caracterizado por una industria lítica arcaizante (cantos tallados, lascas musteroides, bifaces...); los restos son muy escasos, pero pueden ponerse ejemplos datados por encima de los 30 000 años de antigüedad en todo el continente, desde Topper (en Estados Unidos) hasta Pedra Furada (en Brasil), pasando por Tlapacoya (en México) o Monte Verde II (en Chile).
- Fase de las Puntas de proyectil: Estaríamos ante una cultura de tecnología lítica muy avanzada y con una economía basada en la caza de piezas de mediano y gran tamaño. Aparece hace unos 13 000 años y se caracteriza por diversos tipos de puntas de lanza foliáceas finamente elaboradas, las más famosas son las de la cultura Clovis (Nuevo México), aunque, por supuesto, hay muchas más. A destacar, por situación geográfica, la Cueva Fell (en Tierra del Fuego, Chile), cuyas puntas, llamadas de cola de pescado», se datan en el 7000 a. C.

### Periodo Arcaico

Hueso Sacro de Tequixquiac hallado en México.

#### Arcaico Temprano
Hacia el VIII milenio a. C., a finales de la última glaciación, los antiguos americanos comienzan a experimentar con el cultivo de plantas y la cría de animales, iniciando un largo proceso hacia las primeras poblaciones sedentarias. Esta transición fue más en el centro- noroeste del Perú y en el sur de México (las dos zonas nucleares fundamentales de América). También aparecen los primeros poblados estables y numerosas culturas que viven de la explotación intensiva de recursos oceánicos, cuyos restos más típicos son los concheros, grandes montones de desperdicios de conchas de moluscos. Progresivamente, las comunidades van dependiendo más y más del producto de la agricultura, la ganadería y de la pesca. Hacia este período, las oleadas de personas completaron su dominio por toda América, llegando desde lugares remotos de Canadá hasta la Patagonia.

#### Arcaico Tardío
La sedentarización se sigue de un proceso de jerarquización de las comunidades, apareciendo hacia el IV milenio a. C. las primeras jefaturas extra-familiares que se van consolidando lentamente en autoridades políticas permanentes de pueblos que forman grandes rutas de intercambio económico por medio del conocimiento de la astronomía y los ciclos agrícolas.
Concretamente en los Andes sobresale la cultura de Caral (Perú), con una fecha inicial superior al 2600 a. C.
|  |  |

### Periodo Formativo

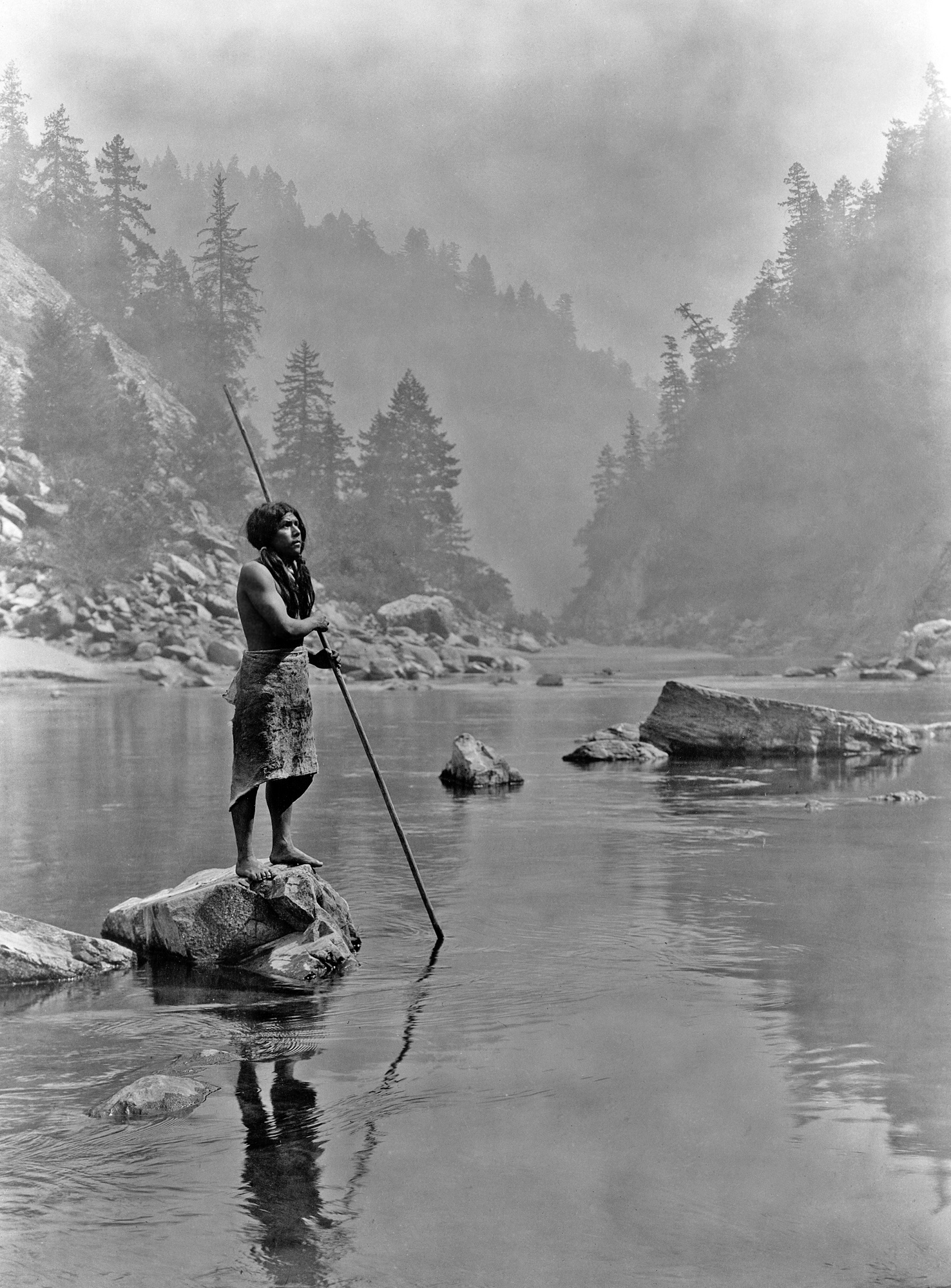
Amerindio Hupa.

Sería el equivalente a la Protohistoria europea, pero más dilatada; inmediatamente después de esta fase aparecen las primeras formas de escritura y las grandes civilizaciones clásicas como la de los mayas o los moche. Evidentemente, destaca por novedades como la agricultura, la ganadería, la cerámica... Entre los 4000 a. C. y el comienzo de nuestra era. También se produce la aparición de las primeras sociedades jerarquizadas con formas de gobierno relativamente complejas; de hecho, hay grandes civilizaciones como la de los Olmecas en Mesoamérica y la Cultura Chavín en Sudamérica, que llegan a dominar extensos territorios y a construir importantes centros urbanos en torno a santuarios dedicados al Dios Jaguar. Otras culturas reseñables son las de los anasazi y sus similares (Arizona), así como los constructores de Montículos de Norteamérica.

### Umbral de la historia americana
En América, la utilización de cobre nativo se remonta hacia el 900 a. C.; poco después comienza una metalurgia auténtica, basada en cobre y, sobre todo, oro y plata. El bronce no aparece hasta poco antes del año 900. El hierro no se conoció hasta la llegada de los europeos. Arriba se explica que durante las fases finales de los olmecas, al comenzar nuestra era, nació la escritura en Mesoamérica: estaríamos, pues, entrando ya en la Historia. Esto se corrobora con el hallazgo reciente de ciertos objetos extraídos de zonas donde tuvieron lugar asentamientos olmecas (Tabasco y Veracruz, México) cuya datación mediante el carbono 14 sitúa su origen alrededor del año 900 a. C. Estos elementos presentan glifos que, por sus características, han permitido suponer que el sistema de símbolos empleados fue la base de la escritura maya, que alcanzó su mayor perfeccionamiento entre el 200 y el 900 d. C.